# Costa Brava
La Costa Brava est le nom donné à la côte catalane sur la mer Méditerranée, située au nord-est de la Catalogne, dans la province de Gérone. Elle part de Portbou, à côté de la frontière française, et s'étend sur 160 kilomètres et sur les 255 kilomètres du profil déchiqueté de la Costa Brava jusqu’à Blanes, à l’embouchure du fleuve Tordera. Elle est encadrée, au nord, par la côte Vermeille qui en est la continuation géomorphologique et, au sud, par la Costa del Maresme.

## Origine du nom

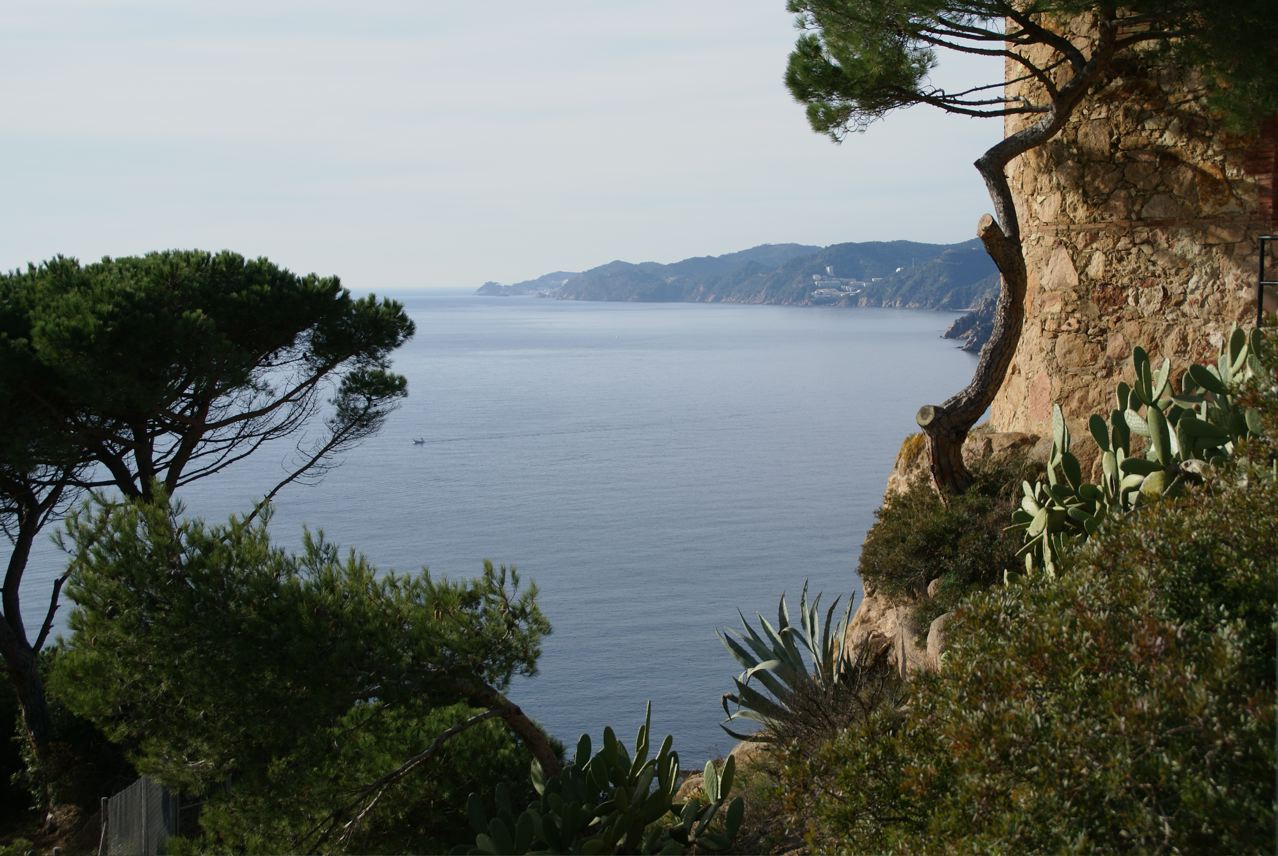
La côte restée sauvage, vue depuis le monument à Sant Elm

Costa Brava signifie en catalan « côte abrupte » en référence à son littoral rocheux et morcelé. L’expression catalane costa brava « côte abrupte » existe depuis très longtemps en tant que locution nominale commune. Par contre, l’utilisation de Costa Brava en tant que nom propre, pour désigner spécialement la zone en question, a été lancée pour la première fois en 1908 dans le journal La Veu de Catalunya par le poète Ferran Agulló, quand l'endroit inspirait les artistes et les rares touristes par sa beauté immaculée. Le 29 septembre 1963 le conseil municipal de la ville de Sant Feliu de Guíxols a inauguré une pierre commémorative à l'ermitage de Sant Elm, un promontoire au sud de la ville avec une chapelle de 1696, l'endroit même qui avait inspiré l'auteur.

## Climat
Suivant sa diversité géographique, cette zone présente de nombreux climats et microclimats qui dépendent de l’altitude et de la proximité de la mer. En général, on peut dire que le climat est tempéré et doux, de type méditerranéen, caractérisé par des étés secs et chauds et par des hivers modérés.

## Informations générales

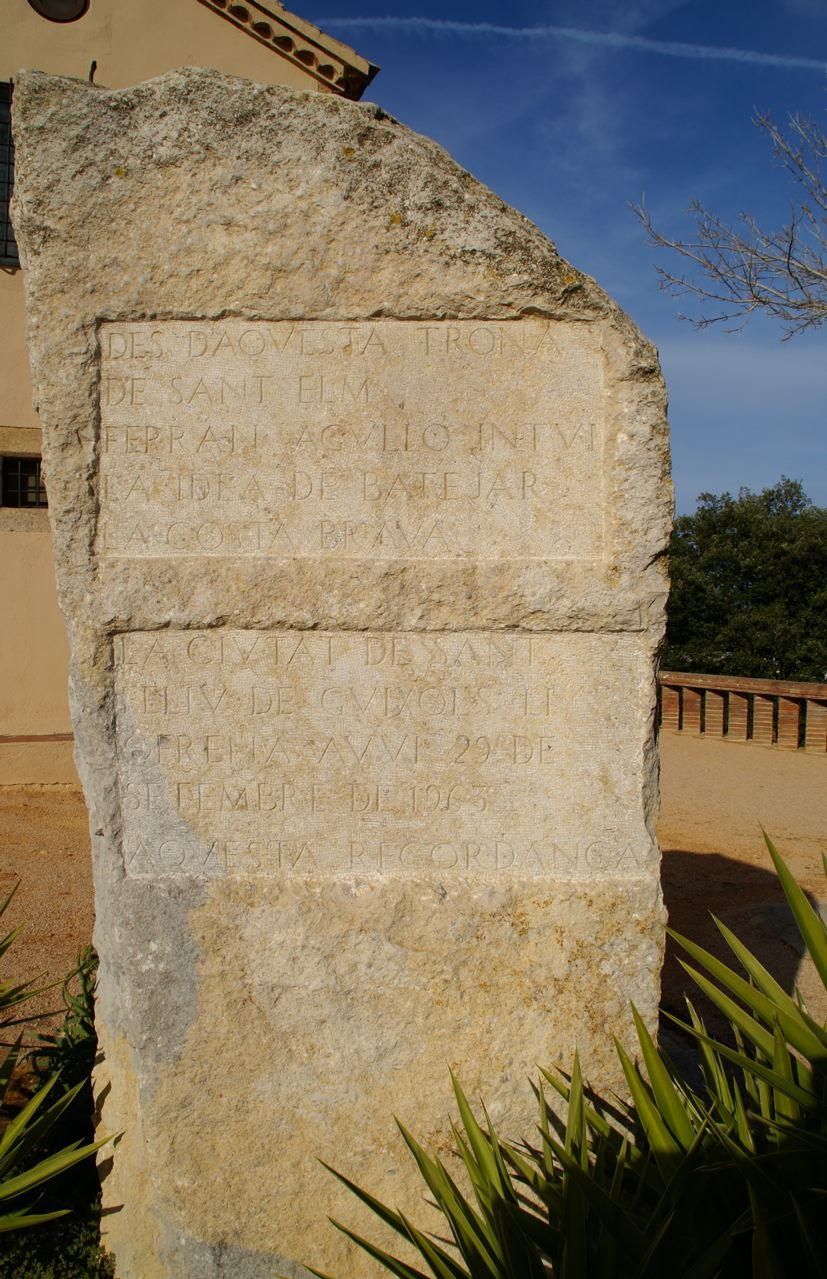
Pierre commémorative à l'ermitatge de Sant Elm avec l'épigramme en catalan :
« Des d'aquesta trona de Sant-Elm Ferran Agulló intuí la idea de batejar la Costa Brava »
(traduction : « Depuis ce trône de Sant Elm, Ferran Agulló a eu l'idée de baptiser la Costa Brava »).

### Langue
La Catalogne a deux langues officielles, le catalan et le castillan. La majorité de la population autochtone parle habituellement le catalan et la majorité de la population comprend et s’exprime parfaitement en castillan et en catalan.

### Monnaie
Avec la création de la monnaie unique dans l’Union européenne, l’euro est l’unité monétaire depuis le 1er janvier 2002.

### Horaires
Comme dans la majorité des pays européens, en hiver l’heure est avancée d’une heure (le dernier samedi octobre) par rapport à l’horaire solaire (GMT), différence qui passe à deux heures en l’été (le dernier samedi du mois de mars).
La journée de travail commence généralement entre 8 h et 9 h du matin et dure jusque vers 14 h. L’après-midi, les entreprises sont habituellement ouvertes de 16 h à 19 h.
Les repas ont lieu entre 13 h et 15 h pour le déjeuner et entre 20 h 30 et 22 h  pour le dîner. Pendant le week-end, l’horaire est un peu retardé. La majorité des restaurants s’adapte aux habitudes des touristes.
Les horaires des bars sont très larges et très variés : la loi leur permet d’ouvrir jusqu’à 2 h 30 du dimanche au jeudi et jusqu’à 3 h les vendredis, samedis, dimanches et jours fériés. Cependant chaque bar adapte son horaire à la zone dans laquelle il se trouve et aux caractéristiques du local. Alors que les cafétérias répondent à la demande de la journée de travail, les bars de nuit ouvrent habituellement à partir de 17 h et restent ouverts jusqu’aux limites de l’heure de fermeture autorisée.
Les horaires d’ouverture et de fermeture des commerces varient suivant leur fonction et leur dimension. Les petits magasins ouvrent généralement entre 9 h et 10 h et ferment entre 20 h et 21 h ; par contre, les grands magasins et les grandes surfaces ouvrent en non-stop de 10 h à 22 h. Le dimanche, les magasins sont fermés sauf certains jours de l’année. Parfois, les petits établissements prennent un autre jour de congé, généralement le lundi matin.
Les horaires des banques vont en général de 8 h 30 à 14 h, du lundi au vendredi. Les banques ouvrent aussi le samedi de 8 h 30 à 13 h (sauf en été) et d’octobre à juin, les caisses d’épargne ouvrent le jeudi après-midi de 16 h 30 à 19 h 45.
Les organismes officiels et les mairies ont généralement un horaire continu de 8 h à 15 h, du lundi à vendredi.

### Jours fériés
- 1er janvier, Saint-Sylvestre
- Pour Pâques, le Vendredi saint et le lundi de Pâques.
- 1er mai, Fête du travail
- 24 juin, Saint-Jean
- 15 août, Assomption
- 11 septembre, fête nationale de la Catalogne
- 1er novembre, Toussaint
- 6 décembre, Fête de la Constitution espagnole
- 8 décembre, Immaculée-Conception
- 25 décembre, Noël
- 26 décembre, Saint-Étienne

Outre ces fêtes, deux fêtes locales, chômées et payées, sont fixées sur proposition des communes par ordre du ministère catalan du Travail

## Délimitation
Le littoral de la Costa Brava, le plus septentrional de la Catalogne, s'étend sur quelque 220 kilomètres de la côte, en partant de Portbou, localité limitrophe de la frontière française jusqu’à Blanes, à l’embouchure du fleuve Tordera, à la limite de la côte du Maresme, dans la province de Barcelone. La Costa Brava comprend les régions de l’Alt Empordà et du Baix Empordà, du Gironès, du Pla de l’Estany et de la Selva.

### Alt Empordà
L’Alt Empordà est la terre qui captiva Salvador Dalí et qui abrite deux des trois pointes de ce que l’on a appelé le Triangle Dalinien, soit le musée et les maisons dans lesquelles il passa la majeure partie de son existence. Dans cette région, marquée par la proximité de la mer et des Pyrénées, il faut insister sur l’intérêt que présentent le parc naturel de Cap de Creus, les ruines d'Empúries et le village médiéval de Sant Martí d'Empúries sur la commune de L'Escala, les marais du parc naturel des Aiguamolls de l'Empordà, Cadaqués et Sant Pere de Rodes ; à citer aussi certains villages de pêcheurs comme El Port de la Selva et les centres touristiques de Roses et Empuriabrava, sur la commune de Castelló d'Empúries.
Cette région est située à l’extrémité nord-est de la Péninsule Ibérique, au départ même de la Costa Brava, avec de petits villages littoraux comme Portbou et Colera. La capitale de la région, Figueres, est connue dans le monde entier pour le théâtre-musée Dalí, l’un des musées espagnols qui reçoit le plus de visites et où est réunie une grande partie de l'œuvre du peintre ; de là, on peut entreprendre un parcours à travers la vie de Salvador Dalí en rendant visite au château de Púbol (dans le Baix Empordà) et à sa maison de Portlligat, à Cadaqués. La ville principale de l'Alt Empordà offre aussi d’autres centres d’intérêt comme le musée des Jouets de Catalogne qui présente des jouets venus du monde entier et le musée de l'Empordà, centré sur une collection de trouvailles archéologiques et de peinture du XXe siècle, avec des œuvres de Joaquim Vayreda, Antoni Tàpies ou encore Modest Cuixart.

### Baix Empordà
Le Baix Empordà, la région des calanques, occupe le centre de la Costa Brava. On peut citer la petite ville de Torroella de Montgrí et son centre touristique de L'Estartit d’où l’on peut visiter la réserve marine des îles Medes, situées face au massif du Montgrí ; les calanques de Begur (Sa Riera, Sa Tuna, Fornells, Aiguablava), celles de Palafrugell (Calella, Llafranc, Tamariu) et admirer le paysage que l’on aperçoit du phare de Sant Sebastià. Sont en outre de grand intérêt les visites du village ibère d’Ullastret et des villes médiévales de Monells, Pals et Peratallada, parfaitement restaurées. Les grands centres touristiques de la région sont Palamós, Castell-Platja d'Aro et Sant Feliu de Guíxols.
La capitale de la région est La Bisbal d’Empordà, localité dont la tradition dans l’élaboration artisanale de la céramique a survécu grâce à l’activité d’un grand nombre de maîtres artisans. L’histoire et  l’évolution de cette tradition céramiste sont racontées au Terracota-musée de la Céramique de La Bisbal.

### La Selva
La Selva, appelée aussi « la région de l’eau », c’est la zone la plus méridionale du territoire et elle est caractérisée par le grand nombre des ressources qui dépendent de l’élément liquide. C’est précisément du contraste entre la mer et l'eau douce qu’est née l’une des propositions les plus exceptionnelles de cette région : le jardin botanique de Santa Clotilde, à Lloret de Mar, et ceux de Pinya de Rosa et Marimurtra, à Blanes. Nous y trouverons un excellent exemple de ce que l’intelligence humaine peut créer lorsqu’elle est capable de jouer respectueusement avec la nature, l’eau et le paysage. Cette offre est complétée par des stations balnéaires et, dans l'arrière pays, des sources qui jaillissent des montagnes du Montseny et des Guilleries. Et après il y a la vieille ville de Tossa de Mar, l’un des plus beaux souvenirs de cette côte.
Cette zone dispose de deux grands centres touristiques sur le littoral, Lloret de Mar et Blanes et, dans l’arrière-pays, de belles localités comme Breda, Arbúcies et Sant Hilari Sacalm. En outre, la région offre des stations thermales à Caldes de Malavella et à Santa Coloma de Farners, sa capitale, dont la vieille ville se pelotonne autour de l’église paroissiale, consacrée en 950.

### El Pla de l’Estany
Pla de l'Estany c'est une petite région qui entoure l’un des phénomènes naturels les plus passionnants du sud de l’Europe : le lac de Banyoles. Il s’agit d’un lac naturel d’origine karstique dont on ignore encore la profondeur. Les fouilles réalisées à ce jour le relient à la présence de certaines cultures millénaires comme le montre ce que l’on a appelé la mâchoire de Banyoles, à laquelle on donne plus de 100 000 ans et les grottes préhistoriques du Reclau, à Serinyà.
Le pays offre tout à la fois de beaux paysages comme le Paratge de les Estunes, des localités pittoresques comme Porqueres, Sant Miquel de Campmajor au beau paysage de champs et des bois, Crespià, devenue synonyme de miel de par la qualité de ce produit traditionnel, et des manifestations insolites de la culture populaire comme le Ball del Cornut (le danse du cocu) à Cornellà de Terri.
La capitale de la région est Banyoles, connue pour son lac, et pour une considérable richesse archéologique et monumentale. Parmi son patrimoine, il faut principalement citer l’église paroissiale de Santa Maria dels Turers, bel exemple des constructions gothiques des XIIIe et XIVe siècles, l’immeuble de la Pia Almoina, superbe aperçu du gothique civil catalan, et la grand-place. Banyoles fut siège olympique de l’aviron pendant les Jeux olympiques de Barcelona 92 et c’est elle aussi qui accueillit, en 2004, le Championnat mondial de l’aviron.

### Gironès
Région de passage, située à faible distance à la fois de la mer et de la montagne, le Gironès réunit et condense les vertus de tous les pays de Girona et offre un bon exemple de son esprit d’entreprise. Plus de deux mille ans d’histoire hantent la ville de Girona, petite et harmonieuse, qui a su conserver avec respect l’héritage de toutes les époques et de toutes les sensibilités qui l’ont marquée : dans la vieille ville, cohabitent la juiverie (call), exemplaire unique au monde d’une communauté juive, la cathédrale, exemple singulier de l’architecture gothique, son musée avec la Tapisserie de la Création et le Beatus, les remparts qui enserrent le quartier ancien et le musée du Cinemà, l’un des plus importants d’Europe. Près de la ville, le voyageur peut visiter le centre de production de poterie traditionnelle de Quart et admirer la beauté d’Els Angels, des vallées de Sant Daniel et du fleuve Llémena, découvrir de petits villages au charme particulier comme Bescanó, Madremanya, Canet d'Adri, Sant Martí de Llémena ou Cervià de Ter, à citer pour son patrimoine culturel.

## Typologies des villes
Les premiers éléments sur une présence humaine dans les pays de Girona remontent à 750 000 ans, lorsque l’Homo Erectus s’installa dans ce qui est aujourd’hui connu comme le gisement du Puig d’en Roca à Girona, et dans le Cau del Duc à Torroella de Montgrí. Depuis lors, la présence de l’homme a été continuelle dans nos régions : celui de Cro-Magnon est venu remplacer l’antérieur, avec une mode de vie fondé sur la chasse ; plus tard, les Ibères sont arrivés avec leurs constructions fortifiées et un système d’écriture propre ; ensuite, le peuple grec a fondé la ville d’Emporion et en a fait l’une des enclaves les plus importantes de la Méditerranée ; puis les romains, qui ont créé un réseau routier pour relier les villes qu’ils dominaient ; se sont aussi installées ici les communautés juives qui fuyaient la destruction de Jérusalem. Ce constant afflux de civilisations, de cultures et de croyances ait eu une influence sur la physionomie urbaine de la majorité des localités qui font partie de la Costa Brava.

### Centres de loisirs
Ce sont des centres ou des communes littorales qui se caractérisent par une haute spécialisation touristique : leur activité fondamentale et leur raison d’être reposent sur le tourisme. Elles comptent une offre élevée d’hébergement : hôtels, campings et appartements. Elles sont des centres de loisirs et concentrent un nombre élevé d’activités liées aux distractions comme parcs aquatiques, restaurants, bars, pubs et discothèques. Les noyaux qui rendent ce type sont touristique sont Roses, Empuriabrava, L'Estartit, Sant Antoni de Calonge, Platja d'Aro et Lloret de Mar.

### Petits centres côtiers
Ce sont habituellement de petits villages situés sur le littoral de la région de Gérone et qui, malgré le poids du tourisme, ont su conserver leur caractère de ville littorale étroitement unie à la mer. Ils ont pour dénominateur commun le fait qu’il s’agit de petits centres littoraux d’une population résidente de moins de 4 000 habitants. En outre, ce sont des communes pour lesquelles la mer est le facteur essentiel de l’harmonie de leur paysage et du maintien de leurs activités et de leurs infrastructures maritimes comme les halles des marées, les baraques de pêcheurs, les cabines de bain, les flottes de pêche ou tout autre élément propre à la culture des marins. Les plus connus sont Portbou, Colera, Llançà, El Port de la Selva, Cadaqués et Calella de Palafrugell.

### Villes de la Méditerranée
Ensemble de localités situées sur la côte de la région de Gérone et subissant donc une forte influence de la mer ; le nombre de leurs habitants est en général supérieur à celui de la typologie antérieure. Bien qu’elles possèdent une considérable infrastructure touristique et soient des destinations estivales, elles ne sont pas spécialisées dans le tourisme mais conservent une économie bien diversifiée et une structure urbaine bien définie. Ces localités se sont modelées au cours de l’histoire et sont actuellement le centre d’un milieu d’influence immédiat.
Ce sont des localités situées au bord de la mer et dont la population dépasse les 5 000 habitants, qui se sont agrandies autour d’un centre historique. Leur économie ne dépend pas uniquement du tourisme ; ce sont au contraire des communes jouissant d’une économie nettement diversifiée ; cela dit, leur zone d’influence dépasse la ville même, du fait de la mobilité obligatoire. Entrent dans une telle typologie L'Escala, Palamós, Sant Feliu de Guíxols et Blanes.

### Villages de charme
Les centres de cette typologie présentent certains éléments communs :
- il s’agit de villages situés dans un milieu rural relié au réseau urbain ;
- ce sont des noyaux de population réduite, de 2 000 habitants tout au plus (selon recensement de 1996) ;
- ce sont des lieux d’une grande qualité esthétique évaluée à partir de :
  - un réseau urbain édifié formant une unité cohérente et consolidée,
  - une construction qui suit la même ligne architectonique,
  - l’absence d’éléments venant rompre l’harmonie de l’ensemble,
  - il s’agit de villages ayant su conserver un certain caractère historique.

Entrent dans une telle typologie Sant Llorenç de la Muga, Maçanet de Cabrenys, Lladó, Peratallada, Pals et Monells.

### Centres historiques
Du point de vue de l’histoire et des monuments, ces centres répondent à la classification sur le patrimoine historique, architectonique et monumental telle que la définit le Service du Patrimoine Architectonique de Catalogne. Dans cette classification, on a particulièrement tenu compte des catégories suivantes : monument historique et artistique national, ensemble historique et artistique, et inventaire en vue de la protection des châteaux et de l’architecture militaire de Catalogne. Quant aux monuments et aux ensembles historiques et artistiques, on y a inclus les monuments et ensembles officiellement reconnus et ceux qui sont en cours de classification. À partir de cette dénomination, on a établi trois critères permettant de faire partie de cette typologie :
– la ville doit posséder au moins deux monuments historiques et artistiques à caractère national ;
– elle doit avoir un monument historique et artistique national et un ensemble historique et artistique ;
– il doit y avoir au moins quatre monuments d’architecture militaire.
Entrent dans une telle typologie Castelló d'Empúries, Torroella de Montgrí, Begur, Tossa de Mar, Figueres et Gérone.

## Patrimoine et monuments
La situation géographique de ce qui est maintenant connu comme la Costa Brava, a été, pendant des siècles, un lieu de passage et le règlement de nombreux peuples et les cultures, et l'entrée de la péninsule de l'Europe méditerranéenne.
Sont répertoriés plus de 200 sites historiques entre ancien abattoir, spas, bains arabes, chapelles, maisons, casinos, châteaux, cimetières, asiles, centrales électriques et hydroélectriques, cloîtres, collégiale, des bâtiments médiévaux, néo-classique et Art nouveau, les sites, chapelles, églises, moulins, fontaines, des monastères, des centres médiévaux, des villages, des abris, des théâtres, des tours et des villas romaines.
Les vestiges historiques plus anciens sont à la ville ibérique de Ullastret, entièrement excavées, restauré et exposé. Toujours dans le site archéologique de Empúries, un des plus grands dans la péninsule ibérique en ce qui concerne la colonisation grecque et romaine. Roses, à l'intérieur de la Citadelle rassemble un important site archéologique où s’y trouve une partie du quartier hellénistique de la colonie grecque de Rhode, pour autre la villa romaine datant du VIe siècle av. J.-C., le monastère collombard roman de Santa Maria du XIe siècle, et enfin, les découvertes du XIXe siècle.
L'héritage monumental est le plus bel exemple de l'architecture romane dans l'ensemble du monastère bénédictin de Sant Pere de Rodes, déclaré site du patrimoine mondial par l'UNESCO. D'autres exemples de romane sont la collégiale de Santa Maria et le monastère de Vilabertran à Sant Quirze de Colera.
La marque est également présente dans la vieille ville médiévale de Gérone, avec l'un des quartiers juifs les mieux conservés du pays et de la cathédrale de Santa Maria. Villages ainsi que bien conservés tels que Pals, Peratallada, Sant Llorenç de la Muga ou la vieille ville fortifiée de Tossa de Mar.
Mais plus de 150 sites font partie du patrimoine monumental et de la Costa Brava.

### Alt Empordà

#### Albanyà

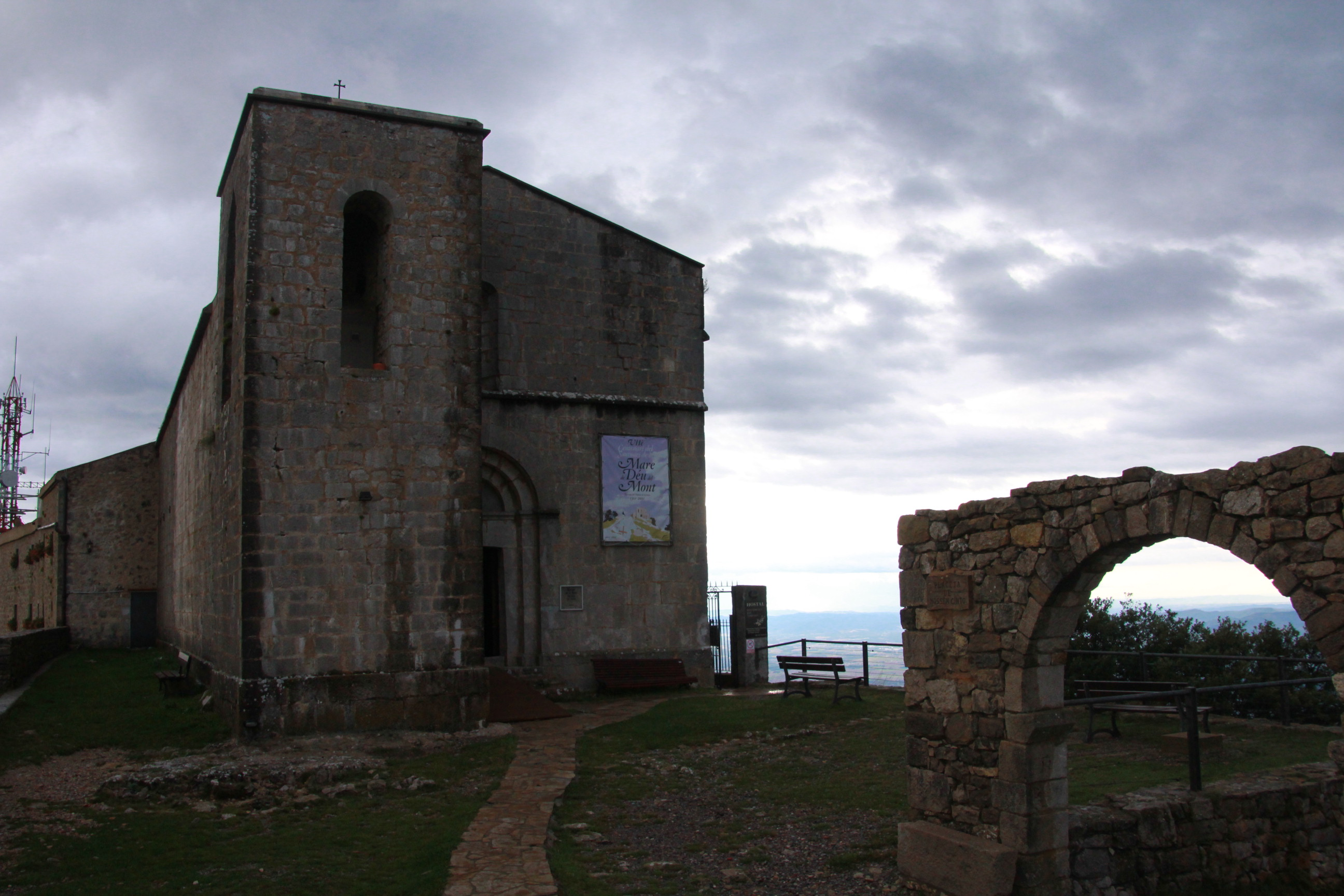
Mare de Déu del Mont - arcs et sanctuaire.

- Sanctuaire de la Mare de Déu del Mont : situé sur la commune d’Albanyà, le sanctuaire s’élève au sommet de la colline de la Mare de Déu del Mont, à 1 123 mètres de hauteur. Modifié par des travaux postérieurs, il fut construit pendant la seconde décennie du XIVe siècle, dans les formes du roman tardif, d’une seule nef à voûte ogivale en plein cintre. Du côté ouest se dresse le clocher ; c’est une tour rectangulaire, à ouvertures dans la partie supérieure, de chaque côté. Les façades nord et sud sont entourées d’une corniche, élément architectonique lui aussi utilisé à l’intérieur du temple.

#### Cadaqués

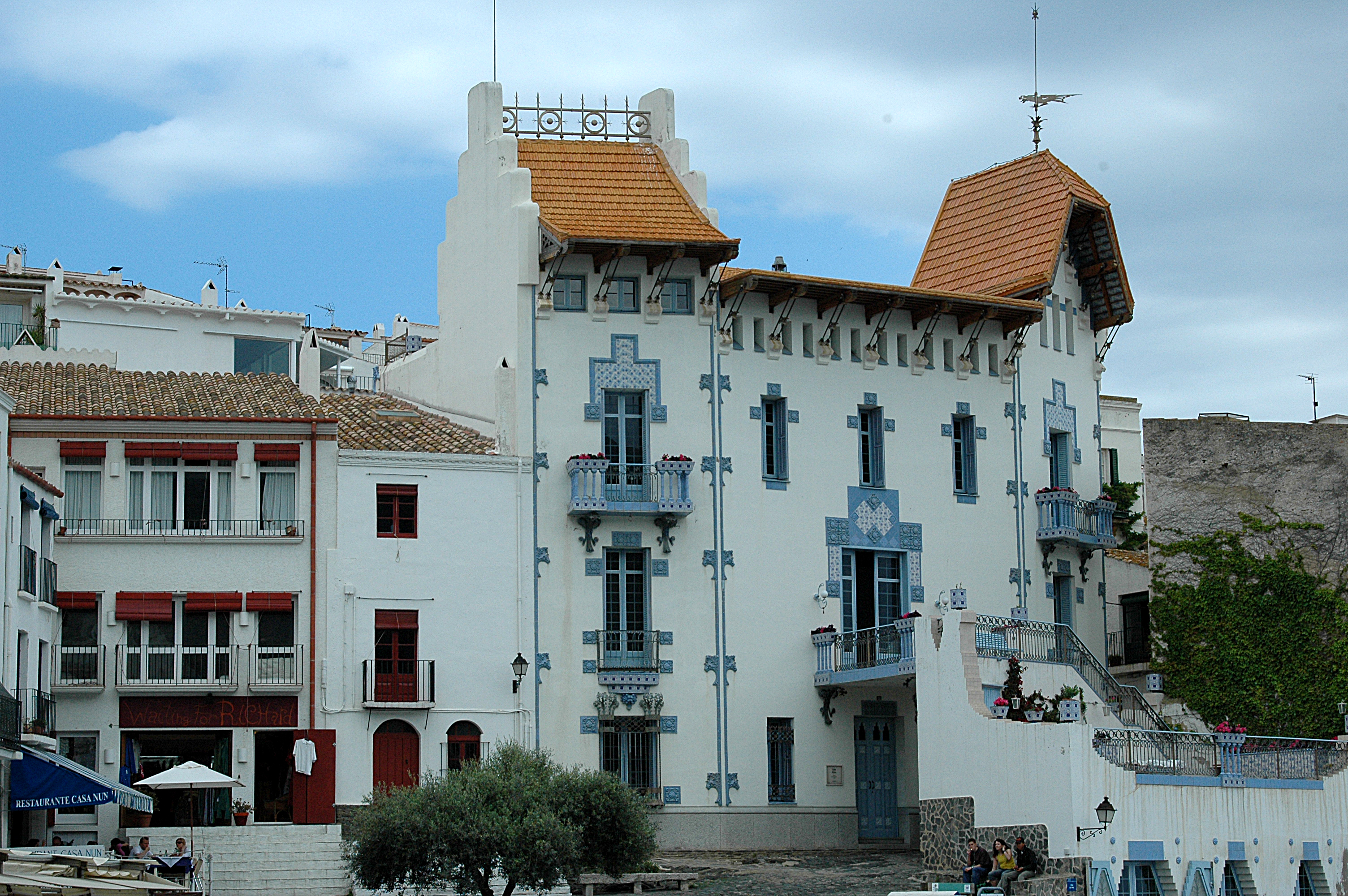
Maison Serinyana (Casa Blaua), Cadaqués.

- Dans le village de Cadaqués, les édifices « modernistes » (Art nouveau catalan) les plus remarquables sont : la maison Serinyana, les Escoles, et des panthéons du cimetière.

#### Castelló d'Empúries
- Enceinte historique : stratégique et défensive, entourée d’un rempart dont on conserve quelques restes et l’une des portes. D’une grande splendeur au Moyen Âge, ce fut la capitale du comté d'Empúries. La majorité des rues conserve la configuration médiévale. Au XIIIe siècle fut construite l’église cathédrale de Santa Maria. D’autres constructions gothiques datent de la même époque, le Pont Vell, la Llotja, la Curie-Prison et la Casa Gran sont pour la plupart regroupées dans le quartier du Puig Salner. Le XVIIe siècle est l’époque de la construction des couvents de Sant Agustí, de Sant Domènec et de Santa Clara, ainsi que du superbe lavoir public et de la Tour des Carlins.

- Santa Maria : aussi à la commune de Castelló d'Empúries, l’église cathédrale de Santa Maria a été construite au XIIIe siècle.

#### El Port de la Selva

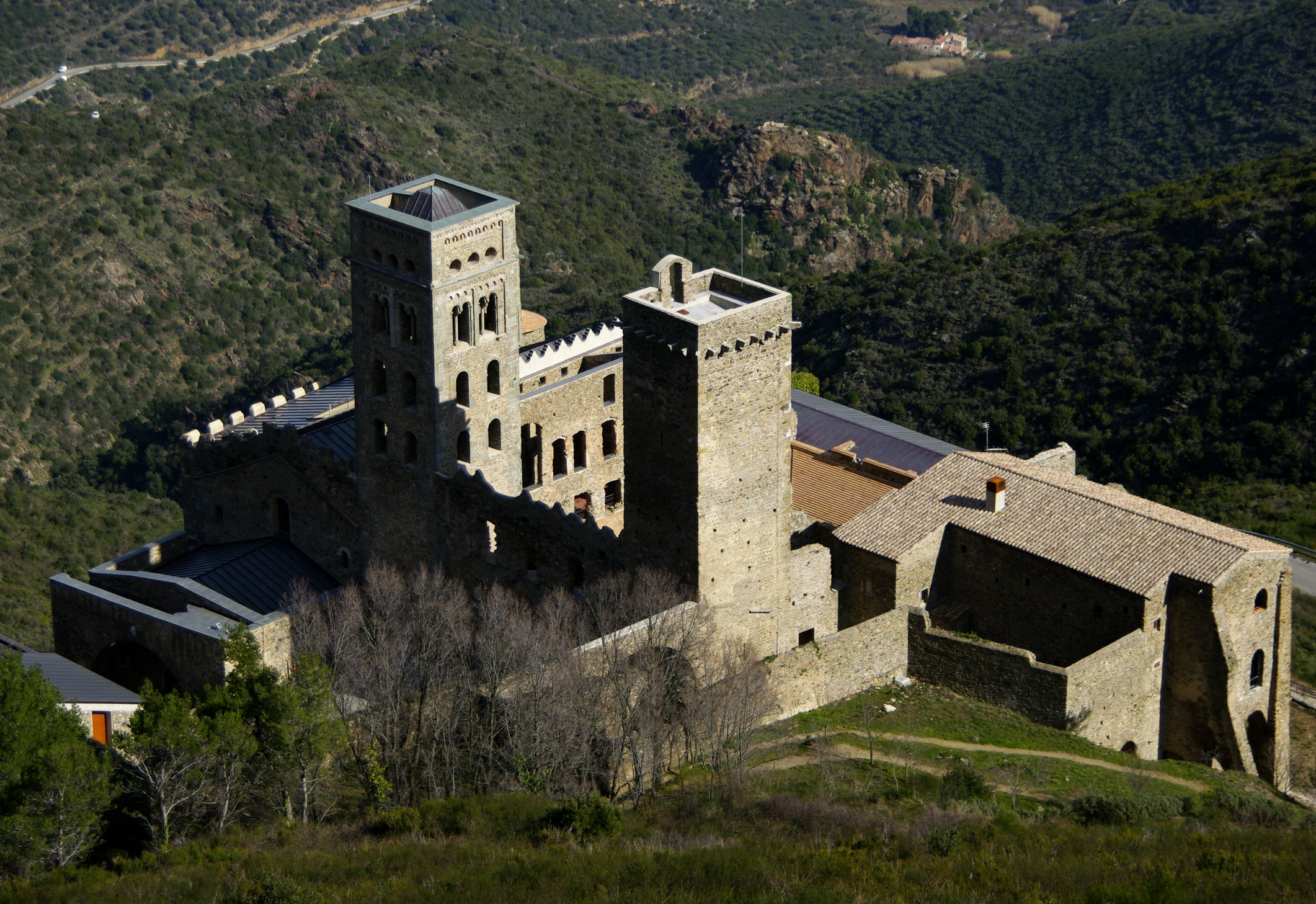
Monastère bénédictin de Sant Pere de Rodes (El Port de la Selva).

- Ensemble monumental de Sant Pere de Rodes : classé bien national d’intérêt culturel, cet impressionnant monument roman se compose d’un monastère bénédictin qui date du Xe siècle, tout comme l’église adjacente, d’un clocher du XIIe siècle et d’une tour défensive de la même époque. Le monastère de Sant Père de Rodes a été reformé pour accueillir le centre d’études du même nom. L’ensemble architectonique a été aussi choisi pour être l’un des sièges du parc naturel du Cap de Creus.

#### Espolla
- Zone de l’Albera, à Espolla : la chaîne des Albères, entre la faille du Perthus et la mer, dans l’Alt Empordà, concentre une série de monuments mégalithiques qui forment une véritable route à travers les vestiges de la préhistoire. Parmi eux il faut citer celui de Comes Llobes de Pils, celui de Solar d’en Gibert, celui de la Coma de Felis ou celui du Puig d’Esquers.

#### Figueres

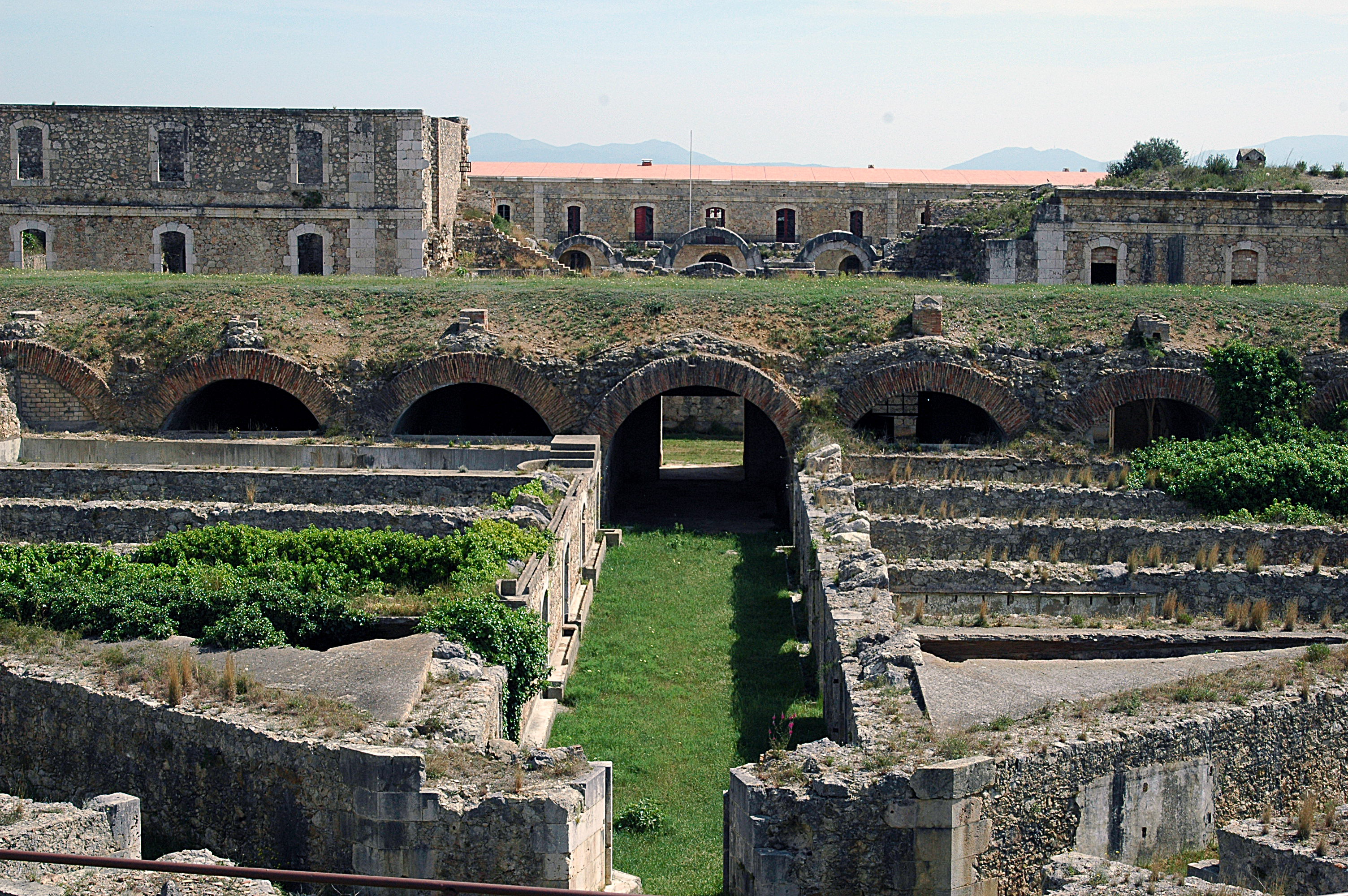
Château de Sant Ferran à Figueres.

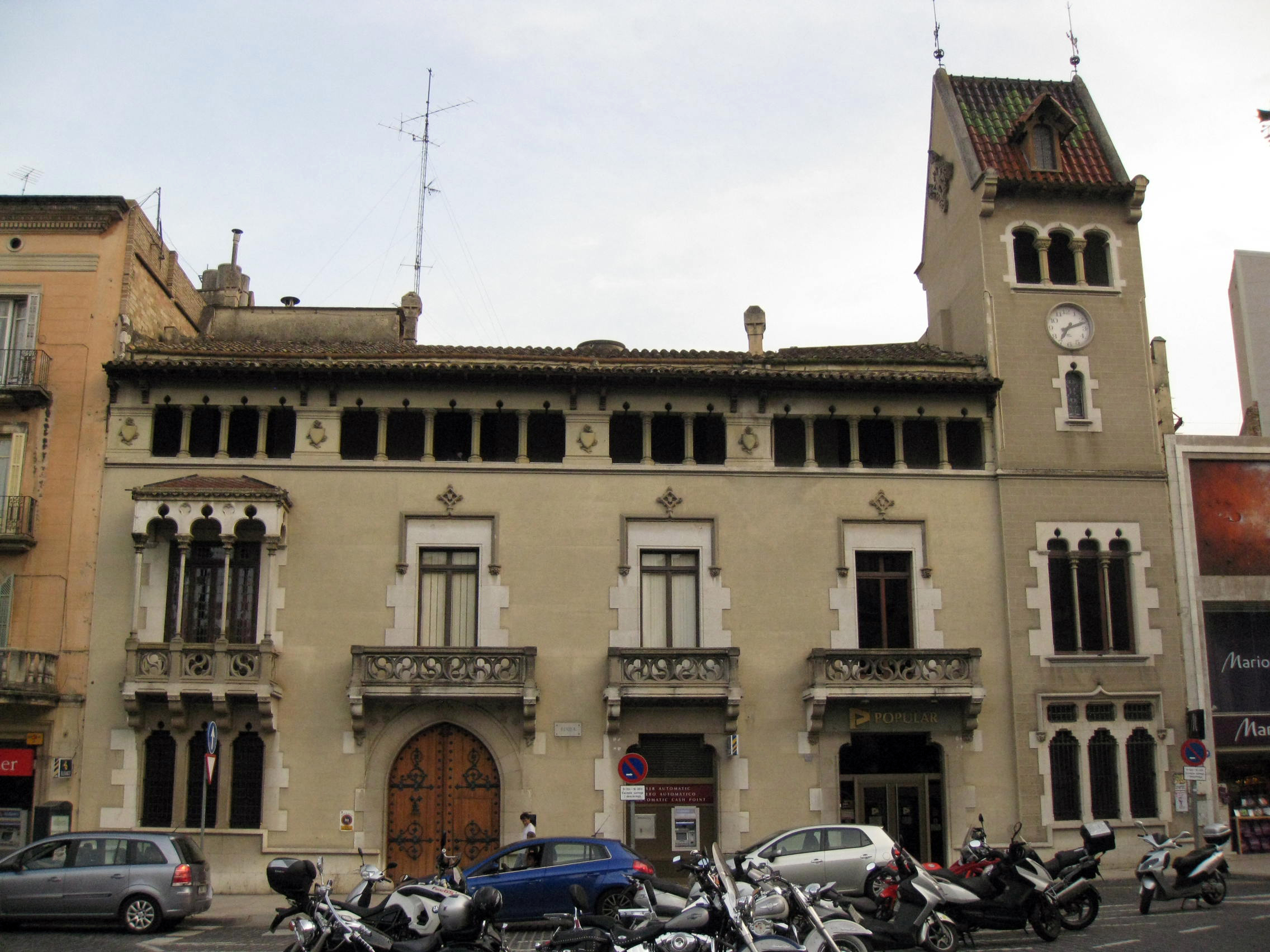
Maison Cusí, Rambla Figueres.

- Château de Sant Ferran : construit entre 1753 et 1772 à l’imitation du style de Vauban par l’ingénieur Juan Marín Zermiño, c’est l’une des plus grandes forteresses d’Europe ; elle a forme de pentagone irrégulier étoilé, avec double rempart. Le périmètre extérieur mesure 3 125 mètres et l’intérieur 2 100 ; entre les deux, un fossé qui contient la totalité des petites constructions, deux contregardes, sept ravelins et cinq galeries de mine, 89 casemates et huit citernes. L’intérieur est composé de cinq bastions et d’une plate-forme de moindre taille, alors que la tour d’armes occupe douze mille mètres carrés. La garnison était de 6 000 hommes : cependant l’enceinte pouvait en abriter plus du double en cas de besoin. Le château est ouvert au public depuis 1997, il a été classé bien d’intérêt culturel et monument historique et artistique.
- Édifices « modernistes » : à la fin du XIXe siècle et au début du XXe, la fortune de certaines familles de Figueres, comme les Cusí et les Pagès, et l’intérêt et la recherche d’une projection sociale vont les mener à lancer la construction de plusieurs édifices de style « moderniste » cette forme catalane de l’(Art nouveau catalan). Parmi ces édifices, il faut citer l’ancien abattoir municipal, le casino Menestral, les maisons Cusí, Salleras, de Puig, Puig-Soler (maison natale de Salvador Dalí), la salle Edison (le premier cinéma de la province de Gérone), les maisons Pagés, Mas Roger, Roda, de Romà, Fages, Bonaterra, la maison du Cruañas, Comet, Pagés, Fita, Caselles, Cordomí… Les architectes les plus connus ont été Josep Azemar i Pont, Josep Martí, Sebastià Pi i Pi, Josep Bori et Llorenç Ros i Costa.
- Église de Sant Pere : église paroissiale de Figueres, du Xe-XIe siècle. La construction de la nouvelle église date du XIVe siècle, elle est reformée à la fin du XIXe et reconstruite en 1941-1948.
- Théâtre El Jardí :  construit en 1914 sur un projet de l’architecte Llorenç Ros i Costa, sur l’impulsion de la famille Pagès, l’un des industriels de Figueres qui avaient obtenu, avec les Cusí, l’une des principales fortunes de la ville, cet édifice est un exemple clair de leur ascension sociale. Il appartient actuellement à la municipalité et fonctionne comme théâtre.

#### L'Escala

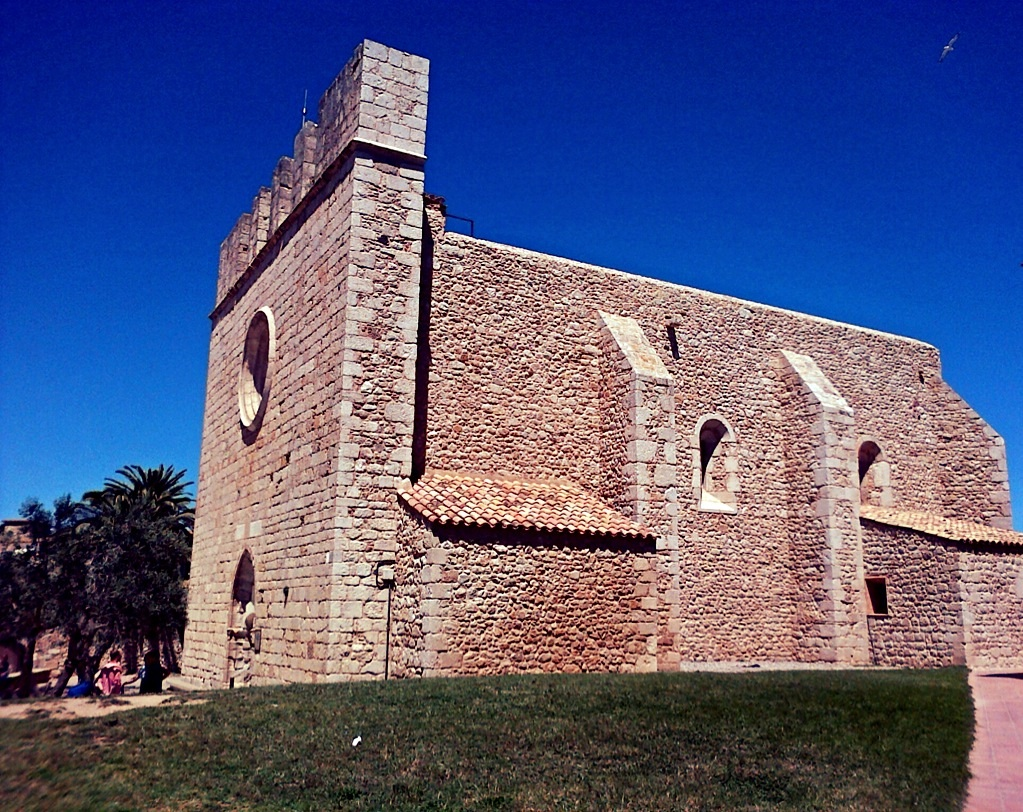
Église paroissiale de Sant Martí d'Empúries.

- Gisement grec et romain, musée à Empúries : situé sur la Costa Brava, à l'Escala, c’est l’un des sites les plus importants de la Catalogne. Ancien port, la ville successive grecque (Emporion) et romaine (Emporiae) furent la porte d’entrée des cultures classiques dans la péninsule Ibérique : les restes conservés en sont un témoignage privilégié.
- Village historique de Sant Martí d’Empúries : tout près de l’ancienne ville grecque et romaine d’Empúries se trouve le centre médiéval de Sant Martí d'Empúries, un lieu qui conserve la trame originale de la structure de ses rues. Blasons et symboles nobiliaires figurent encore sur les façades de pierre de nombreuses maisons du village. Ici, le style gothique est une constante ; il se mêle aux éléments architectoniques que le passage des cultures successives a laissés sur ce village comme preuves indiscutables de son passé historique.

#### La Jonquera
- Château de Requesens : documenté en 1050, c’est Gausfred II du Roussillon qui le fit construire sur les terres du comte Ponç Ier d’Empúries, ce qui entraîna d’innombrables procès entre l’un et l’autre jusqu’au moment où, en 1148, Ponç envoya ses soldats et le vainquit dans la guerre dite « de Requesens » ; le château passa alors aux mains des Rocabertí. Sur ses murs médiévaux Tomàs et Adelaida de Rocarbertí firent reconstruire, entre 1890 et 1899, un nouveau château de style néo médiéval, absolument spectaculaire. Actuellement il est abandonné bien qu’il offre une scène fascinante. Ses trois remparts, les tours rondes et carrées, les cours et les escaliers en pierre sont toute une raison de rendre une visite à cet ensemble médiéval de la Jonquera.

#### Lladó
- Église de Santa Maria de Lladó : édifice religieux qui date du XIIIe siècle et qui fut antérieurement un canonicat augustinien. La construction est de plan basilical, à trois nefs et trois absides. Il faut citer son portail superbe aux archivoltes ouvragées, tympan, linteaux et chapiteaux corinthiens sur les colonnes. Le temple possède une belle baie et on peut admirer les restes du cloître et des dépendances monastiques.

#### Llançà
- Tour romane de Llançà : la tour de la Place, au cœur de la ville et restaurée depuis peu, date de la période gothique (XIIIe ou XIVe siècle), mais elle conserve encore le schéma typique des clochers romans ayant fait leur apparition au XIe siècle ; d’une grande simplicité et sans éléments de décoration, elle se compose de deux étages avec des ouvertures en arcs surbaissés et brisés, et d’un niveau supérieur avec des paires d’oculus ; la toiture est saillante, en pyramide tronquée ; le tout est couronné d’éléments de fortification plus tardifs. À la base, au midi, un grand arc ogival a été découvert, qui communiquait avec l’église contemporaine, disparue, dont autres vestiges ont pu être identifiés.

#### Navata
- Église de Sant Pere de Navata, à Navata.

#### Palau-saverdera
- Église de Sant Joan de Savardera, à Palau-saverdera.

#### Peralada

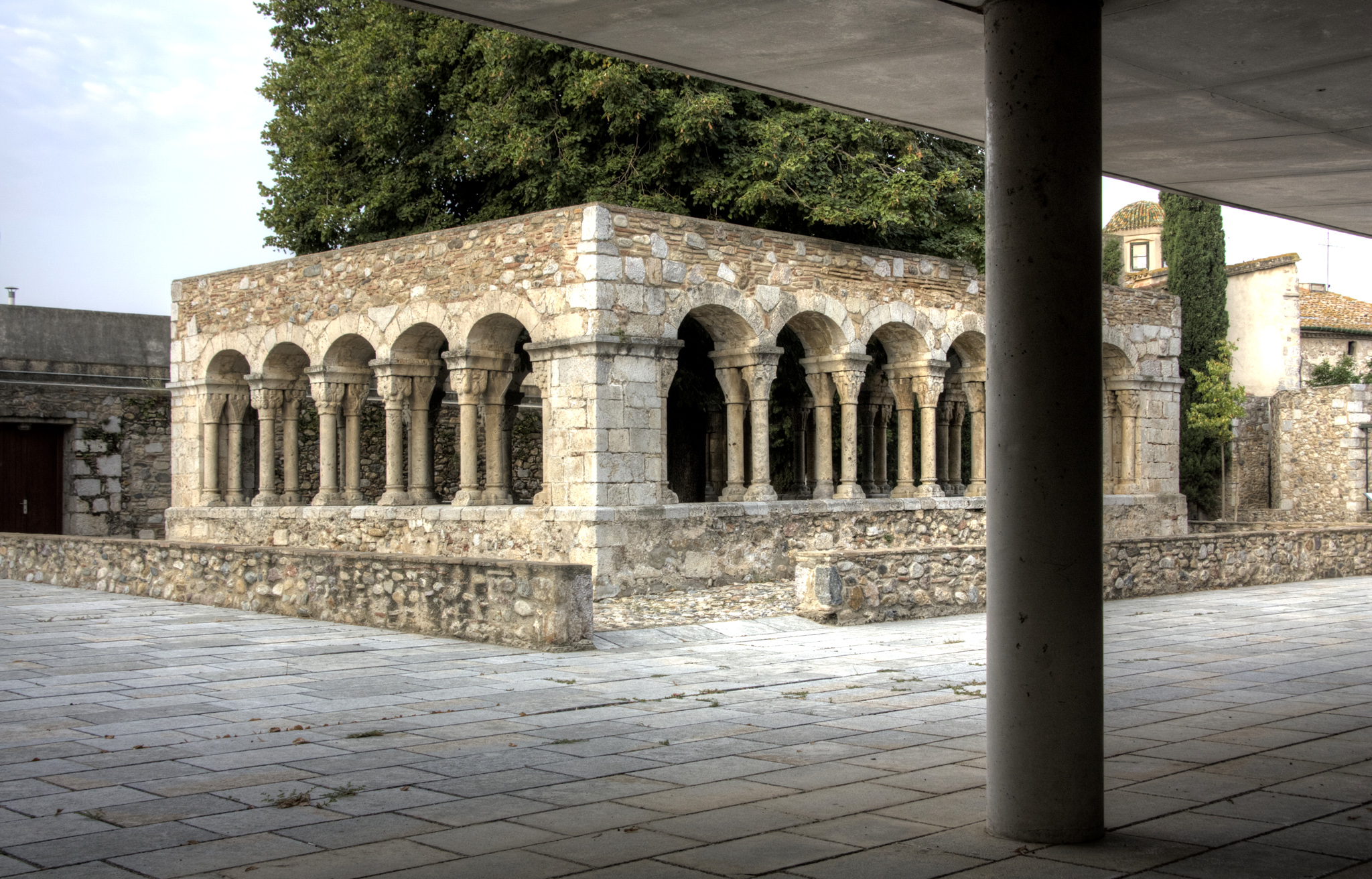
Peralada - Cloître de Sant Domènech.

- Cloître de l’ancien couvent de Sant Domènec de Peralada : cette ville au passé historique, possédant un superbe ensemble de monuments, contient le cloître de l’ancien couvent de Sant Domènec, des XIIe-XIIIe siècles. Il s’agit d’un très bel espace qui conserve colonnes et chapiteaux aux scènes bibliques d’une grande force expressive.
- Enceinte historique de Peralada : L’élément le plus emblématique de cet ensemble architectonique est, sans aucun doute, ce qui fut le château-palais des comtes de Peralada, actuellement utilisé comme casino de jeux. La localité renferme d’autres éléments importants comme le couvent du Carme construit au XIIe siècle, édifice à cloître et église gothiques qui est aujourd’hui le siège des archives historiques, la prestigieuse bibliothèque de plus de 70 000 volumes et le musée du château.

#### Sant Miquel de Fluvià

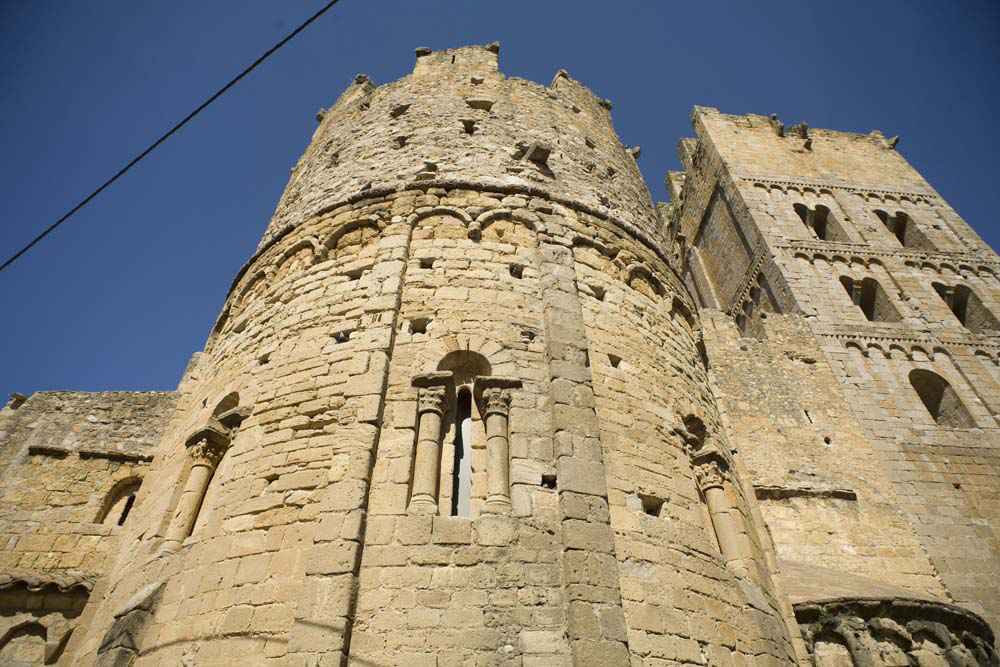
Monastère de Sant Miquel de Fluvià.

- Monastère de Sant Miquel de Fluvià : cette église du XIe siècle est un splendide exemple du roman le plus ancien et elle nous est parvenue dans un assez bon état de conservation. Le clocher, aux lignes élégantes et délicates, est de plan carré et à trois étages séparés par une décoration lombarde ; il a un air de famille avec ceux de Cuixà et de Ripoll. À l’intérieur de l’édifice, les chapiteaux sculptés combinent les éléments végétaux et animaux ; il s’agit des groupes de sculptures les plus remarquables de cette époque, parfaitement comparables à certaines sculptures de Sant Pere de Rodes.

#### Vilabertran

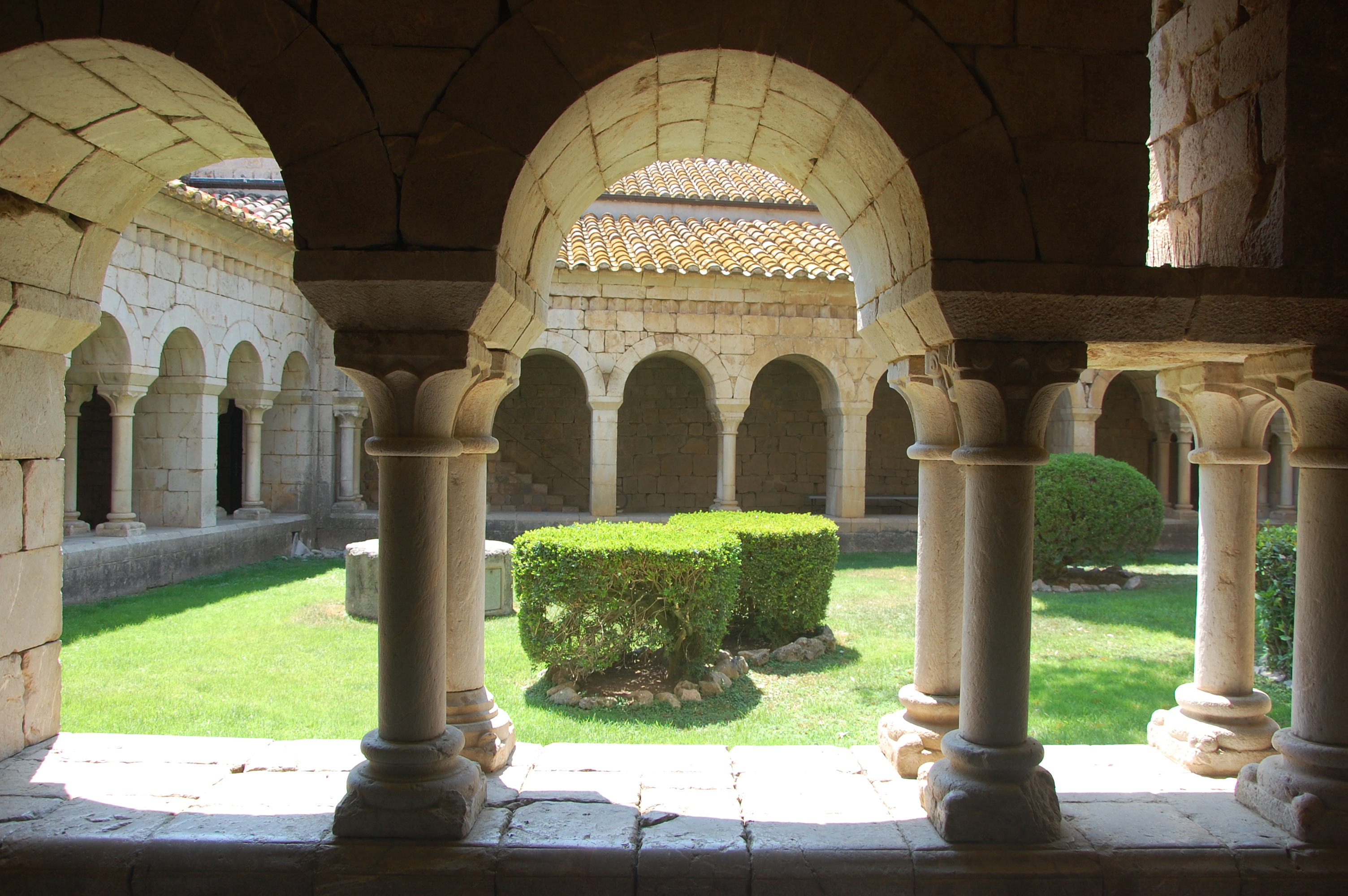
Monastère de Vilabertran.

- Collégiale de Santa Maria : cet ensemble architectonique sis sur la commune de Vilabertran est formé de trois éléments de chronologie diverse : l’église, qui date des XIe-XIIe siècles, le cloître construit au XIIe siècle et le palais abbatial, de la même époque. Il s’agit de l’un des meilleurs exemples d’architecture civile gothique de Catalogne. Bien que le sac des troupes françaises et la privatisation progressive de nombre de ses éléments l’aient laissé en piteux état, la collégiale de Santa Maria de Vilabertran a retrouvé pleinement son usage public. Elle est actuellement devenue siège du prestigieux Festival de musique de Vilabertran.

### Baix Empordà

#### Calonge

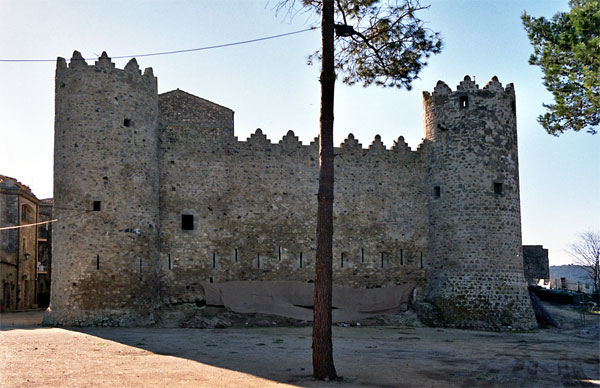
Château de Calonge.

- Château de Calonge : documenté en 1019, cet édifice récemment restauré comme siège de la mairie possède une superbe cour d’armes intérieure entourée de tours et de remparts crénelés sur sa partie postérieure, qui date du XIIe siècle. Depuis 1967, le Patronat des Festivals de musique de Calonge, profitant de son excellent acoustique, l’utilisé pour offrir des concerts.

#### Castell-Platja d'Aro

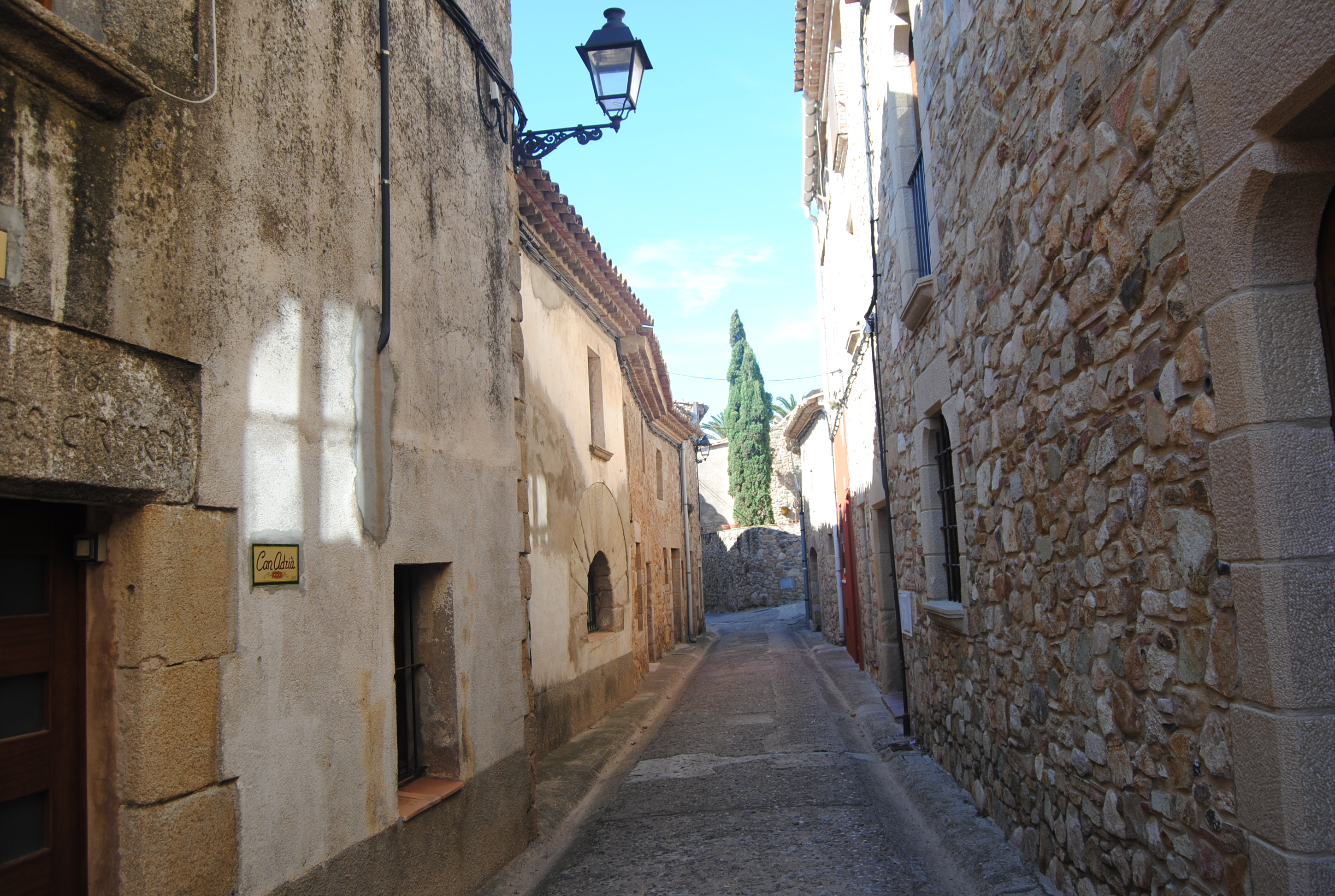
Enceinte historique du Castell d'Aro.

- Enceinte historique du Castell d’Aro : L’origine de Castell d’Aro vient du château médiéval de Benedormiens qui, dès 1041, protégeait le monastère de Sant Feliu de Guixols avec la mission de défendre la vallée d'Aro des pillards qui venaient par la mer. Déclaré en 1996 bien culturel d’intérêt national par la Generalitat de Catalogne, le château de Benedormiens occupe une petite colline de 42 mètres de hauteur : une explosion accidentelle l’a gravement en dommage en 1879 ; il est aujourd’hui en partie restauré et converti en salle d’expositions. L’architecture des maisons qui l’entourent offre des éléments s’étendant du XVe au XVIIIe siècle et leur église de Santa Maria est de facture gothique avec des éléments baroques.

#### Cruïlles, Monells i Sant Sadurní de l'Heura

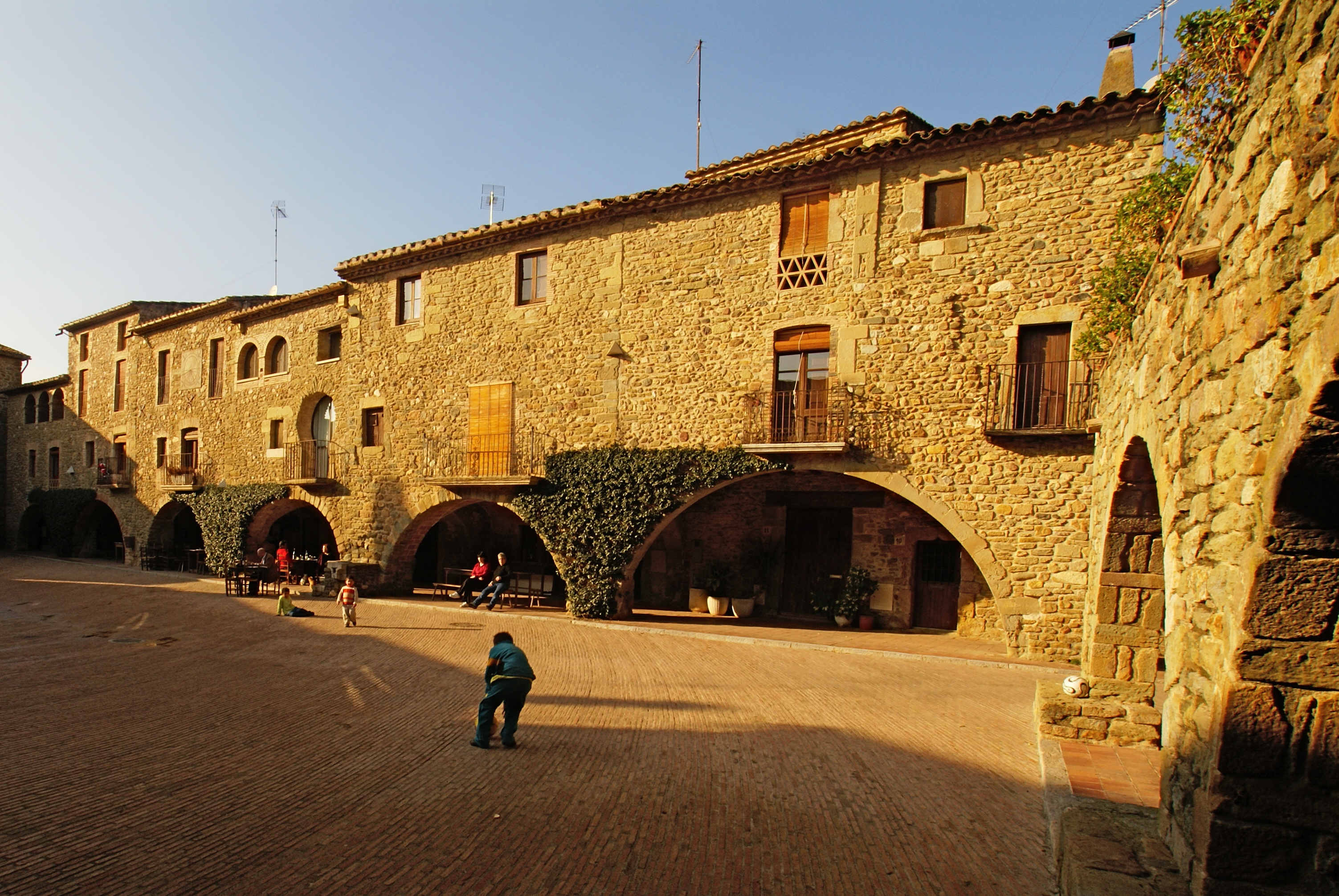
Monells.

- Centre de Cruïlles et Monells : Au début des années soixante-dix, les communes de Cruïlles, Monells et Sant Sadurní de l’Heura fusionnèrent et adoptèrent administrativement le nom de cette dernière. Dans le cadre de cette nouvelle commune élargie, les paysages et les monuments sont variés. La localité de Monells se divise en deux centres urbains : d’un côté le quartier du Castell, lieu de l’ancienne résidence des seigneurs de Cruïlles, et de l’autre le quartier de la Riera où s’élève l’église de Sant Genís, de structure gothique et façade baroque. Il faut signaler la grand-place et ses arcades caractéristiques, rabaissées et irrégulières. Cruïlles était entourée de remparts dont une partie subsiste encore. Au centre, l’église. Le principal intérêt de cette ville se trouve cependant dans le monastère du XIe siècle, de caractéristiques romanes et doté d’un grand nombre d’éléments de l’époque qui sont actuellement conservés au musée d'Art de Gérone.
- Monastère bénédictin de Sant Miquel de Cruïlles : Ancien monastère bénédictin qui date XIIe siècle. L’église est à plan basilical à trois nefs, transept semi-circulaire et trois absides, décoration de style lombard et restes de fresques. Le transept est dominé par une coupole qui forme ciborium à l’extérieur. De ce monastère procèdent  un intéressant Christ en Majesté et une singulière poutre sculptée ; ils se trouvent actuellement conservés au musée d’art de Gérone.

#### La Bisbal d'Empordà

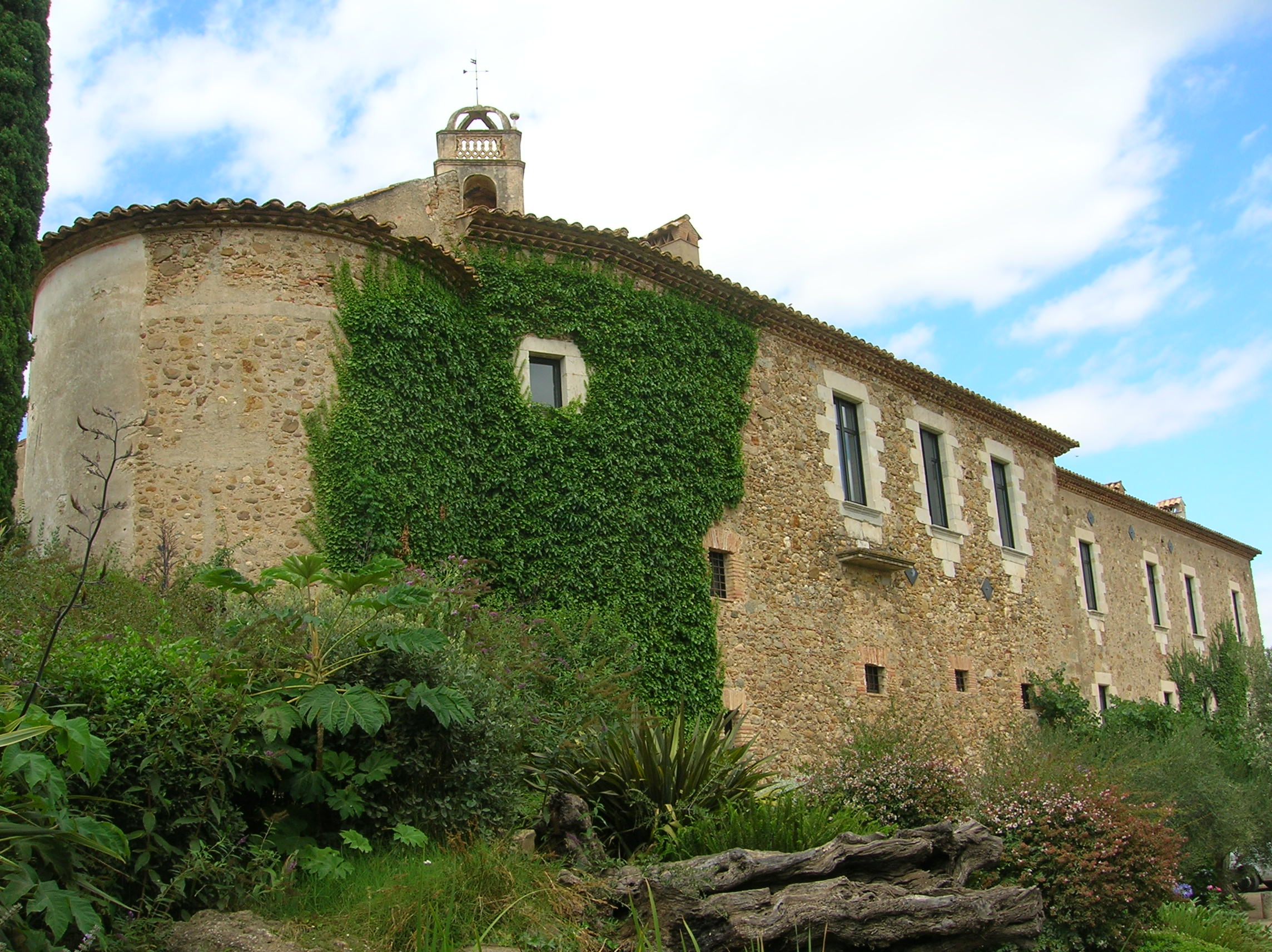
Château d’Empordà - La Bisbal d'Empordà.

- Château d’Empordà : Le premier témoignage de l’existence de cet édifice est un document de 1301 qui mentionne la donation du château que Pons Lluc fait à Guillem de Vilagut qui en complète la fortification pour sa propre défense. En 1413, la famille Margarit acquiert par mariage le château des Sant Feliu. Dans cette saga, il faut mentionner Pere Margarit, capitaine et compagnon de Christophe Colomb dans sa découverte du Nouveau Monde. On dit que c’est à lui que l’on doit le nom de l’île Sainte-Marguerite, au Venezuela. Cet aventurier est aussi connu sous le nom de Serrallonga.
- Château de La Bisbal d'Empordà : Château documenté en 1180, il fut résidence des évêques de Gérone et est classé monument historique et artistique depuis 1972. Il constitue un superbe exemple de l’architecture civile du Moyen Âge. Il a subi plusieurs importantes réformes au XIVe siècle et ensuite aux XVIe et XVIIe siècles. Face à la façade on peut admirer les restes de ses anciens remparts qui entouraient la cour d’armes.
- Édifices « modernistes » : Les édifices « modernistes » (Art nouveau catalan) les plus remarquables sont : le cinéma Modern et l’ancienne mairie.

#### Palafrugell

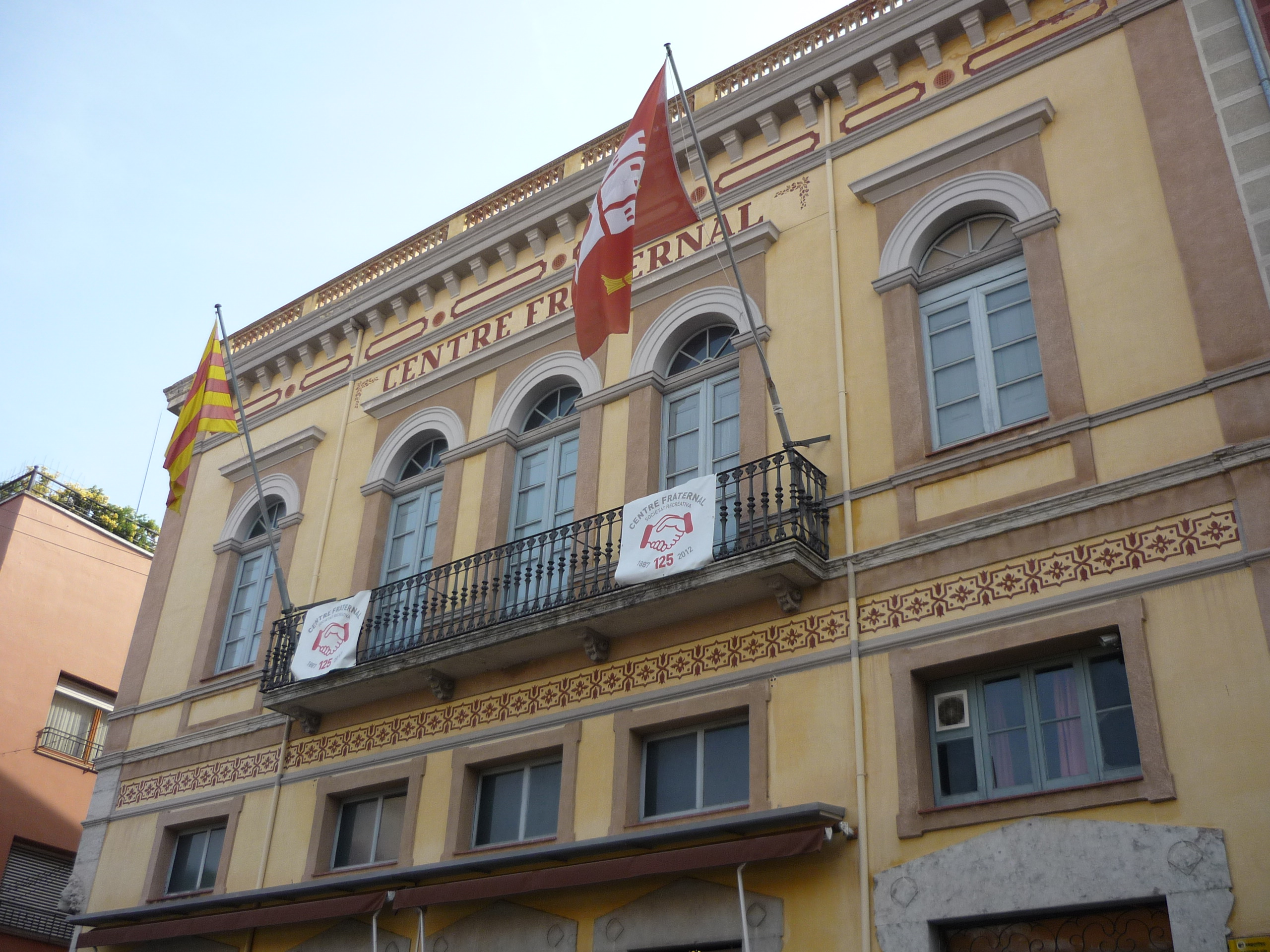
Casino de Palafrugell.

- Édifices « modernistes » : Les édifices « modernistes » (Art nouveau catalan) les plus remarquables sont l’usine Armstrong, la Cooperativa Económica Palafrugense, les maisons Miquel et Almeda, le casino de Palafrugell.

#### Palau-sator
- Église de Sant Julià de Boada : Temple préroman bien conservé et postérieurement restauré. C’est un petit édifice d’une seule nef à voûte en plein cintre présidée par une abside trapézoïdale. La nef est séparée en deux parties que divise un énorme et superbe arc en plein cintre outrepassé. Il convient de mentionner l’arc triomphal, lui aussi en plein cintre outrepassé, et les restes de peinture murale postérieurs.
- Tour des Heures : L’une des entrées à l’intérieur des remparts conserve deux portails. L’un d’eux correspond à la tour connue sous le nom de tour des Heures, ainsi nommée parce qu’elle est surmontée d’une horloge depuis déjà bien longtemps.

#### Pals

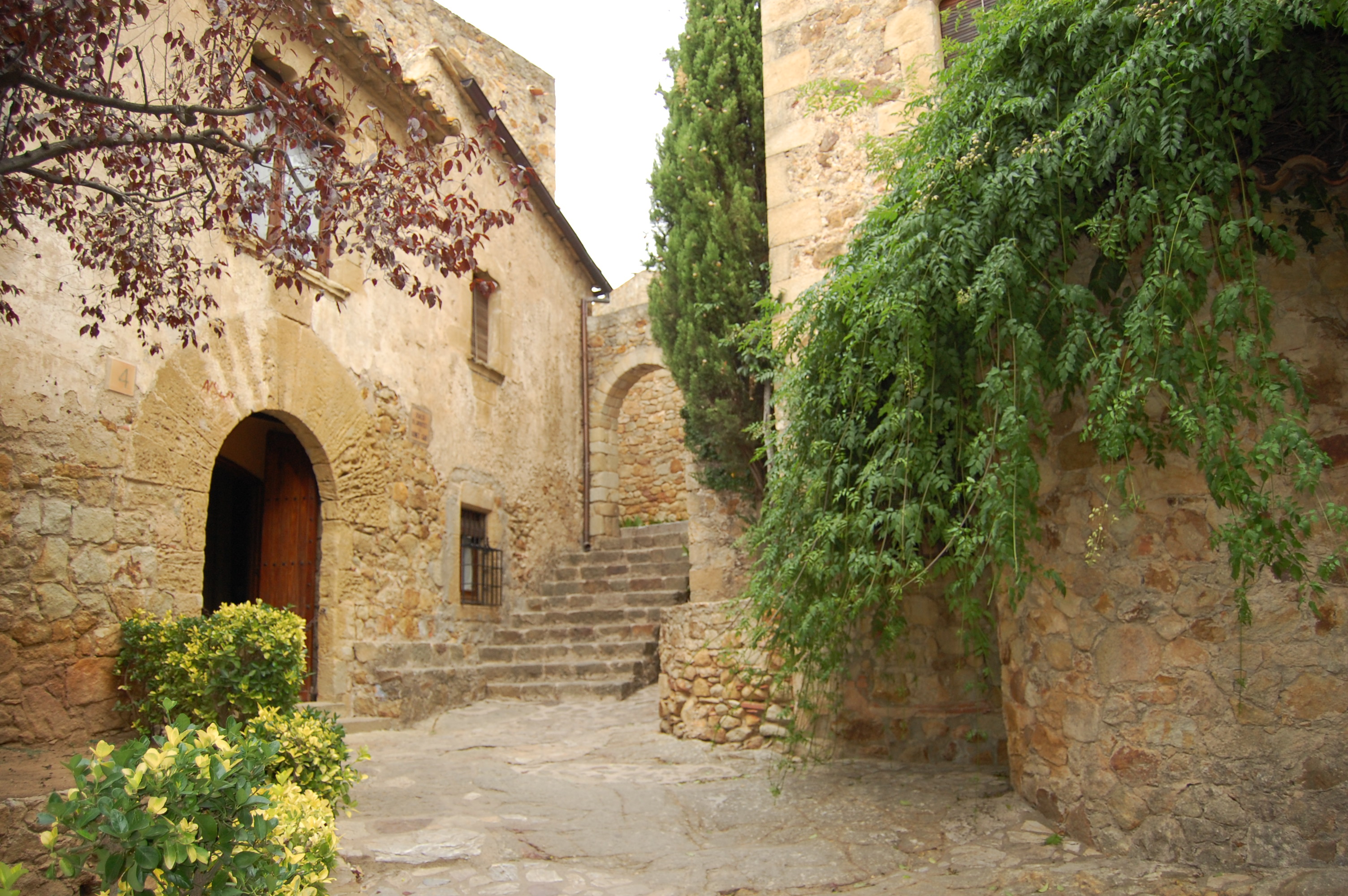
Centre médiéval de Pals.

- Centre médiéval de Pals : La vieille ville de Pals est située sur une petite montagne ; ce fait en conditionne la visite qui se fait généralement dans le sens ascendant. L’un des éléments les plus représentatifs de la localité est la Tour des Heures, superbe exemplaire de tour romane ronde, ainsi que l’église de Sant Pere  qui offre une curieuse succession de styles s’étendant du roman au XVIIIe siècle. Le point culminant de cette ascension est le mirador de Pedro d’où l’on aperçoit les îles Medes, le massif du Montgrí, le Canigou et la chaîne des Albères. Outre les remparts et le tracé médiéval de ses rues, il faut aussi admirer à Pals les détails des fenêtres gothiques, des arcs, des puits, des seuils de porte et un grand nombre de recoins intéressants.

#### Peratallada (Forallac)

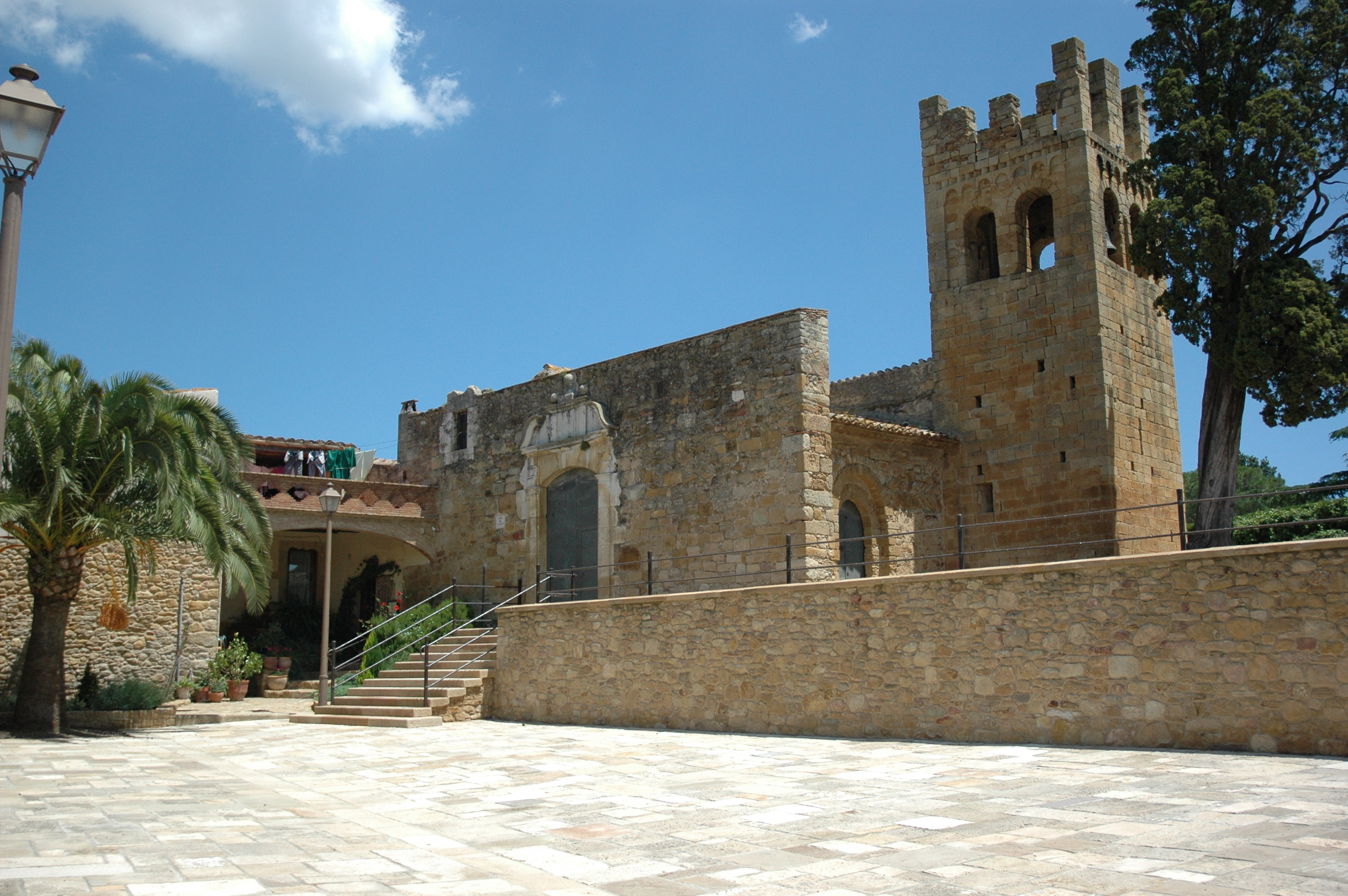
Église de Sant Esteve de Canapost

- Église de Sant Esteve de Canapost : Formée de deux édifices juxtaposés, l’un préroman et l’autre roman. La construction préromane est rectangulaire, avec une voûte surbaissée et une abside carrée. La seconde nef est romane et couverte d’une voûte en plein cintre avec une abside demi-circulaire. Il faut mentionner les restes de peinture murale qui sont conservés.

#### Sant Feliu de Guíxols

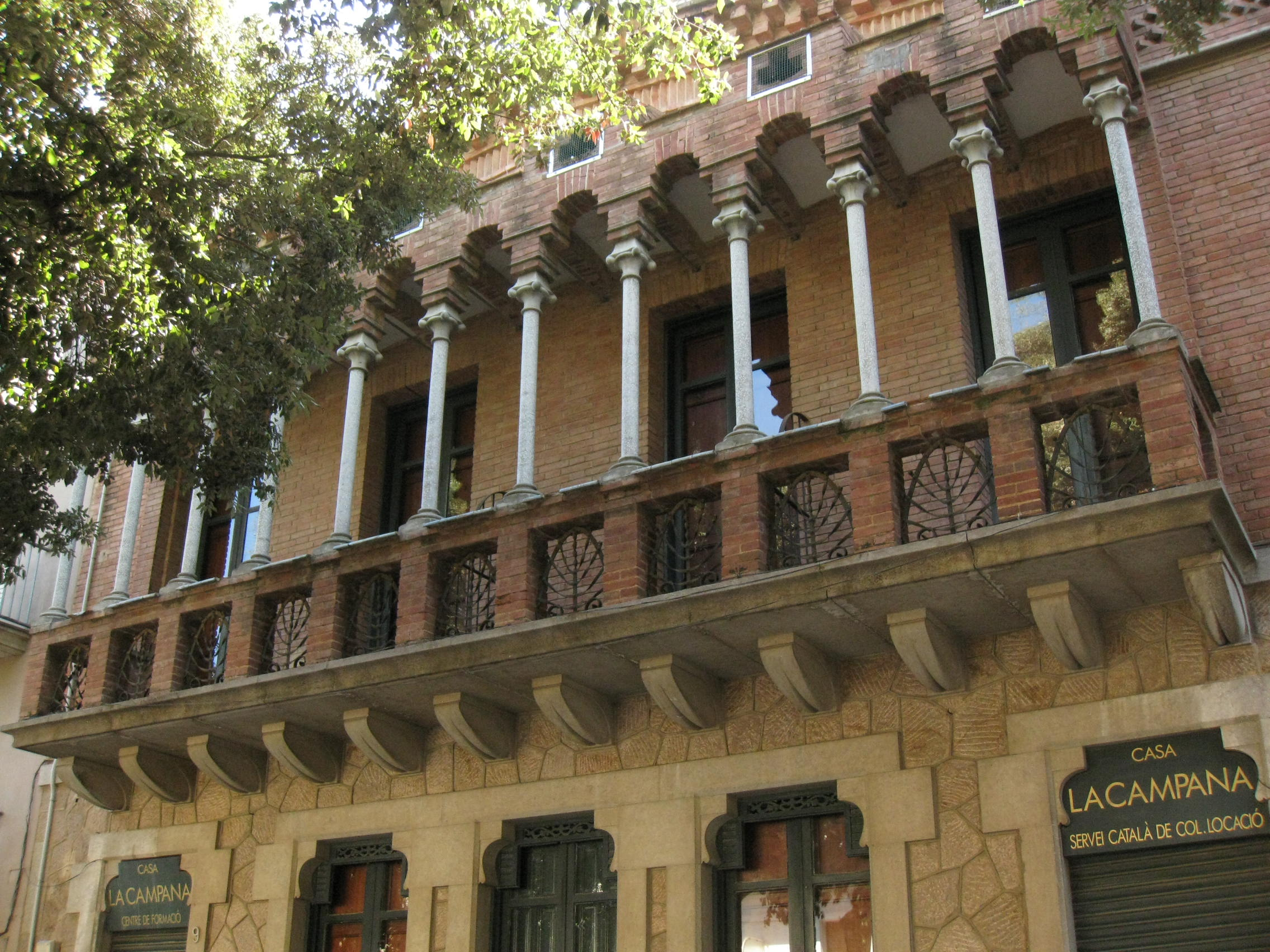
Maison La Campana

- Ancienne gare du petit train : L’ancienne gare qui est située rue Santa Teresa numéro 49 est transformée actuellement en école. On peut encore aujourd’hui admirer certains bâtiments qui faisaient partie des installations du chemin de fer à votre étroite, qui réunit durant près de 70 ans Saint-Félix à Gérone. Les installations furent fermées en 1969. L’équipement avait été bâti entre 1889 et 1892 par les architectes Rafael Coderch et Gabriel March.
- Édifices « modernistes » : L’architecture municipale, General Guitart i Lostaló, conçut d’intéressants édifices « modernistes » (Art nouveau catalan) comme le casino del Nois ou La Constancia, la maison Patxot… Trouvons aussi des œuvres de Rafael Masó, comme le siège de La Caixa et Can Casa. D’autres édifices « modernistes » : le Pantheon Casas, de Puig i Cadafalch, le cimetière, la maison Estrada ou Tore de les Punxes à Sant Pol.
- Mairie : Le bâtiment de l’hôtel de ville fut bâti l’an 1547 durant la reconstruction de la maison connue sous le nom de Sant Bernardi, et en l’an 1579 la maison s’agrandit d’un étage. Sur la façade on peut observer un blason datant de 1763, qui rappelle cette réforme. En 1847 fut érigée la tour de l’horloge, et vers 1940-1950 tout le bâtiment fut restaurée après avoir été détruit par les bombardements de la guerre civile espagnole.
- Monastère de Sant Feliu de Guixols : Cet édifice emblématique est une somme de styles architectoniques, même si ses fondations sont nettement romanes. D’une part se trouve l’église, édifice gothique s’appuyant sur des structures romanes. À côté, une construction néoclassique destinée à servir de dépendances monastiques. L’élément le plus important est la façade du Xe siècle qui encadre l’énigmatique porte Ferrée.

#### Santa Cristina d'Aro
- Zone des Gavarres – Cova d’en Daina : Une grande quantité de monuments mégalithiques a été découverte dans la chaîne des Gavarres. Parmi eux il faut citer les galeries dites catalanes, les cistes et les sépulcres en couloir, formes d’un passage allongé qui s’élargit vers la chambre mortuaire. L’un des éléments les plus importants est la Cova d’en Daina, l’un des dolmens les plus spectaculaires de Catalogne, qui se trouve sur la commune de Romanyà de la Selva. La cova d’en Daina est une galerie catalane de sept mètres de long formée d’un couloir d’entrée à la chambre mortuaire et d’un tumulus circulaire de dix mètres de diamètre.

#### Torroella de Montgrí

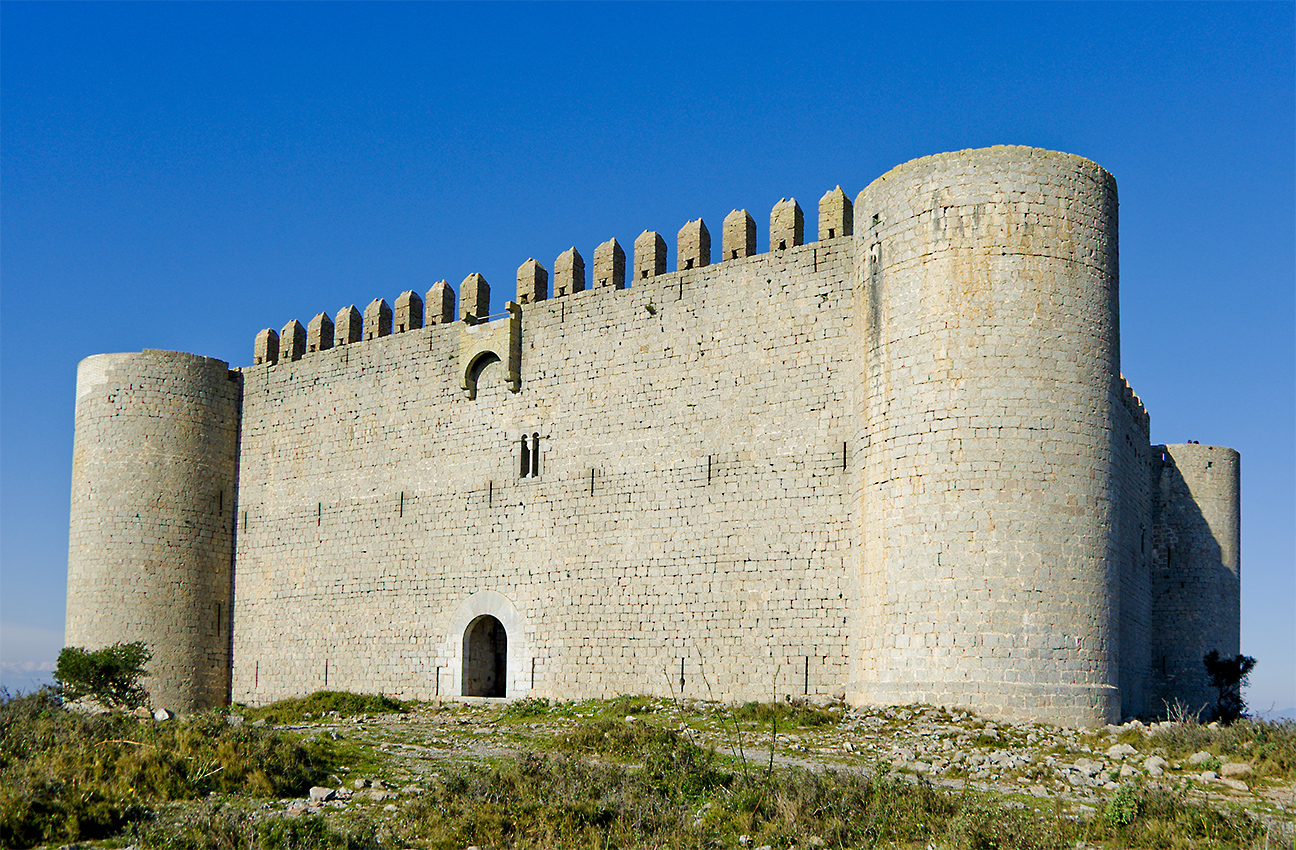
Château de Montgrí ou de Santa Caterina

- Château de Montgrí ou de Santa Caterina: Il fut édifié entre 1294 et 1302 par Jacques II en tant qu’avant-garde de ses domaines face au comté d’Empúries. Il resta inachevé : seuls en furent construits les murs en plan carré, les fossés et les citernes, ainsi que les quatre tours cylindriques qui l’entourent, adossées aux quatre angles. Les murs atteignent une hauteur de 13 mètres et on peut y accéder par un escalier en colimaçon récemment construit. L’édifice est très abandonné et d’accès très difficile. Du haut des tours, la vue s’étend superbement jusqu’à la côte de l’Empordà.

#### Ullastret
- Village ibérique d’Ullastret. Gisement et musée : Le village fortifié d’Ullastret est un important gisement ibérique situé sur le mont de Sant Andreu, à environ deux kilomètres de la commune du même nom. Ce village date du VIIe siècle av. J.-C. Pendant leur séjour dans cette zone, les Ibères construisirent une grande enceinte fortifiée et établirent une culture propre qui se traduisit tant dans l’organisation urbanistique que dans les rituels funéraires et dans les diverses activités sociales qui y furent menées. Les vestiges de la culture ibérique dans le Baix Empordà peuvent être vus au musée d’archéologie d’Ullastret, sur le site même.

### La Selva

#### Anglès
- Édifices « modernistes » : à Anglès, les édifices « modernistes » (Art nouveau catalan) les plus remarquables sont la maison Cendra et la maison Vinyes. Elles s’élèvent dans le vieux quartier et sont l’œuvre de Rafael Masó.

#### Arbúcies
- Château de Montsoriu : Construit au XIIe siècle, à Arbúcies, c’est l’un des châteaux les plus grands et les plus complexes de Catalogne. Il fut résidence des vicomtes de Cabrera et vécut la plus belle époque de sa splendeur aux XIe et XIVe siècles. Deux parties principales : la plus ancienne possède une grande tour maîtresse et un édifice à trois nefs d’une longueur de 23 mètres ; la partie la plus nouvelle est d’environ 15 mètres de large et caractérisée par ses tours rectangulaires.
- Édifices « modernistes » : Les principaux exemples de ce type d’édifice sont l’ancienne Ferme Royale, décorée de carreaux dessinées par l’architecte Masó et faites à Can Coromina, dans l’usine La Gavarra de La Bisbal ; et l’ancienne maison de Vicenç Bosch, propriétaire de l’entreprise de liqueurs Anís del Mono. Édifiée en 1907, il faut signaler les sgraffites de la façade et une fenêtre en angle.
- Sant Pere Desplà : Église romane du XIIIe siècle, renfermant un intéressant ensemble pictural préroman (fin Xe début XIe siècle). Avec les peintures de Campdevànol (actuellement disparues), celles de Sant Quirze de Pedret et celles de Terrassa, ce sont les seuls exemples de peintures de cette époque dont on ait eu connaissance jusqu’à maintenant.

#### Blanes
- Chapelle de l’Espoir : documentée depuis le XVIe siècle, elle est située tout près de la promenade de la Mestrança et est intimement liée à l’histoire de Blanes. Son aspect actuel est l’œuvre de l’architecte Francesc Folguera. Il faut mentionner tout particulièrement les sgraffites à thème marin de la façade et les ex-voto en forme de vaisseaux miniatures qui se trouvent à l’intérieur.
- Château de Sant Joan : situé à la cime de la montagne du même nom, il s’élève à 172 mètres. Il constitue un mirador privilégié de toute la commune de Blanes et des villages voisins. Il se compose d’une tour ronde d’une quinzaine de mètres entourée d’un fossé et de remparts rectangulaires. Documenté en 1002, il est cité sous le nom de Forcadell. Il avait pour fonction de défendre la ville vicomtale des dangers venus de la mer.
- Édifices « modernistes » : les édifices « modernistes » (Art nouveau catalan) les plus remarquables sont la maison Saladrigas et la maison Tordera.
- Église paroissiale de Santa Maria : Cette église a été construite peu de temps après sa fondation, en 1319. La façade actuelle correspond à l’ensemble que formaient l’ancienne église de Santa Maria et l’ancien palais des vicomtes de Cabrera, qui avaient été les seigneurs de la ville de Blanes. Le clocher, l’entrée au palais, quelques pans de murs postérieurs et la pièce qui sert actuellement de sacristie sont tout ce qui a pu être sauvé de la construction gothique du XIVe siècle. L’incendie de 1936 a détruit l’intérieur et la reconstruction de l’église s’est achevée en 1949.
- Fontaine gothique : située dans le centre historique de la ville de Blanes, c’est la fontaine la mieux conservée de l’architecture gothique civile de Catalogne et l’une des plus belles d’Europe. Il semble qu’elle ait été construite vers 1438, sous le patronage de Violant de Prades, épouse de Bernat Joan de Cabrera, et de la corporation des drapiers de la ville. De forme octogonale, elle présente de fort belles sculptures comme le blason des Cabrera et celui de la corporation des drapiers, une corniche à moutures de formes végétales, des gargouilles représentant des animaux et des figures humaines ou la figure d’angelot qui couronne l’aiguille pyramidale tout en haut de la fontaine.
- Sanctuaire de la Mare de Déu del Vilar : le sanctuaire est situé sur la partie nord de la commune, au milieu de bois de pins et de chênes-lièges. Il est connu depuis le XIIIe siècle. C’est de cette époque que semble dater la statue de la Vierge qui y est vénérée, bien que la tradition dise qu’elle a été trouvée en 1012. L’ensemble que nous pouvons actuellement admirer est le fruit d’une réforme en profondeur dirigée par l’architecte et discipline d’Antoni Gaudí et Isidre Puig Boada. Il faut surtout y remarquer le grand porche d’entrée, les céramiques, les bateaux miniatures, l’ex-voto marin de l’Aviron de trente-quatre, offrande de l’écrivain Joaquim Ruyra (1858-1939).

#### Breda
- Centre historique : au cœur de la région de la Selva, la commune de Breda conserve, dans les rues de sa vieille ville, l’essence médiévale la plus pure. Le clocher roman qui surmonte la petite église sise au centre de la ville est l’un des éléments les plus caractéristiques de cette localité faite d’un lacis de ruelles qui, au fil des temps, a conservé la structure médiévale de ses origines.
- Monastère de Sant Salvador : monastère bénédictin fondé au XIe siècle. De tout l’ensemble monastique il reste l’église gothique, le clocher, l’aile nord du cloître et diverses constructions délimitées. La tour lombarde du clocher mesure 32 mètres de hauteur ; c’est une construction à base carrée, sur six niveaux. Les fenêtres sont en arcs en plein centre géminés. Le toit est couronné d’une balustrade crénelée qui cache la couverture en tuile ronde à deux pentes. Du cloître roman, il ne reste qu’un porche à galerie dans l’aile de l’ancien édifice.

#### Caldes de Malavella
- Balnéaire Prats : Cet établissement date de la seconde moitié du XIXe siècle. L’édifice néoclassique est attribué à Eusebi Bona, en 1921, qui le réforme et l’agrandit tel qu’il nous apparaît maintenant.
- Balnéaire Vichy Catalán : C’est la construction « moderniste », c’est-à-dire d’(Art nouveau catalan), la plus importante de la localité. Établissement aux installations thermales de style néomudéjar-moderniste à l’extérieur.
- Édifices « modernistes » : Les édifices « modernistes » (Art nouveau catalan) les plus remarquables sont la maison Mas i Ros, la maison Quintana et la maison Rosa ou Estapé.
- Thermes romains du Puig de Sant Grau : Ier siècle av. J.-C. – IVe siècle monument historique d’intérêt national. Les thermes romains sont considérés comme de grande valeur pour tout ce qu’ils représentent et parce que ce sont les thermes les mieux conservés de l’ancienne Aquae Calidae, actuellement Caldes de Malavella.

#### Hostalric
- Château et remparts d’Hostalric : Dans cette localité, située sur un monticule qui domine le plus traditionnel des chemins vers la France, fut construit au XIe siècle un château destiné aux vicomtes de Cabrera, point fort de la défense de leur territoire, qui fit de la ville la capitale administrative de celui-ci. Hostalric compte plus de 600 mètres de remparts et huit tours cylindriques. L’aspect actuel du château correspond à celui du XVIIIe siècle et conserve, aujourd’hui encore, la plus grande partie de sa structure.
- Tour des Frares et tour du Couvent : la tour des Frares est une des constructions médiévales les plus importantes d’Hostalric. Elle mesure 33 mètres de hauteur et on peut visiter l’exposition située à l’intérieur et le mirador qui se trouve dans sa partie supérieure. Le tour du Couvent est situé dans le cloître de la Mairie ; elle présente une exposition permanente des photos anciennes du village, tirées par le photographe Benet Frigola, enfant du pays.

#### Lloret de Mar
- Château de Sant Joan: Le château de Sant Joan, situé en haut de la montagne qui sépare les plages de Lloret et de Fenals, date des Xe et XIe siècles. Le château jouait le rôle de tour de guet pour prévenir les éventuelles attaques maritimes. L’an 1992 marque la fin des travaux de restauration de la tour « d’homenatge » ou donjon, d’où il est possible de profiter d’une vue extraordinaire, finalement, les fouilles et la transformation en musée furent achevées en 2000-2001.
- Édifices « modernistes » : Suivant les courants novateurs de leur époque, des architectes comme Enric Monserdà, Bonaventura Conill et Puig i Cadafalch ont édifié des constructions « modernistes », cette forme catalane de l’(Art nouveau catalan) : le sanctuaire de la Mare de Déu de Gràcia, la partie latérale de l’église de Sant Romà ou la chapelle du Saint-Sacrement ou encore le panthéon de la famille Costa Macià.
- Village ibérique de Puig de Castellet : ce gisement ibère fut occupé pendant une période très concrète qui va de 250 à 210 ans av. J.-C. Par conséquent sa fonction était la surveillance et le contrôle du territoire. L’ensemble présente une forme rectangulaire et pentagonale, d’une longueur maximale de 30 mètres. Il est entouré d’une muraille qui n’en fait pas le tour complet. À l’intérieur on trouve onze espaces rectangulaires, avec une, deux, ou trois pièces chacun. Chaque maison présente une zone de travail et une autre pour le logement.

#### Sant Hilari Sacalm
- Château de Solterra : Documenté depuis 984, il se trouve au sommet du massif des Guilleries. En subsistent encore les restes de la base d’une tour.
- Édifices « modernistes » : Les édifices « modernistes » (Art nouveau catalan) les plus remarquables

Sont l’établissement thermal de la Fontpicant et l’ancienne coopérative de J. M. Pericas. À sept kilomètres se trouve le château de Villavecchia, d’Enric Sagnier i Villavecchia.

#### Tossa de Mar
- Maison Sans : Voici un édifice singulier de par son éclectisme esthétique. Il fut construit en 1906 par l’architecte Antoni de Falguera, disciple de Puig i Cadafalch, à la demande de Joan Sans. La façade maritime de l’édifice est bien particulière, avec des gargouilles « modernistes » qui représentent les quatre saisons, avec des trencadís (collages dépareillés) de céramique fort semblables à ceux de la Casa Vicens de Barcelona. À l’origine, cette façade était décorée de peintures au thème végétal agrémentées de deux sculptures féminines qui n’ont pas été conservées. À l’intérieur une grande partie du répertoire décoratif dessiné par Antoni de Falguera a été préservée. Les vitraux, les éléments végétaux et la spectaculaire cheminée sont de style absolument « moderniste ». En 1930, la Casa Sans devint propriété de la famille Villalonga. C’est de cette époque que datent l’escalier en marbre, la fontaine et sa sculpture de Diane chasseresse, œuvre de Frederic Marés.
- Remparts de la vieille ville de Tossa de Mar : déclarés monument historique et artistique national en 1931, les remparts qui entourent la vieille ville sont l’emblème de la commune. Actuellement, c’est là le seul exemple existant encore, sur le littoral catalan, d’un village médiéval fortifié. Construits à la fin du XIIe siècle, il ne subsiste presque aucune trace de cette époque. Tout ce qui peut encore être vu correspond à diverses restaurations, particulièrement celles de la fin du XVIIIe siècle. Presque tout l’ensemble des remparts d’origine, aux murs crénelés est conservé. Ce pan de mur comporte quatre grandes tours et trois tours cylindriques surmontées de mâchicoulis. Les tours les plus connues sont la tour de Jonas, qui domine la baie ; la tour des Heures, située à l’entrée de la cour d’armes et qui doit son nom au fait qu’elle était la seule horloge publique ; et la tour de Codolar, connue aussi sous le nom de Torre de l'Homenatge ou donjon, qui présidait la place d’es Codolar. Au point le plus haut de la vieille ville s’était dressé le château qui consistait en une tour de guet et un espace rectangulaire. Actuellement il n’existe plus puisqu’il a été remplacé par le phare actuel. L’intérieur de la vieille ville est un espace enchanteur aux ruelles étroites et pavées. On peut encore admirer de nombreuses fenêtres gothiques, bellement travaillées. À l’apogée de sa splendeur (XVe siècle) la vieille ville comptait quelque quatre-vingt maisons. La majorité d’entre elles s’appuyaient contre le mur des remparts. À partir du XVIe siècle, la population a commencé à gagner l’extérieur. Les premières constructions se sont élevées dans le quartier de Sa Roqueta et tout au long du chemin royal. Il faut signaler le portail à voussoir qui préside à l’entrée de la ville, après la cour d’armes. À l’intérieur de la vieille ville, il faut mentionner l’ancienne église de Sant Vicenç. Cette église de style gothique tardif a été construite au XVe siècle, sur l’antérieure église romane ; celle-ci a été découverte et datée des XIe-XIIIe siècles. Orientée nord-sud et dressée sur une falaise de cinquante mètres, elle devait, à l’origine, être un imposant monument. Elle est d’une seule nef, à chevet polygonal à trois pans, accompagnée d’une sacristie et d’une chapelle latérale comme bras de transept sur le côté ouest ; à l’est, il est probable que l’espace ait été complété par une file de trois chapelles, seules l’abside et la sacristie ont conservé leur couverture. Au chevet, la voûte en ogive est soutenue par six nervures qui se réunissent dans une clé de voûte décorée de l’image de Sant Vicenç. Les restes d’un escalier ont été découverts à la galilée (à l’entrée). Sur l’une des nervures de l’absidiole gauche, on voit le chapiteau dédié à saint Jean-Baptiste.
- Villa romaine Els Ametllers : découverte en 1914 par le Dr Ignasi Melé, la villa romaine des Ametllers (Ier siècle av. J.-C. – VIe siècle) est l’une des plus importantes de l’ancienne province de Tarraco. Principalement destinée à la culture de la vigne et à l’exportation de vins de grande consommation, c’est un exemple classique d’exploitation agricole en Méditerranée romaine. Au point de vue de l’architecture, elle se divise en deux zones bien différenciées : la partie urbaine et l’exploitation. Sa situation, sur le versant oriental de la colline de Can Magí, face à la mer et dominant la baie, conditionne la distribution de l’édifice. La partie urbaine, la zone noble de l’ensemble, située au niveau supérieur, atteste de l’ampleur de cette ville, à tous niveaux, et particulièrement au IIe siècle. Des éléments comme l'ensemble des thermes, les stucs, la salle à manger d’hiver, la fontaine ou la piscine avec son imposant ensemble de sculptures en marbre de Carrare, conservé au Musée municipal, ne font qu’affirmer le caractère exceptionnel de cette villa. L’exploitation, située au niveau inférieur, était la zone industrielle. Elle comptait les magasins et les salles de conditionnement des produits agricoles. On y élaborait le vin, l’huile, les salaisons et y conservait les céréales. Les objets en os et ivoire, les poteries, les monnaies ou les fibules qui sont exposés au musée municipal, donnent un fidèle témoignage de la vie quotidienne qui s’y menait. Ce type de villa réunissait à la perfection l’exploitation du territoire (qui, dans le cas de la villa des Ametllers, portait sur une bonne partie de l’actuelle commune de Tossa) et le luxe et le confort des propriétaires. Il faut préciser que la plupart des structures actuellement conservées datent de l’époque d’Auguste (fin de l’Ier siècle av. J.-C. – début du Ier siècle).

### Gironès

#### Bescanó
- Centrale électrique : Située à côté du fleuve Ter, c’est un exemple d’établissement industriel dans la zone. Œuvre de l’architecte Salvador Sellés Baró.

#### Cervià de Ter
- Santa Maria à Cervià de Ter

#### Gérone
- Bains Arabes : le bâtiment, de style roman, a été construit en 1194 à l’image des bains maures, très en vogue à l’époque. Le siège de 1283 ayant occasionné d’importants dégâts, le bâtiment est réparé en 1294. Le XVe siècle voit la fermeture de l’établissement, qui passe alors aux mains de propriétaires privés. En 1617, un couvent de capucines s’y installe et le transforme en office, cuisine et buanderie. Au XIXe siècle, il est de plus en plus connue sous le nom de bains maures et, en 1929, l’administration publique se charge de la gestion et commence la réhabilitation de ce bâtiment.
- Cathédrale de Gérone : construite sur des édifications religieuses successives, la cathédrale de Gérone fut élevée entre les XIVe et XVIIe siècles. La principale caractéristique de ce temple, aux spectaculaires dimensions est l’immensité de son unique nef, d’architecture gothique. Bien que l’église ait été conçue au départ pour être un temple à trois nefs, on prit la décision risquée en 1417, de la poursuivre en une seule nef et d’affronter la hardiesse constructive que cela représentait pour l’époque. Le résultat fut une seule nef qui, avec ses presque 23 mètres de large, est la nef gothique la plus large au monde.
- Édifices « modernistes » : Parmi les édifices « modernistes » (Art nouveau catalan) les plus remarquables sont la maison Teixidor ou Casa de la Punxa (actuellement siège de l’Association des Métreurs et, devant elle, la Farinera Teixidor (siège du quotidien, le journal Punt Diari). De plus il faut citer la maison Batlle (surmontée, sur sa corniche, de huit hiboux en céramique jaune), la maison Ensesa, la maison Gispert Saüch, la maison Masó, toutes œuvres de Rafel Masó, architecte qui combine des éléments traditionnels et populaires aux courants novateurs de son époque.
- Église de Sant Feliu : C’est l’église la plus ancienne de Gérone, dédiée dès le IVe siècle à saint Narcisse et saint Félix, patrons de la ville. L’édifice actuel est gothique avec des éléments romans. Près du maître autel, huit sarcophages romains sont encastrés dans le mur de l’abside.
- Église Saint-Nicolas : À côté de Sant Pere de Galligants dont cette petite église dépendait anciennement. Temple roman lombard construit au XIIe siècle, à une seule nef, avec un chevet peu habituel en Catalogne, formé de trois absides disposées en forme trilobée avec un ciborium octogonal sur trompes. Au sous-sol, restes funéraires paléochrétiennes du IVe siècle.
- Le vieux quartier de Gérone : Après l’image des maisons colorées sur le fleuve Onyar, on découvre un héritage architectural qui mélange les touches de la monumentalité baroque des marches de la cathédrale et de la Pujada de Sant Domènec ou encore de la façade et de l’escalier de l’église de Sant Feliu, à l’élégante sobriété des édifices romans tels que l’ancien monastère de Sant Pere de Galligants ou les Bains Arabes. La cathédrale est un point de référence constant du profil de la ville, avec sa nef gothique, la plus large d’Europe, qui surplombe l’un des espaces urbains les plus singuliers, le Call, l’ancien quartier juif.
- Monastère de Sant Père de Galligants : Ancien monastère du XIIe siècle. L’église a trois nefs, un chœur à cinq absides semi-circulaires ouvertes sur le transept, un clocher de trois étages et un cloître dont les chapiteaux sont ornés de thèmes bibliques et végétaux. Le cloître est de forme irrégulière et a un petit patio. Il accueille actuellement les dépendances du musée archéologique de Catalogne.
- Tour de Charlemagne et remparts : adossée à la cathédrale de Gérone, la superbe tour de Charlemagne, romane (XIe siècle), dresse ses cinq étages de style lombard. La réhabilitation des remparts a fait du système défensif un itinéraire exceptionnel qui permet d’avoir, sur la ville, un point de vue différent. Des tours, devenues des miradors privilégiés, on a une vue spectaculaire sur la ville et ses alentours. On peut accéder au tronçon le plus long du jardin d’enfants, au bord de l’Onyar, ou de la partie plus haute du vieux quartier, les jardins de la Française. Sur le tronçon de Sant Pere, un mirador fantastique sur le Passeig Arqueològic et la cathédrale, on peut y accéder par les jardins de John Lennon.

### Pla de l’Estany

#### Banyoles
- Gisement lacustre de La Draga : à Banyoles, à côté du lac, le parc de la Draga est l’un des gisements paléolithiques et néolithiques les plus importants de Catalogne. Les fouilles successives qui ont été réalisées dans cette zone ont mis au jour plusieurs découvertes concernant l’activité agricole de l’époque comme des outils en bois datant de 5000 av. J.-C. Le matériel trouvé dans ce parc est exposé au musée archéologique régional de Banyoles.
- La Plaça Major : place à portiques du XIIe siècle caractérisée par 40 arcs avec des voûtes à vousseaux décorées. Depuis 1999 l’ensemble historique de la place Major de Banyoles est protégé par la Généralité de Catalogne comme bien culturel d’intérêt national.
- Llotja del Tint : édifice du XVe siècle, restauré et ainsi appelé depuis 1971. Il fait partie des quelques fabriques médiévales catalanes ayant conservé leur structure d’origine. Il s’agit d’une construction typique de la localité, utilisée pour teindre les tissus en laine que l’on exportait en Italie depuis déjà le XIIIe siècle. L’espace intérieure se compose de deux parties séparées par trois arcs en ogive et divisées par un faux plafond du XVIIIe siècle.
- Monastère Saint-Étienne : conserve des restes d’époques très diverses. L’église actuelle et la cloître sont de style néoclassique à l’exception du portal, de style gothique tardif. À l’intérieur se trouvent le coffret de Sant Martirià (XVe siècle) et le retable de Nostra Senyora de l’Escala (XVe siècle).
- Muraille médiévale : Les remparts de Banyoles datent du XIIIe siècle et servirent de refuge à la population jusqu’au XVe siècle. En 2006, le seul tronçon que l’on en ait conservé a été restauré.
- Pia Almoina : palais gothique construit sur des édifices romans (XIIe-XIIIe siècle) qui montrent des vestiges de l’étape carolingienne. Il a été fondé pour distribuer pain et vêtements aux familles pauvres de la commune. C’est actuellement le siège du musée archéologique provincial et du Centre des études régionales.
- Santa Maria dels Turers : l’ensemble et d’une harmonie remarquable. Le temple fut construit entre 1269 et 1333, d’une seule nef. L’abside est à plan pentagonal et les murs sont percés de cinq grandes baies auxquels viennent s’ajouter deux autres dans le presbytère. C’est l’un des premiers exemples de l’interprétation catalane particulière de l’architecture que se trouve dans la Principauté.
- Villa romaine de Vilauba : tout près de Banyoles se trouve la villa de Vilauba, établissement romano-wisigothique qui, pendant 800 ans (du Ier siècle av. J.-C.), a occupé ce territoire et s’est consacré à la production de l’huile.

#### Porqueres
- Église de Sainte-Marie : En suivant le lac de Banyoles, on trouve l’église de Sainte-Marie de Porqueres ; l’édifice, d’une seule nef, est couvert d’une voûte en berceau et offre une singulière abside trilobée à plan demi circulaire allongé dans lequel s’inscrivent trois absidioles, aussi en forme de demi-cercle. De plus, elle conserve un intéressant ensemble de sculptures disséminées sur les chapiteaux, qui combine les ornements de tradition mauresque et les représentations de Dieu créateur et du péché originel.

#### Serinyà
- Grottes de Serinyà : à quelques kilomètres de Banyoles, sur la commune de Serinyà, on peut visiter le parc des Grottes préhistoriques, l’un des gisements les plus importants du paléolithique en Catalogne ; on peut y observer le premier habitat de l’homme de Neandertal dans les grottes de l’Arbreda et de Mollet et dans la spectaculaire grotte du Reclau Viver.

## Nature
Plus de 30 % de la surface totale des pays de Gérone est protégée pour son intérêt naturel particulier.

### Plages et calanques
Les plages de la Costa Brava sont remarquables par la qualité de leurs eaux et les services qu’elles mettent à la disposition des baigneurs. C’est pourquoi nombre d’entre elles sont distinguées par le drapeau bleu qu’octroie la Fondation européenne d’éducation environnementale en reconnaissance de ces caractéristiques, symbole incontestable d’eaux propres et non pollués.
Autre élément caractéristique de la Costa Brava sont ses innombrables calanques ou petites plages cachées entourées de végétation, créées par l’érosion de la mer sur falaises. Certaines ne sont accessibles que par la mer et on n’arrive à beaucoup d’autres que par les chemins de ronde qui suivent le littoral de certaines communes de la Costa Brava. La majorité de ces calanques et de ces plages disposent de services qui améliorent le séjour des baigneurs et certaines accueillent les nudistes. Au total, il y a 199 emplacements entre plages et calanques, dans les communes côtières de la Costa Brava, selon la Diputació de Gérone.

#### Plages et calanques de l'Alt Empordà
- À Portbou: la Plage de Portbou et de El Pi et les Calanques de Les Freses, de El Clapé et de Les Tres Platgetes.
- À Colera: la plage de Garbet, de Colera et la Borró/Assutzenes et les calanques Rovellada et Cala Morts/d'en Goixa.
- À Llançà : les plages du Rastell, de Cros, de Bramant, de El Cau del Llop, de El Port, de La Farella, de Grifeu, de La Gota, de Canyelles, de Les Carboneres et de Les Tonyines. Calanque Tavallera.
- À Port de la Selva: les plages de l'Erola, du Pas, de la Ribera, de El Port de la Selva et del Port de la Vall. Calanques Tavellera, Tamariua, Fornells, Cativa, Galladera et Prona.
- À Cadaqués : les plages de Portal, de Port Lligat, de Ses Oliveres, la Gran, de Caials, d'Es Poal, del Llané Gran, et del Port-Alguer. Calanques S'Alqueria, Bona, Sa Conca, Ros, Fredosa, Culip, Guillola et Jugadora.
- À Roses : les plages del Salatar, de Santa Margarida, La Nova, La Punta, Almadrava, Canyelles, El Rastrell et des Palangrers. Calanques Jòncols, Montjoi, Murtra, Pelosa, Bonifaci, Calís, Calitjàs, Canadell et Rustella.
- À Empuriabrava-Castelló d'Empúries : la plage de la Rubina, d'Empuriabrava et de Can Comes.
- À Sant Pere Pescador : les plages de Sant Pere, de La Gola, de La Txarraca et de Les Dunes.
- À L'Escala : les plages de Riells, de Riuet, de Sant Martí d'Empúries, de l'Escala, du Moll Grec, de Les Muscleres, de Rec del Molí, de le Port d'en Perris, et del Portitxol. Calanques de l'Illa Mateua et La Creu.

#### Plages et calanques du Baix Empordà
- À L'Estartit - Torroella de Montgrí : la plage de l'Estartit et la Fonollera, parmi la Gola et de La Pletera, crique de Montgó.
- À Pals : la Plage Gran de Pals et la Plage Grau.
- À Begur : la Plage del Racó, Fona, Aiguablava et de Sa Riera. Calanques Sa Tuna, Aiguafreda, l'Île Rouge (Illa Roja) et Fornells.
- À Tamariu - Palafrugell : la Plage des Lliris et les Calanques de Tamariu, Aigua Dolça, Aigua Xelida, Marquesa et Pedrosa.
- À Mont-ras : la Calanque del Vedell, Calanque de le Crit et la Calanque de la Font Morisca.
- À Llafranc : la Plage de Llafranc et la Calanque El Cau.
- À Calella de Palafrugell - Palafrugell : les Plages de Sant Roc/des Canyers, de le Canadell, d'en Calau, de la Platgeta, de le Port de la Mala Espina et du Port Pelegrí. Calanques de La Banyera de la Russa/d'Massoni, Golfet, et Port Bo.
- À Palamós : les Plages de La Fosca, de Castell, cap de Planes, la Platja Gran de Palamós et de Sa Tamardia. Calanques S'Alguer, Canyers, Pots, Roca Bona, Corbs, Sa Corbetera, Caleta del Morro del Vedell, Cala Estreta, Cala Sanià et Margarida.
- À Calonge : la Plage de Torre Valentina, d'Es Monestri, de Can Cristus/Ses Torretes, de Sant Antoni et de Les Torretes. Cala Roques Planes, Cap Roig, Comtat Sant Jordi et Belladona.
- À Platja d'Aro - Castell-Platja d'Aro : la Plage Gran et Cales Rovira, de El Pi, des Canyers et Sa Cova.
- À Santa Cristina d'Aro : les Calanques de Vallpresona, Caleta de Cuncagats, La Font, d’El Senyor Ramon et Joana.
- À S'Agaró - Castell-Platja d'Aro : la Plage de S'Agaró et les Calanques Sa Conca et Pedrosa.
- À Sant Feliu de Guíxols : les plages de Port Salvi, Can Dell, Canyerets, de Sant Feliu et de Sant Pol. Calanques Sa Caleta, Ametller, Urgell, Vigatà, Jonca, Maset et Peix.

#### Plages et calanques de la Selva
- À Tossa de Mar : les plages de Santa Maria de Llorell, de El Reig, la Gran de Tossa de Mar et de la Mar Menuda. Calanques Porto Pi, Figuera, Carles, D'es Codolar, Bona, Salions, Futadera, Giverola, Llevadó, Morisca et Pola.
- À Lloret de Mar : les plages de Sa Boadella, de Treumal, Fenals, de Cala Canyelles, de Santa Cristina et de Lloret de Mar.
- À Blanes : les plages de S'Abanell, de Blanes, de la Punta de Santa Anna et la Treumal. Calanque Sant Francesc.

### Espaces naturels

#### Chaîne de l’Albera
Dans ce site déclaré d’intérêt naturel, qui comprend les localités de La Jonquera, Rabós d'Empordà, Espolla, Cantallops, Vilamaniscle, Garriguella, Mollet de Peralada et Sant Climent Sescebes, le paysage renferme l’une des plus importantes concentrations en monuments mégalithiques de Catalogne et des petites églises romanes qui font de cette zone de l’Alt Empordà l’une des plus riches au point de vue patrimoine monumental et historique des pays de Girona. D’autre part, la chaîne de l'Albera offre une végétation de transition entre les espaces propres à la chaîne pyrénéenne et celles de la Méditerranée, tout comme la faune qui est caractérisée par sa grande diversité, à cheval entre les zones de la montagne et la Catalogne humide.

#### Îles Medes
Le petit archipel des Medes, situé au centre de la Costa Brava, sur la commune de Torroella de Montgrí et à une faible distance du massif qui porte le même nom, est formé de sept îlots qui se caractérisent par la grande richesse de leur écosystème marin. La proximité de la côte et l’embouchure du Ter lui apportent une grande quantité de matière organique, ce qui favorise la variété de la flore et de la faune typique des Medes. Certains exemples de cette variété sont la colonie de mouettes, la végétation terrestre particulière, les prés de posidonies ou le fond marin corallien où on peut pratiquer une plongée réglementée.

#### Massif du Montgrí
Situé entre les régions de l’Alt Empordà et du Baix Empordà, ce massif de nature calcaire sépare les baies de Roses et du Ter, et apporte au paysage d’intéressants éléments de diversité écologique. Son caractère sauvage et inhospitalier en fait une exception sur la Costa Brava. Cette zone est principalement occupée de pinèdes et de broussailles de type steppe outre la végétation qui n’apparaît pas seulement dans les milieux boisés mais aussi sur toute la frange du massif, en bordure de mer. Dans ce sens, les calanques Pedrosa et Ferriol sont particulièrement intéressantes.

#### Ses Negres
La réserve marine de Ses Negres, située à Begur, juste au cœur de la Costa Brava, s’étend sur 1 300 mètres de littoral, entre les calanques de Sa Riera et Aiguafreda. Elle offre une superficie totale de 80 ha qui inclut les falaises qui entourent les montagnes de Begur. Bouées et balises délimitent l’espace protégé et signalent aussi un canal de navigation à vitesse limitée. Dans les zones de baignade et de plongée, activités qui respectent la préservation de l’environnement, les visiteurs peuvent admirer et constater la récupération de la vie marine, six années après que cet espace a été déclaré réserve.

#### Massif des Gavarres
Massif aux caractéristiques typiquement méditerranéennes. Situé entre les régions du Gironès et du Baix Empordà, il constitue l’extrémité septentrionale de la chaîne littorale catalane. Le paysage de cette zone est basiquement forestier. C’est ce caractère de grand espace forêt méditerranéenne qui lui donne sa transcendance, une forêt essentiellement formée de bois de chênes verts et de chênes lièges. La faune est la faune typique des milieux méditerranéens et de forêt. Quant au patrimoine historique, il date de l’époque mégalithique, avec une présence marquée de monuments funéraires, on trouve aussi dans cette zone des constructions défensives médiévales et des édifices religieux de style préroman et roman.

#### Massif de Cadiretes
Le massif de Cadiretes est un espace naturel qui occupe la presque totalité de la commune de Tossa de Mar et une partie de celles de Sant Feliu de Guixols, Santa Cristina d'Aro, Llagostera, Vidreres, Caldes de Malavella et Lloret de Mar. Il s’agit d’un terrain montagneux, à la géologie granitique, qui sépare la mer de la plaine de la Selva et qui atteint son point culminant au Puig de Cadiretes (519 m). Les dépressions du massif sont traversées de torrents au régime typiquement méditerranéen. Malgré cela, la nature du terrain fait que des sources d’eau jaillissent toute l’année ce qui, joint à l’humidité élevée et aux précipitations dues, à l’écran que forment les montagnes face aux vents du levant, entraîne la confluence d’éléments de botanique et de faune ayant une claire affinité atlantique. La côte protégée sur plus de 6 km, est particulièrement abrupte, ce qui a facilité l’établissement de plusieurs espèces importantes qui trouvent là un refuge idéal.

#### Lac de Banyoles
Cette zone d’un grand intérêt au point de vue des paysages et de la géologie, comprend ce que l’on appelle la côte lacustre de Banyoles, qui sépare la plaine de l’Empordà de la chaîne Transversale, dans la région de la Garrotxa.
Le lac de Banyoles, avec une superficie de 107 hectares et une forme en huit caractéristique, est l’un des plus grands de la Péninsule Ibérique. Ce que ce système lacustre offre de plus important est son origine et la provenance des eaux qui l’alimentent : infiltrations des pluies provenant de régions déterminées de la Alta Garrotxa et débits souterrains qui sortent au jour en ce point.
Le lac de Banyoles est l’ensemble des petits étangs qui l’entoure présentent tout au long de l’année un processus de stratification thermique et chimique. Outre ces caractéristiques, les environs du lac offrent une grande variété de flore lacustre et de faune autochtone.

#### Île du Ter
L’île du Ter constitue un espace naturel de grande valeur écologique non seulement par sa diversité biologique mais aussi par le grand potentiel qu’elle offre en tant qu’espace d’éducation environnementale, que ce soit pour les écoliers ou pour tous les amoureux de la nature qui la visitent. Sa proximité avec la ville de Girona facilite sans doute le fait que des milliers de visiteurs se présentent chaque année sur les rives et sur l’île du Ter.
La zone est actuellement protégée par des normes municipales et par sa condition de refuge de faune sauvage. Elle offre des espèces botaniques intéressantes comme le perce-neige et des galeries forestières en excellent état n’ayant subi aucune intervention humaine depuis leur création naturelle à partir du moment de la confluence des fleuves Onyar et Ter.
Pour ce qui est de la faune, il faut citer la loutre, la genette, diverses espèces de papillons propres aux milieux aquatiques et une grande variété d’oiseaux parmi lesquels le héron bihoreau, le martin-pêcheur ou le pic vert, pour ne citer qu’eux. Au total on a observé près de 200 espèces.

#### Massif des Guilleries
Le massif des Guilleries est situé à l’extrémité nord de la cordillère pré-littorale et au-delà du Montseny, avec Sant Hilari Sacalm pour ville principale. L’énorme massif de montagnes vieilles et usées, couvertes d’une épaisse végétation, s’étend sur 12 500 ha et fait partie du Plan des espaces présentant un intérêt naturel (PEIN). Une succession de cimes dépassant les mille mètres et de petites vallées composent cet environnement singulier et donnent un paysage épais, tranquille et sauvage. Avec ses 1 204 mètres, Sant Miquel de les Formigues en est le point le plus élevé.

### Jardins botaniques

#### Jardins de Cap Roig
Les espèces végétales les plus caractéristiques de la région Méditerranée se mêlent aux arbres et aux plantes des cinq continents dans le jardin botanique du Cap Roig, à Calella de Palafrugell, l’un des plus variés de Catalogne. Ce parc est un point de rencontre incontournable des adeptes du jazz au cours des mois de juillet et août, lorsque a lieu le Festival de jazz de la Costa Brava.

#### Jardin botanique Pinya de Rosa
À Blanes, en 1954, Fernando Rivière de Caralt créa ce jardin botanique qui a pour particularité d’avoir adapté à l’environnement méditerranéen des espèces végétales caractéristiques des tropiques. C’est ainsi que des plantes et des arbres comme les cactus, les figuiers de Barbarie et les aloès, entre autres, cohabitent dans un contexte riche en végétation autochtone.

#### Jardins de Santa Clotilde
À Lloret de Mar, les jardins de Santa Clotilde se trouvent sur le sommet d’une falaise avec une vie impressionnante sur la mer. Ce jardin botanique, conçu en 1919 par Nicolau Maria Rubió i Tudurí, se caractérise par une nette influence italienne et la cohérence formelle entre celui-ci et les œuvres architectoniques qui l’entourent. Les jardins de Santa Clotilde contiennent plusieurs sculptures en marbre et se caractérisent par l’absence des fleurs, ce qui contraste nettement avec la grande variété des plantes.

#### Jardin botanique Marimurtra
Ce jardin botanique, sis sur le flanc sud-est de la montagne de Sant Joan de Blanes, sur les falaises, fut créé en 1921 par le savant allemand Carl Faust. Bien des années plus tard, le Marimurtra devint l’une des stations de biologie les plus importantes de la Méditerranée. Le jardin botanique Marimurtra ne réunit pas que des plantes et des arbres autochtones mais aussi des espèces végétales provenant du monde entier comme des palmiers du Chili et des bambous ou des arbres caractéristiques de l’Afrique et du Mexique, pour ne citer qu’eux.

### Parcs naturels

#### Cap de Creus
La loi de protection de cette zone fait du parc naturel Cap de Creus, situé au nord de la Costa Brava, l’un des plus singuliers de la péninsule Ibérique. Le Plan marque comme zones protégées les communes du Port de la Selva, La Selva de Mar, Llançà, Cadaqués, Palau-saverdera, Pau, Roses et Vilajuïga, soit une superficie de 13.886 hectares réparties sur 10 813 hectares d’espace terrestre et 3 073 d’espace maritime.

#### Aiguamolls (marais) de l’Empordà
Situé au nord de la Costa Brava, entre les localités de Castelló d'Empúries, Empuriabrava et Sant Pere Pescador, ce parc naturel est le second parc de Catalogne, de par sa grande concentration en espèces autochtones de flore et de faune. Le parc naturel Aiguamolls de l’Empordà est divisé en deux grandes aires, au nord et au sud du fleuve Muga ; elles réunissent les éléments les plus caractéristiques du paysage de la région de l’Alt Empordà.

#### Parc naturel du Montseny
Situé dans la partie inférieure de la zone sud de la Costa Brava, le Montseny est le massif le plus grand et le plus haut de la cordillère pré-littorale catalane, à cheval entre les démarcations de Barcelone et Girona. L’une des principales valeurs de ce massif tient à l’extrême variabilité des milieux qu’il présente, fruit des importants gradients de hauteur et de végétation ainsi que de la diversité de son relief. Chênes verts et pinèdes, bois de chênes lièges, chênaies et hêtraies sont parmi les systèmes qui composent un paysage forestier. Un autre des aspects dont tenir compte est le rôle du Montseny en tant que refuge de nombreuses espèces  animales qui sont le propre de milieux d’une latitude plus élevée.

## Développement touristique
Jusqu'à la fin des années cinquante, la région ne disposait guère d'infrastructures touristiques. Le paysage était resté intact et il attirait seulement des personnes qui avaient le goût de l'aventure. Son climat et ses plages sont propices à en faire un lieu de villégiature estival.
Durant la période franquiste, elle a fait l'objet d'un important développement de tourisme de masse couplé à des opérations de spéculation immobilière. Les résultats architecturaux sont régulièrement critiqués. Son relief accidenté rendait la construction parfois difficile, ce qui a protégé certains endroits les plus beaux contre les désirs des promoteurs.
La côte catalane voit alors fleurir plusieurs stations balnéaires comme Port-Bou, Colera, Llançà, El Port de la Selva, Cadaqués, Roses, Empuriabrava, Sant Pere Pescador, L'Escala, L'Estartit, Begur, Palafrugell, Palamós, Platja d'Aro, S'Agaró, Sant Feliu de Guíxols, Tossa de Mar, Lloret de Mar et Blanes. Toutes les villes de la côte n'ont cependant pas été vouées entièrement à l'activité touristique, telles notamment Cadaqués ou Begur.

## Principaux attraits touristiques

### Parc naturel du Cap de Creus

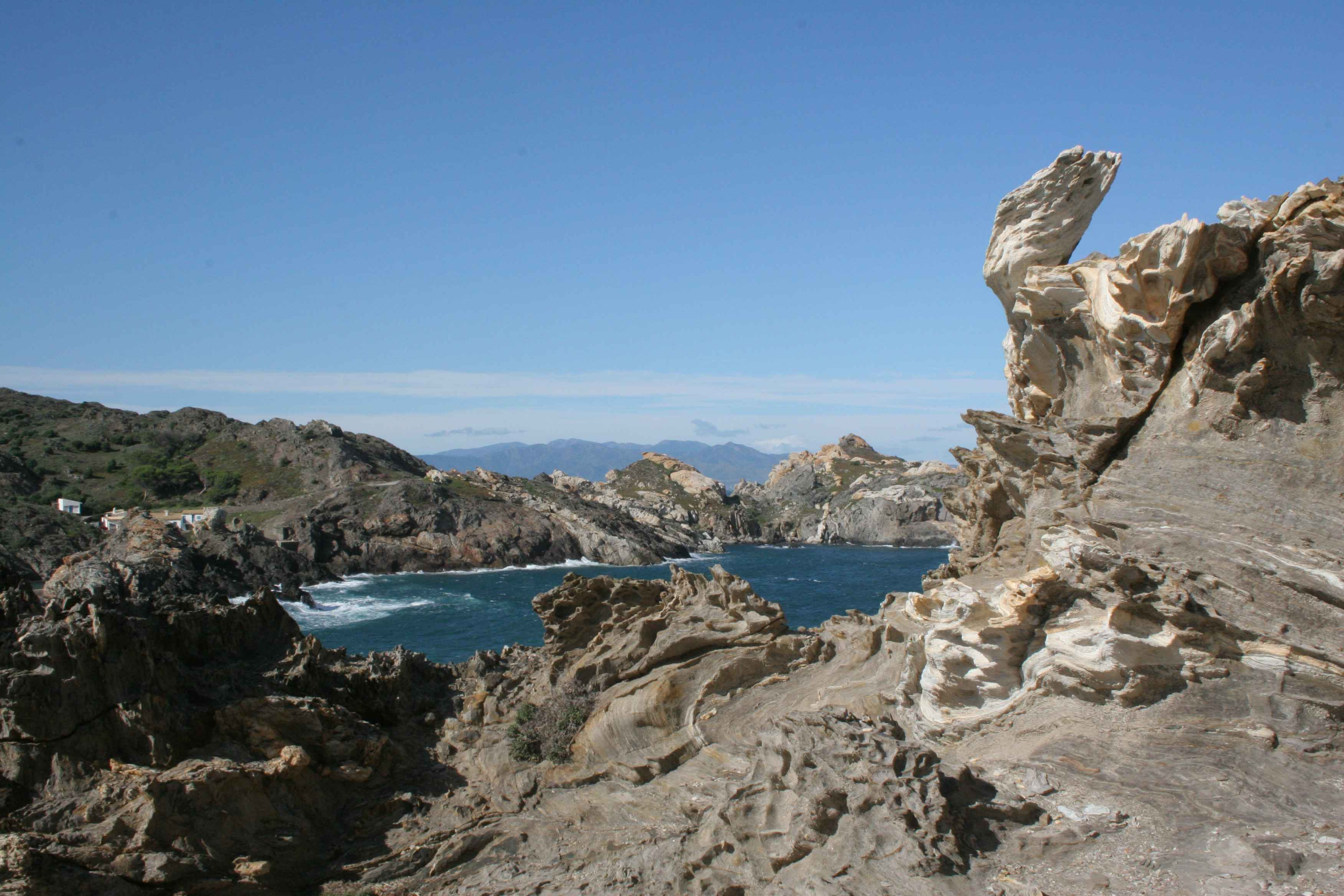
Paysage Cap de Creus

Péninsule située au nord de la Costa Brava, elle repose sur une assise géologique de plus de 450 millions d’années et, depuis 1984, est classé comme espace naturel protégé dans la catégorie des parcs naturels. Le parc s’étend sur les communes du Port de la Selva, de La Selva de Mar, de Llançà, Cadaqués, Palau-Saverdera, Pau, Roses et Vilajuïga. Le littoral en est extrême abrupt, aux eaux profondes, avec une foison d’îlots, de très hautes falaises, des écueils dénudés par l’érosion et les vents; et des calanques aux eaux transparentes, qui ne sont bien souvent accessibles que par la mer; à l’intérieur, des champs et des bois. Point le plus oriental de la Péninsule Ibérique, le flux des oiseaux migrateurs y est remarquable. Il faut principalement souligner la singularité de certaines roches dont les formes animales sont, avec le temps, devenues mythiques ; c’est le cas de l’aigle de Tudela et du lion du Cap Gros ou celui encore de la roche de l’île de Culleró, située face à la calanque du même nom et dont on dit qu’elle a inspiré Salvador Dalí dans Le Grand Masturbateur.

### Sant Pere de Rodes

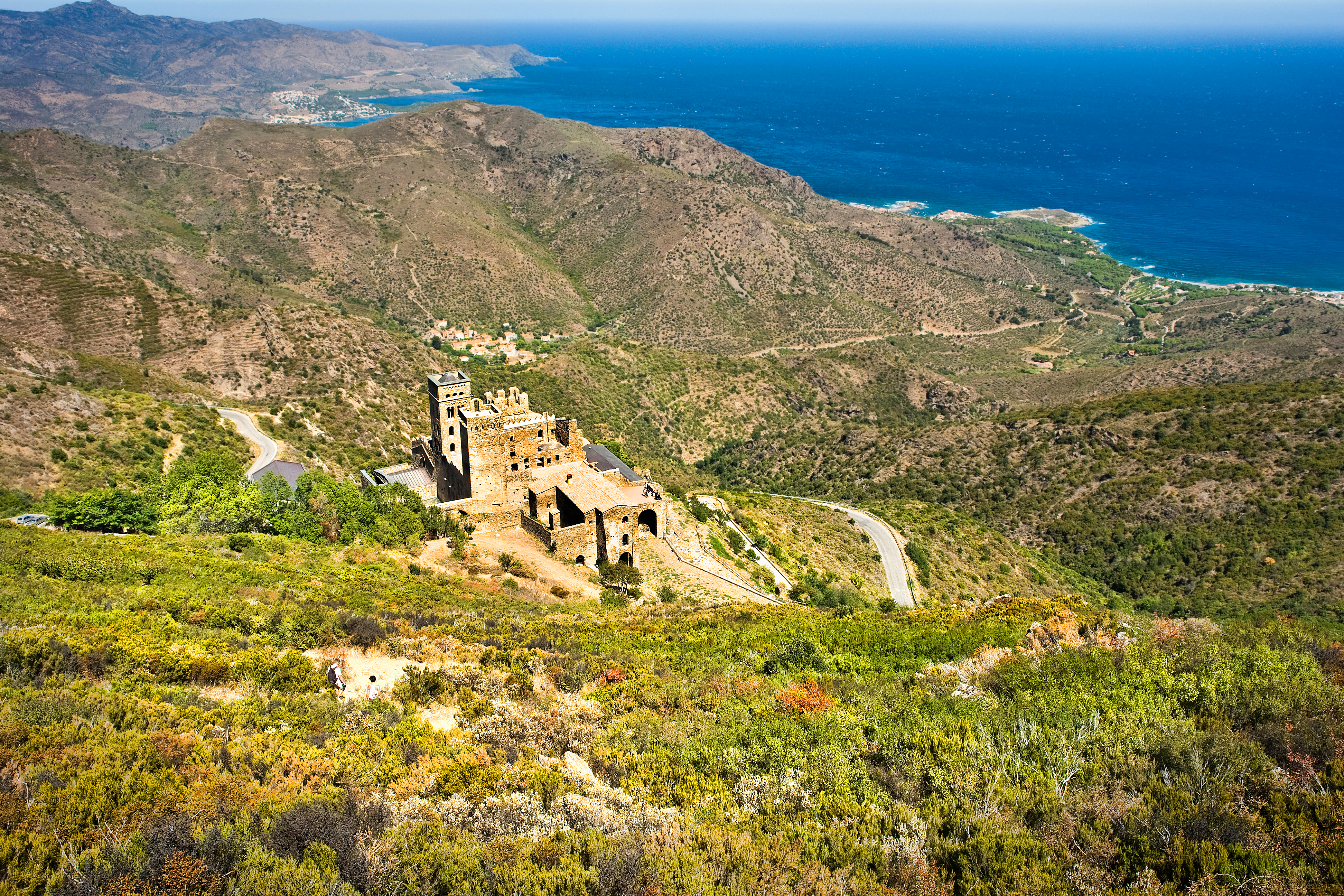
Sant Pere de Rodes.

Situé sur la commune du Port de la Selva, le monastère bénédictin de Sant Pere de Rodes s’élève au milieu de la montagne et domine toute la péninsule du Cap de Creus. Construit au Xe siècle, c’est le principal représentant de l’art roman dans les pays de Girona. À partir pratiquement de sa fondation, le pouvoir de ce monastère s’étendit jusqu’à dominer des territoires d’un côté et de l’autre des Pyrénées. De ce joyau de l’art roman il faut citer l’église, la tour-clocher du XIIe siècle et la tour de défense, de la même époque. L’année 1697 marqua le début de sa décadence et, à partir de ce moment, son influence s’affaiblit ; le lieu subit des sacs successifs qui expliquent la disparition de pièces aussi remarquables que la Bible de Saint Pierre. Le monastère bénédictin de Sant Pere de Rodes accueille maintenant le Centre d’Études du même nom. L’ensemble architectonique a aussi été choisi comme l’un des sièges du parc naturel du Cap de Creus. La majesté de l’architecture et la beauté d’un site qui domine toute la péninsule du Cap de Creus en font un spectacle.

### Cadaqués

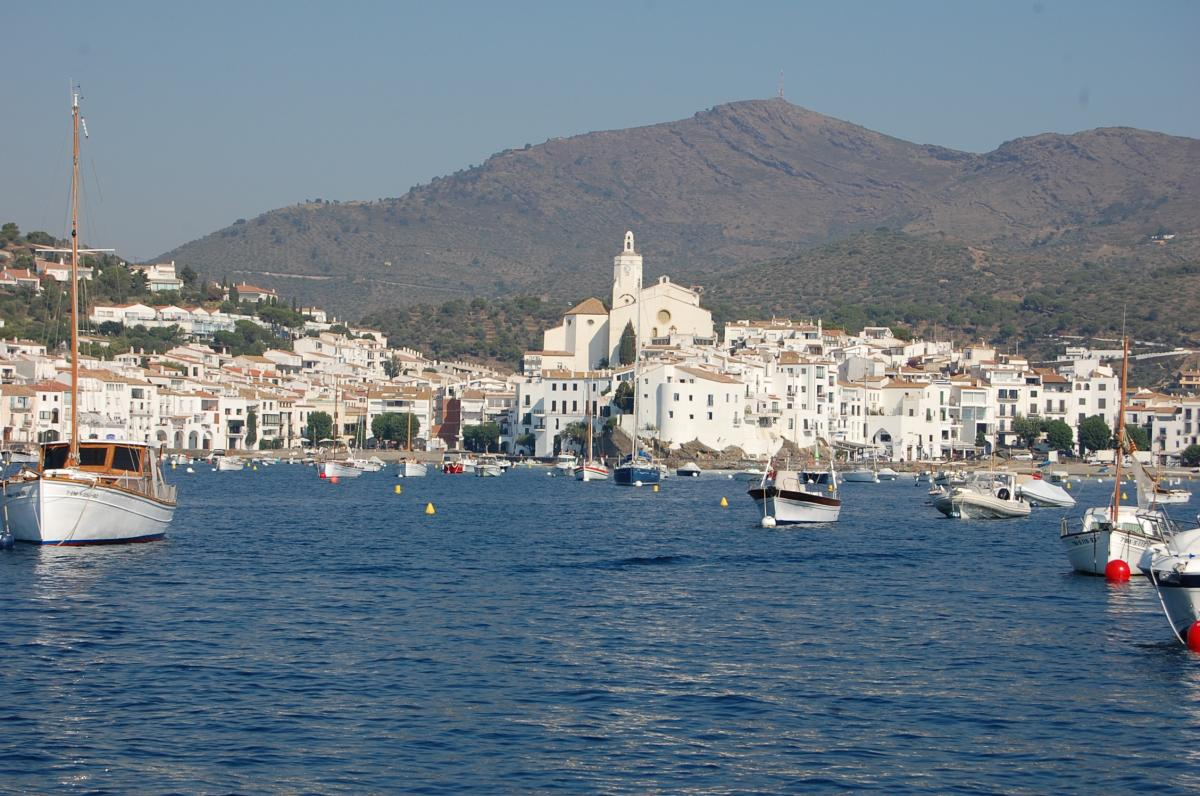
Baie de Cadaqués.

Commune côtière située au cœur de la péninsule du cap de Creus et entourée d’un beau paysage d’ardoise grise et oliviers. Dans le vieux village, les ruelles sinueuses, pavées et ornées de fleurs, offrent un contraste avec la blancheur des façades : il s’agit un bel exemple de l’architecture populaire méditerranéenne qui a su conserver tout le charme d’un petit village des pêcheurs. L’église paroissiale de Santa Maria est, probablement, l’un des édifices les plus emblématiques du village ; l’intérieur renferme un retable baroque sculpté, doré et polychrome qui date de 1727. Des artistes de renommée internationale comme Salvador Dalí, Federico Garcia Lorca, Luis Buñuel, Paul Éluard, Man Ray, André Breton ou Max Ernst, ont diffusé dans le monde entier le nom et l’image de ce village de pêcheurs. À l’extérieur de la ville, au bord de la plage de Portlligat, il y a la maison-atelier de Salvador Dalí, une ancienne baraque de pêcheurs que le peintre acheta et agrandit peu à peu. Avec le temps, cette construction que couronnent d’énormes œufs, est devenue l’un des lieux les plus emblématiques de Cadaqués.

### Parc naturel des Aiguamolls de l’Empordà

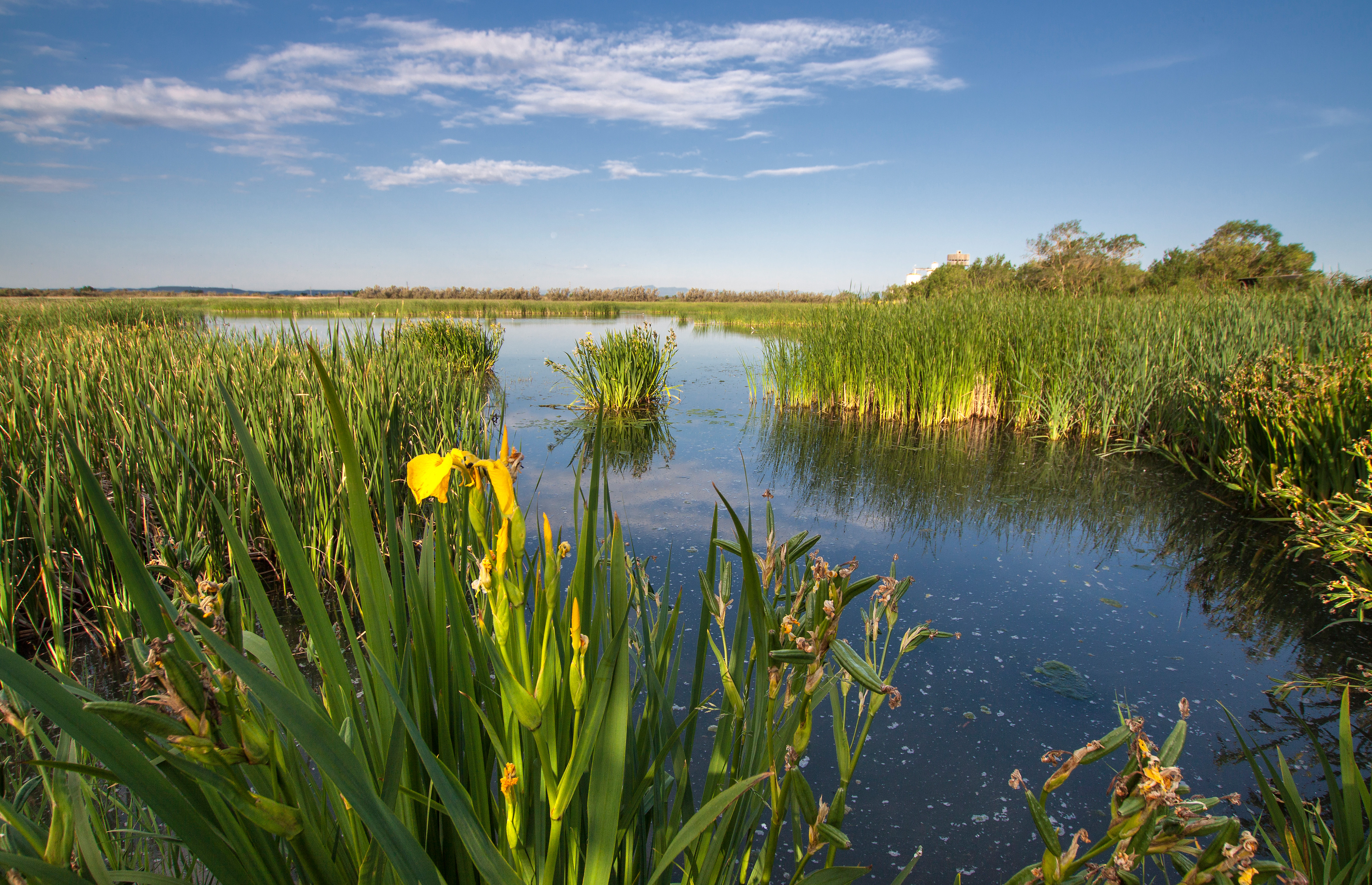
Aiguamolls de l'Empordà.

Situés au nord de la Costa Brava, entre les localités de Castelló d'Empúries-Empuriabrava et de Sant Pere Pescador, les marais de l'Empordà sont un espace humide entre les fleuves Muga et Fluvià ; à l’origine ces marais couvraient toute la plaine qui entoure la baie de Roses et le bas Ter ; actuellement ils réunissent plus de 300 espèces d’oiseaux et une flore autochtone très variée. En termes biologiques, l’intérêt fondamental des Aiguamolls de l’Empordà réside dans leur grande productivité, c’est-à-dire qu’ils réunissent des espèces animales et végétales dans leur état naturel, espèces particulièrement adaptées à ce milieu comme c’est notamment le cas de la loutre, des cigognes, du martin-pêcheur ou des iris jaunes et bleus. Avec une étendue de presque 4 800 hectares c’est, en importance, le second parc de Catalogne à présenter de telles caractéristiques. Le parc naturel des Aiguamolls de l'Empordà est divisé en deux grandes aires, au nord et au sud du fleuve Muga, et elles présentent à elles seules les éléments les plus caractéristiques du paysage de l'Alt Empordà.

### Gisement archéologique d’Empúries

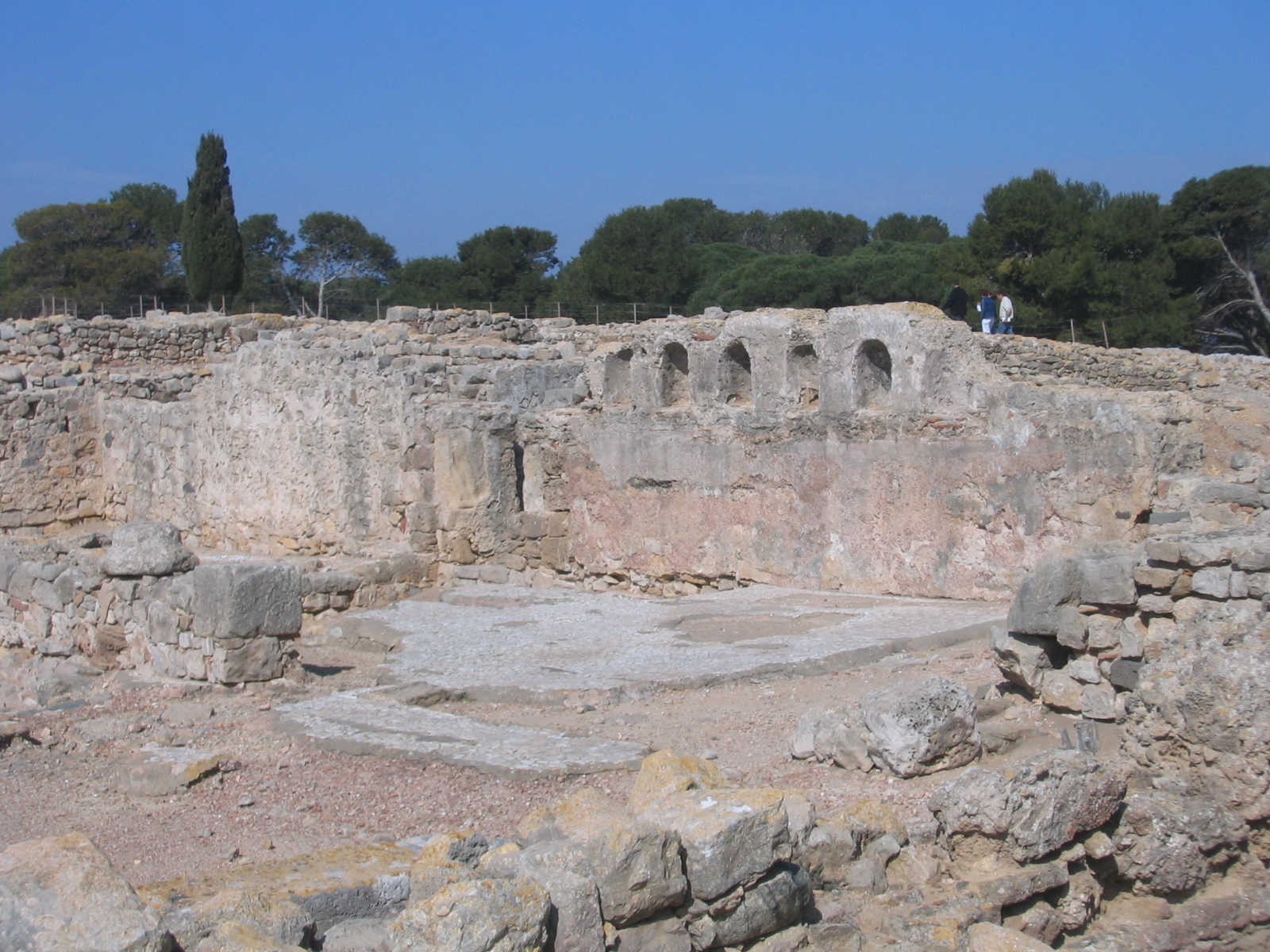
Basilique paléochrétienne - Empúries.

Situé sur la commune de L’Escala, l’ensemble monumental d’Empúries est l’un des gisements gréco-romains les plus importants d’Espagne. Empúries, ou Emporiae, fut la porte par laquelle Grecs et Romains pénétrèrent dans la Péninsule et une colonie commerciale qui, avec les années, évolua en l’une des villes les plus prestigieuses de la Méditerranée. Actuellement, le gisement archéologique d’Empúries constitue une remarquable frise archéologique qui s’étend du moment où les Grecs décidèrent de fonder la nouvelle ville, au Ve siècle avant Jésus-Christ jusqu’à celui de son abandon définitif par les Romains au IIIe siècle après Jésus-Christ. Ses pierres nous apprennent ce qu’étaient les maisons grecques ou « stoas », où se trouvait l’agora ou le marché où s’établissaient les relations commerciales, ou encore le visage de leurs divinités. Pour ce qui est de la ville romaine, il faut mentionner la beauté des mosaïques qui sont conservées dans deux maisons, les restes du forum (ou place publique) ou encore les vestiges de la curie où se réunissait, le Conseil. Aussi il y a le musée monographique qui, situé dans un ancien couvent, expose des objets d’usage quotidien, des pièces d’art et des mosaïques.

### Îles Medes et massif du Montgrí

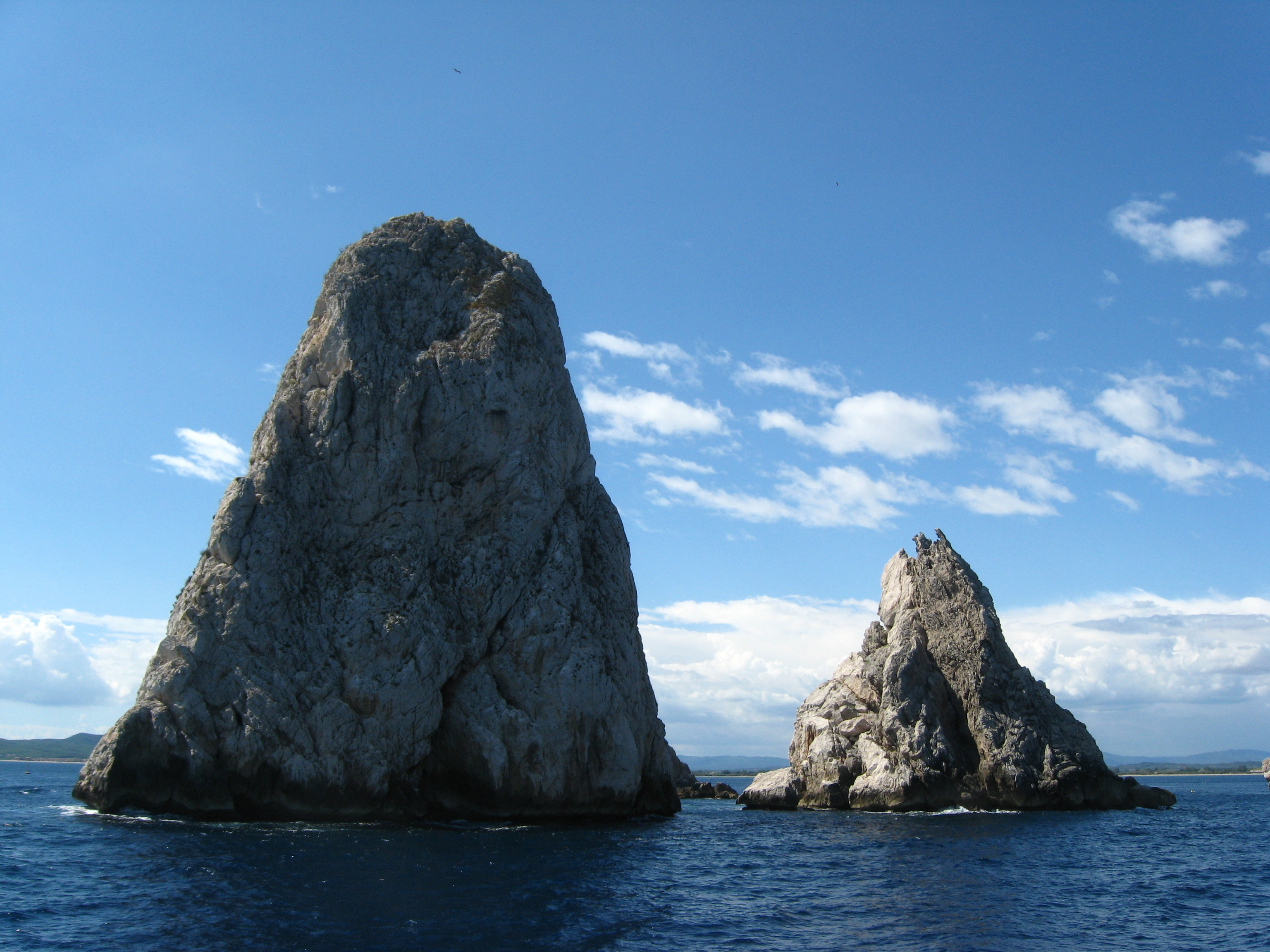
Îles Medes

Le petit archipel des Medes, situé au cœur de la Costa Brava et à faible distance du massif du Montgrí, est formé de sept îlots caractérisés par la richesse de leur écosystème, avec une flore et une faune autochtones très variées. La colonie de mouettes, la particulière végétation terrestre, les prés de posidonies et le fond marin corallien, en sont quelques exemples. Le massif su Montgrí, de nature calcaire, sépare les baies de Roses et du Ter, et apporte d’intéressants éléments de diversité écologique. Cette zone est principalement occupée par des pinèdes et des cistes qui accompagnent la végétation habituelle non seulement des milieux boisés  mais aussi de toute la frange est, près de la mer.

### Villages médiévaux de Pals et Peratallada
Tous deux sont situés  dans la région du Baix Empordà. L’ancien centre de Pals est établi sur un monticule qui domine les environs. Deux des éléments les plus représentatifs du bourg sont la Tour des Heures, exemplaire de tour romaine circulaire, et l’église de Sant Père. Il faut aussi remarquer au cours de la promenade une intéressante succession de styles particulièrement visibles dans les fenêtres, les arcs, les puits et les linteaux et qui s’étend du roman au XVIIIe siècle. Aussi remarquable le mirador du Pedro oú l’on peut apercevoir les îles Medes, le Montgrí, le Canigou et l’Albera.
Peratallada est un ancien centre fortifié surgi autour du château de la famille des Peratallada et qui est principalement caractérisé par son Donjon, l’un des exemplaires les plus remarquables du pays. La majorité des rues, où abondent les détails gothiques, débouchent sur la Plaça Major, l’un des lieux les plus emblématiques du village.

### Céramique de La Bisbal

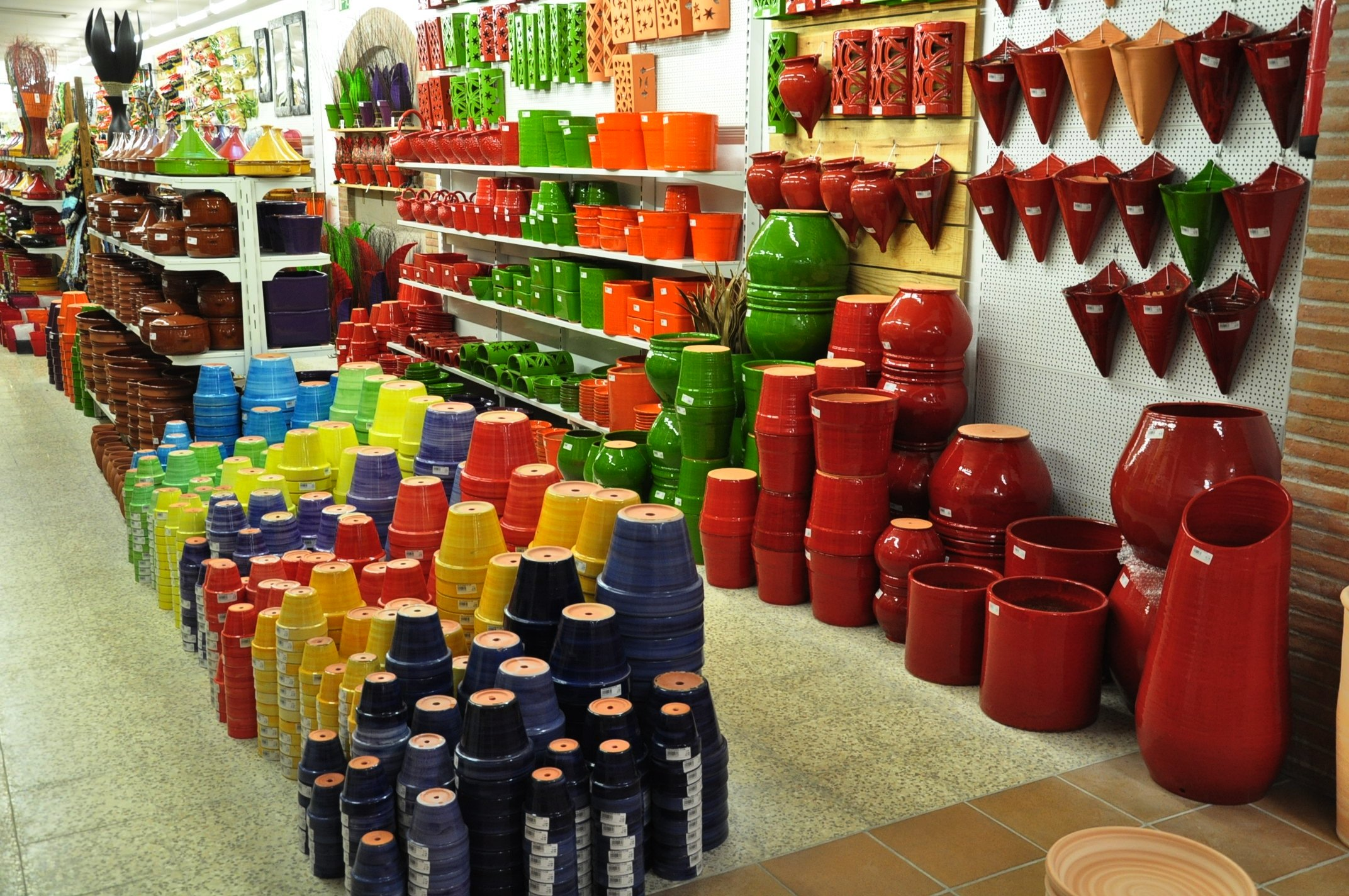
La céramique est le pilier de l'économie locale de La Bisbal d'Empordà.

La qualité des argiles et la tradition artisanale ont fait de La Bisbal d'Empordà la capitale de la céramique. À la différence d’autres centres céramistes, La Bisbal ne produit pas seulement des articles en terre cuite et en brique mais un important secteur se consacre aussi à la céramique décorative et de construction. Le visiteur se heurte à la céramique dès le moment où, par la route, il atteint les premières maisons de la commune, capitale du Baix Empordà. La plupart des établissements disposent de leur propre atelier de céramique. La visite à la « capitale de la céramique » est complétée par celle du musée que la commune a consacré à cette activité, précisément installé dans une ancienne fabrique de céramique.

### La vieille ville de Girona
Girona trouve ses origines dans le Paléolithique inférieur ; les ibères, les Romains et les arabes, sans oublier l’importante communauté juive qui vécut dans la ville entre les IXe et XVe siècles, sont quelques-uns des peuples et quelques-unes des cultures qui l’occupèrent successivement. Il n’y a rien d’étonnant à ce que des vestiges de toutes ces civilisations peuplent chaque recoin des rues de son centre historique. Plus de mille and d’histoire cohabitent dans la Girona ancienne qui se distribue autour de la cathédrale, d’une seule nef, construite entre les XIVe et XVIIe siècles. Au pied de ce temple s’étend le call — ou quartier juif —, un labyrinthe de ruelles où s’est installé le centre Bonastruc ça Porta. Le monastère roman de Sant Pere de Galligants, l’ancienne collégiale gothique de Sant Feliu où sont conservées les reliques de San Narcís, patron de la ville, la promenade archéologique, les remparts, les bains arabes et les maisons sur l’Onyar sont des lieux incontournables de visite.

### Village ibère d’Ullastret

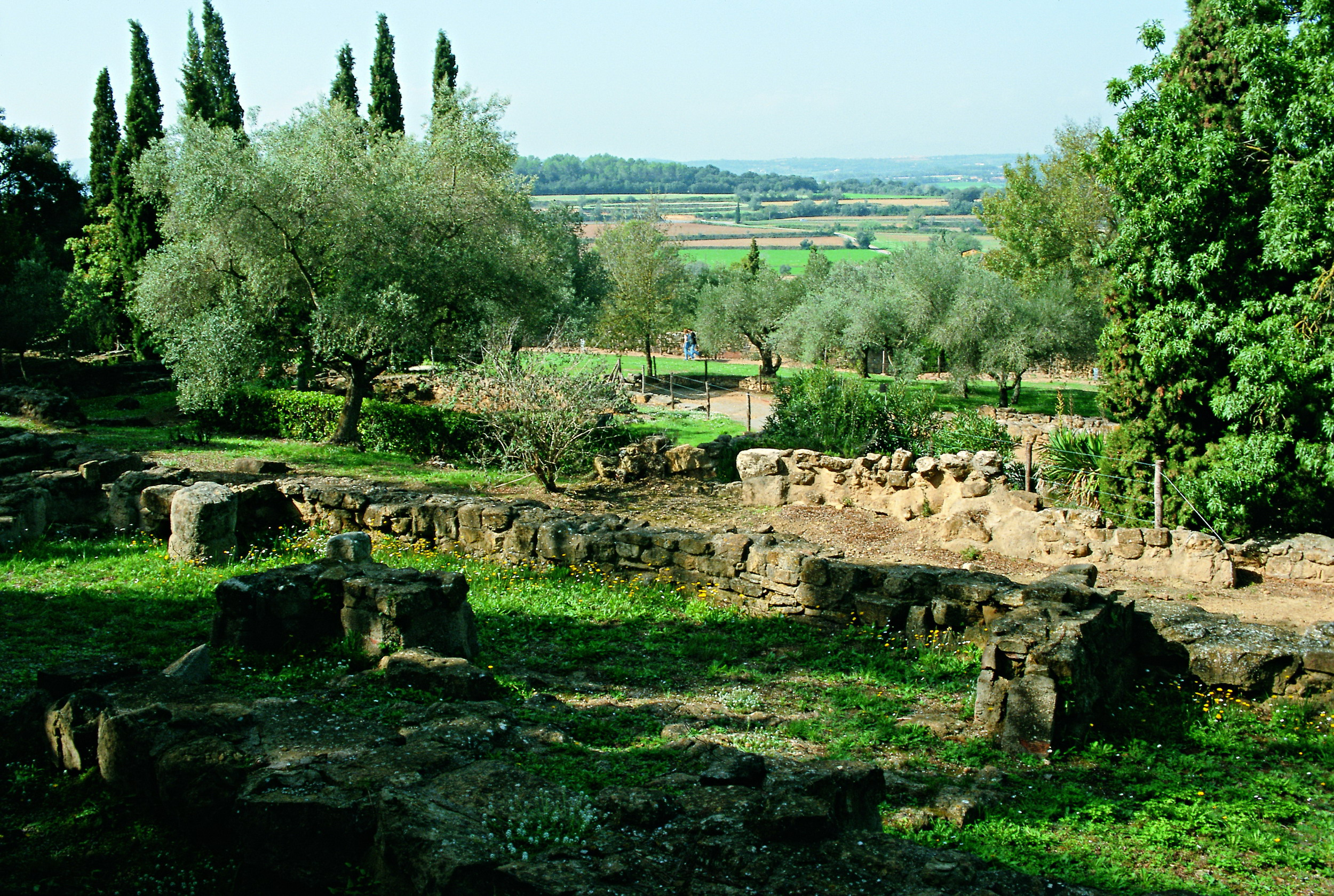
Village ibère d’Ullastret.

Important glissement ibère qui date du VIIe siècle av. J.-C. et qui se dresse sur la colline de Sant Andreu, à environ deux kilomètres du village d’Ullastret. Pendant que les ibères occupèrent cette zone, ils construisirent une grande enceinte fortifiée et établirent une culture propre qui se traduit tant par la structure urbanistique que par les rituels funéraires et les diverses activités sociales qu’ils entreprirent. Actuellement on peut encore voir la disposition des rues adaptées à la forme de la montagne, les maisons, les citernes creusées dans le rocher, les temples et l’extraordinaire muraille à tours carrées et rondes. Ces matériaux permettent de situer la première installation pré ibère à la fin du VIIe siècle av. J.-C. et le premier village ibère vers les années 550 av. J.-C. Au début du IIe siècle av. J.-C., le lieu fut abandonné. Le musée archéologique d’Ullastret, situé dans le gisement lui-même, permet d’admirer les restes archéologiques trouvés lors des excavations successives réalisées dans le village ibère.

### Calanques de Begur et de Palafrugell, et phare de Sant Sebastià

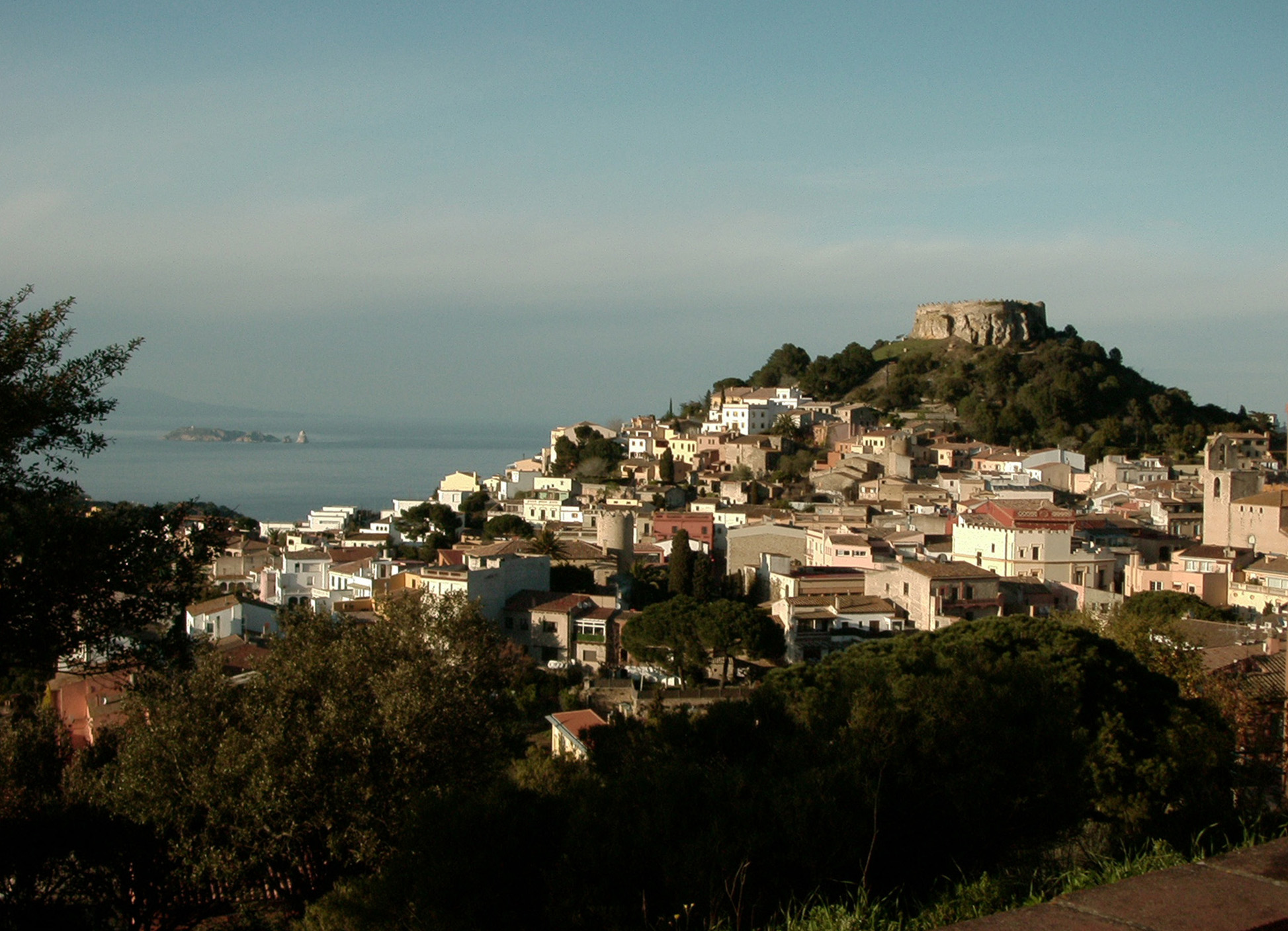
Begur

Les calanques sont l’aspect le plus captivant de la Costa Brava, là où la montagne et la mer embrassent de petits villages de pêcheurs entourés de sable. Des calanques comme celles de Begur –Sa Riera, Aiguafreda, et Sa Tuna- ou celles de Palafrugell –Tamariu, Llafranc et Calella- sont absolument à voir si l’on veut comprendre l’essence de la côte de Girona. Les falaises abruptes, les eaux transparentes et la végétation exubérante qui entoure la frange côtière du Baix Empordà font de cette zone l’expression maximale du paysage de la Costa Brava. Un lieu de visite obligatoire est le phare de Sant Sebastià, à Llafranch, mirador privilégié qui se dresse à 167 mètres au-dessus du niveau de la mer et sur lequel s’élèvent le sanctuaire baroque et l’hôtellerie du même nom. La vue panoramique que l’on a sur les baies de Llafranch et de Calella est d’une grande beauté, tout comme le sont aussi celles du secteur du Salt d’en Romaboira et des espaces côtiers situés au nord, dans la zone de la calanque du Cau et de la montagne des Frares.

### La vieille ville (centre historique) de Tossa de Mar

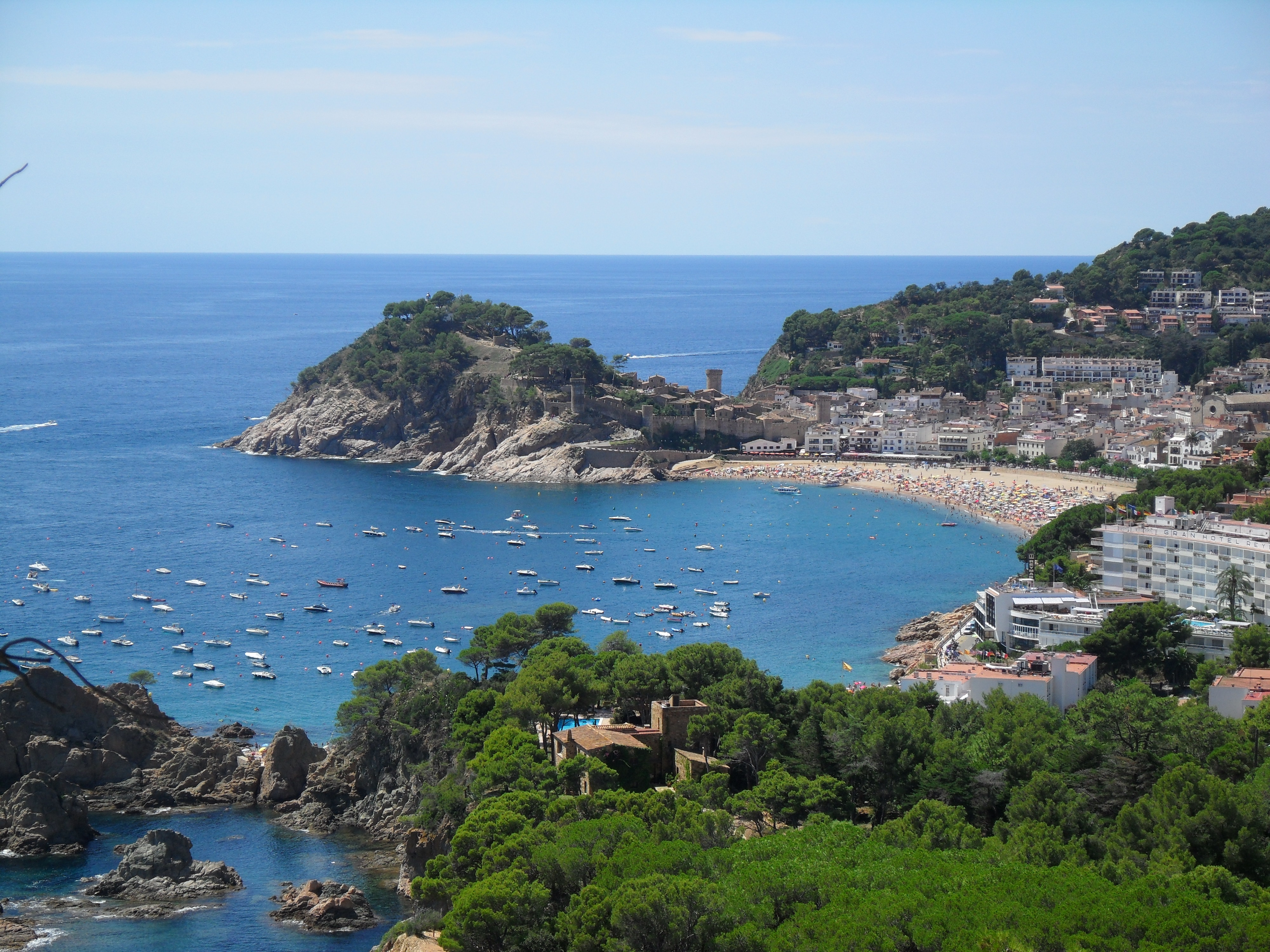
Tossa de Mar.

C’est dans la localité de Tossa de Mar, dans la région de la Selva, que se trouve l’une des murailles médiévales les plus importantes de la Costa Brava. Elle se caractérise surtout par les spectaculaires tours de défense qui protègent le centre historique de la ville. La première mention de la Tossa médiévale date de 966. Le château, édifié en 1187, fut utilisé pour défendre la côte mais il fut abandonné au XIXe siècle et ses restes employés pour construire un phare. Entre les XIIe et XIVe siècles, l’enceinte fortifiée fut construite pour se défendre face aux incursions des pirates. On conserve encore la presque totalité du périmètre original et trois grandes tours cylindriques appelées du Codolar, des Heures et de Joanàs. En 1931, la vieille ville de Tossa fut déclarée Monument Historique et Artistique National. Les remparts du cap de Tossa sont actuellement le seul exemplaire de village médiéval fortifié qui existe encore sur la côte catalane. La beauté de ses plages et son patrimoine artistique et culturel ont fait de ce lieu un point de référence incontournable du tourisme.

### Les jardins botaniques de la Selva maritime
Situés entre Blanes et Lloret de Mar, ces impressionnants balcons sur la Méditerranée réunissent tout ensemble plantes autochtones et espèces végétales propres aux tropiques. Les jardins de Santa Clotilde, à Lloret de Mar, furent conçus en 1919 par l’architecte Nicolau Maria Rubió i Tudurí et se caractérisent par l’absence de fleurs, qui contraste nettement avec la grande varieté des plantes. La maison qui couronne ce jardin accueille quatre importantes collections : peinture, tapis, bateaux miniatures et céramique catalane. Pinya de Rosa, entre Blanes et Lloret, a pour particularité d’avoir adapté au contexte méditerranéen des espèces végétales caractéristiques des tropiques. À Blanes, Marimurtra accueille l’une des stations biologiques les plus importantes de la Méditerranée et réunit non seulement des plantes et des arbres autochtones mais aussi des espèces végétales venues du monde entier.

### Le Triangle dalinien

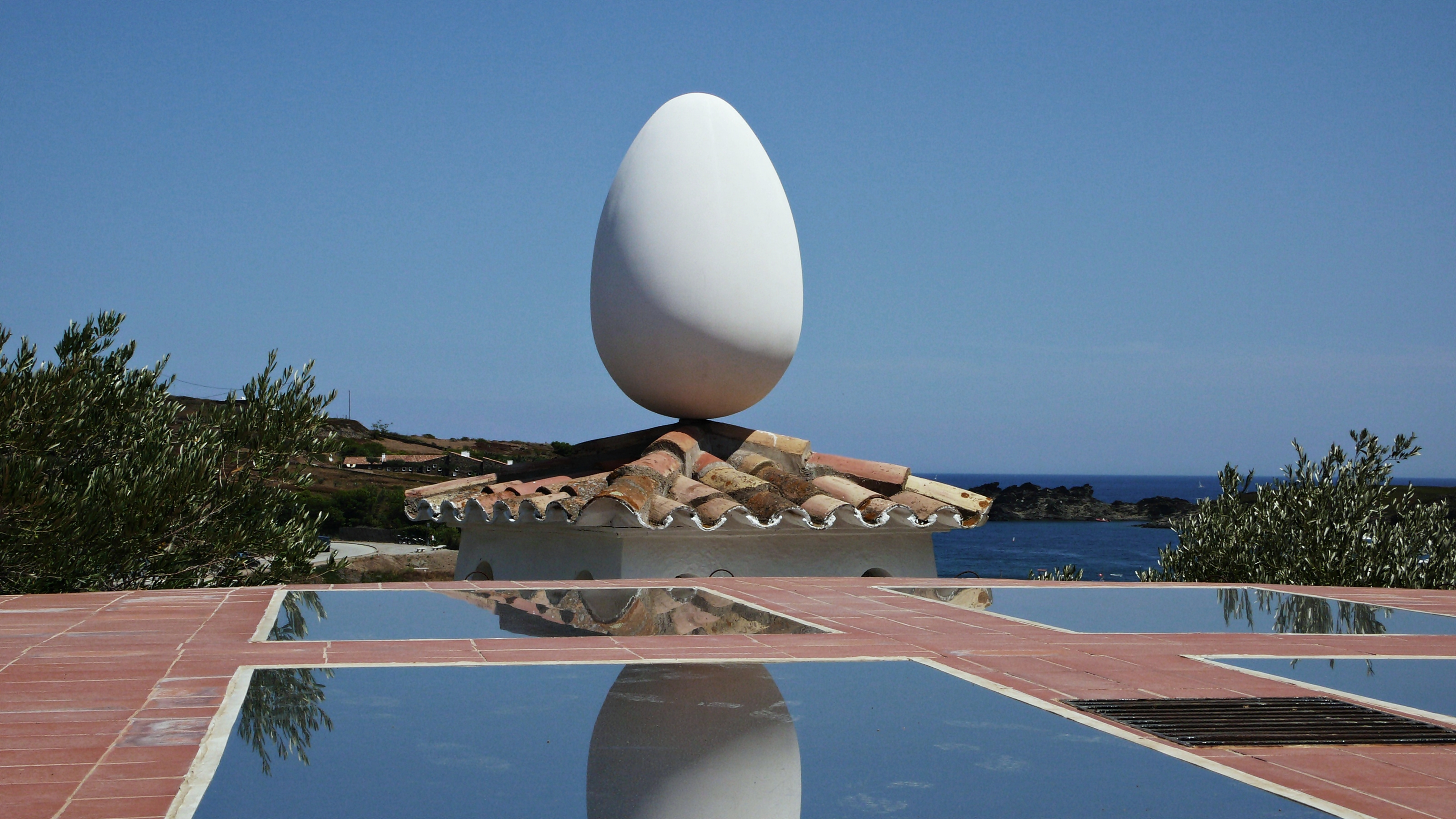
Maison-musée de Portlligat

La vie et l’œuvre du peintre de Figueres se condensent en trois espaces emblématiques. Au théâtre-musée de Figueres on peut admirer des œuvres comme Galarina, Le Spectre du sex-appeal ou Léda atomique, des installations surréalistes comme le Taxi pluvieux ou la salle Mae-West et des obsessions récurrentes comme ses racines ampurdanaises ou le visage de Gala. Le second espace est la maison-musée de Portlligat, à Cadaqués, un ensemble de baraques de pêcheurs que Dali reforma pour y fixer sa résidence-atelier ; le résultat en est une structure labyrinthique, aux petits espaces qui s’enchaînent dans une suite de dénivellations, où sont conservés les meubles et les objets personnels du peintre. Le triangle est complété par le Château de Púbol, sur la commune de La Pera, dans le Baix Empordà, un château que Dalí offrit à Gala pour tenir sa promesse d’en faire la reine d’un château. Outre la collection d’art, sont remarquables les appartements privés de sa muse, sa collection de vêtements de haute couture, la Cadillac qui appartint au ménage et la crypte où est enterrée Gala.

### Le lac de Banyoles

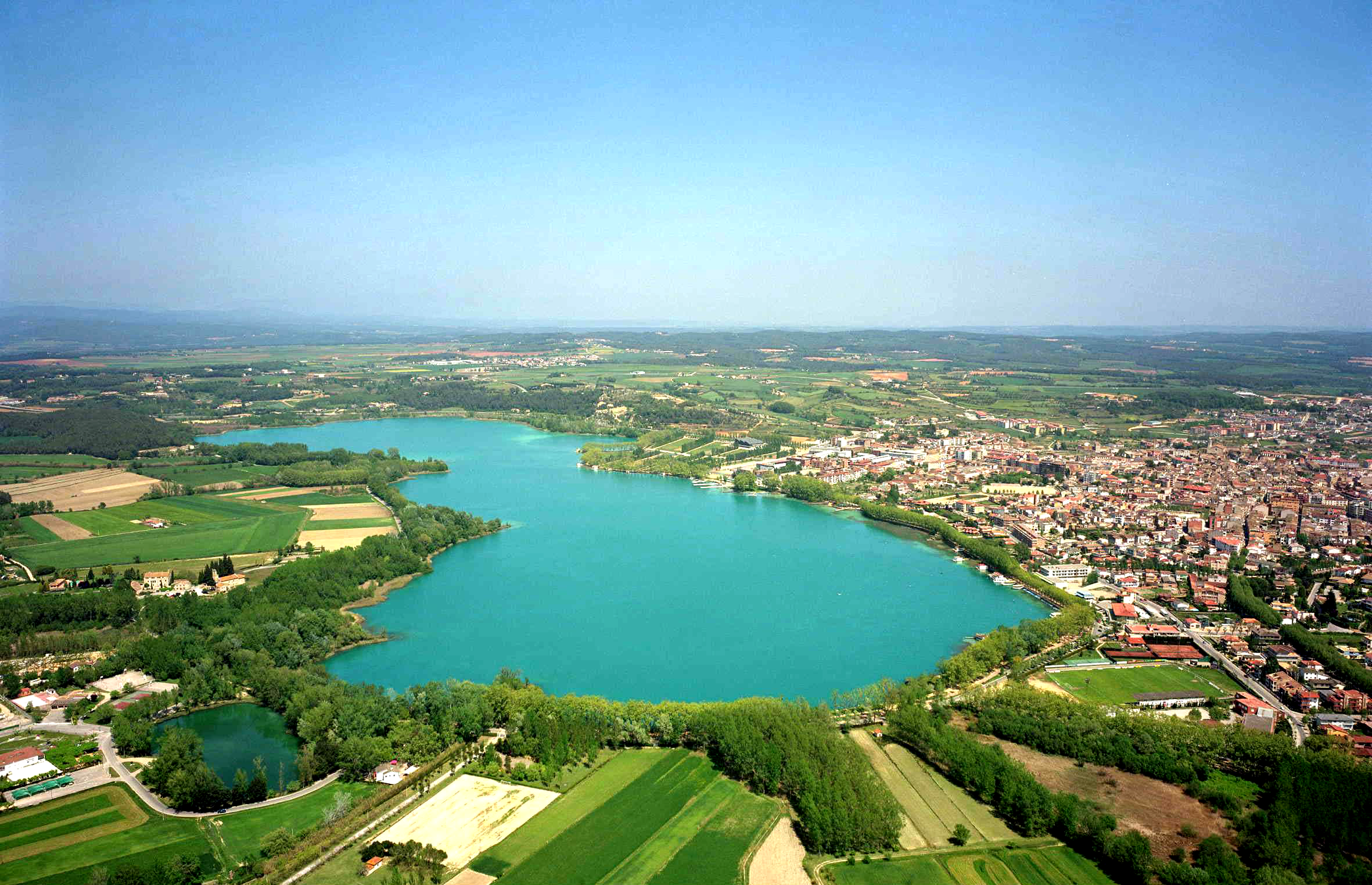
Le lac de Banyoles

Situé dans la région du Pla de l'Estany, c’est le lac naturel le plus grand de Catalogne et l’un des plus grands de la péninsule Ibérique, d’une superficie de 107 hectares et d’une profondeur encore inconnue en certains points. Il s’est créé à la suite d’une série d’effondrements karstiques et tectoniques, et il est alimenté de façon souterraine à partir de fleuves qui proviennent de la Alta Garrotxa. Les petits étangs qui l’entourent sont le fruit du même phénomène bien que certains présentent des aspects particuliers comme celui de Can Cisó, qui se teint périodiquement en rouge de par l’action de certaines bactéries. Les fouilles réalisées autour du lac le relient à des cultures paléolithiques ou néolithiques, ce que corroborent les restes exceptionnels du village néolithique de la Draga. Actuellement, le lac est un espace public très fréquenté où l’on tente d’établir un prudent équilibre entre les nécessités de préserver l’environnement et la pratique de certaines activités qui le respectent, comme les promenades en bateau et les sports aquatiques. À ce sujet, il faut dire que le lac de Banyoles fut l’un des sièges des Jeux olympiques Barcelona 92 et, en 2004, le siège du Championnat du monde d’aviron.

### Festivals de musique de Torroella de Montgrí et de Peralada

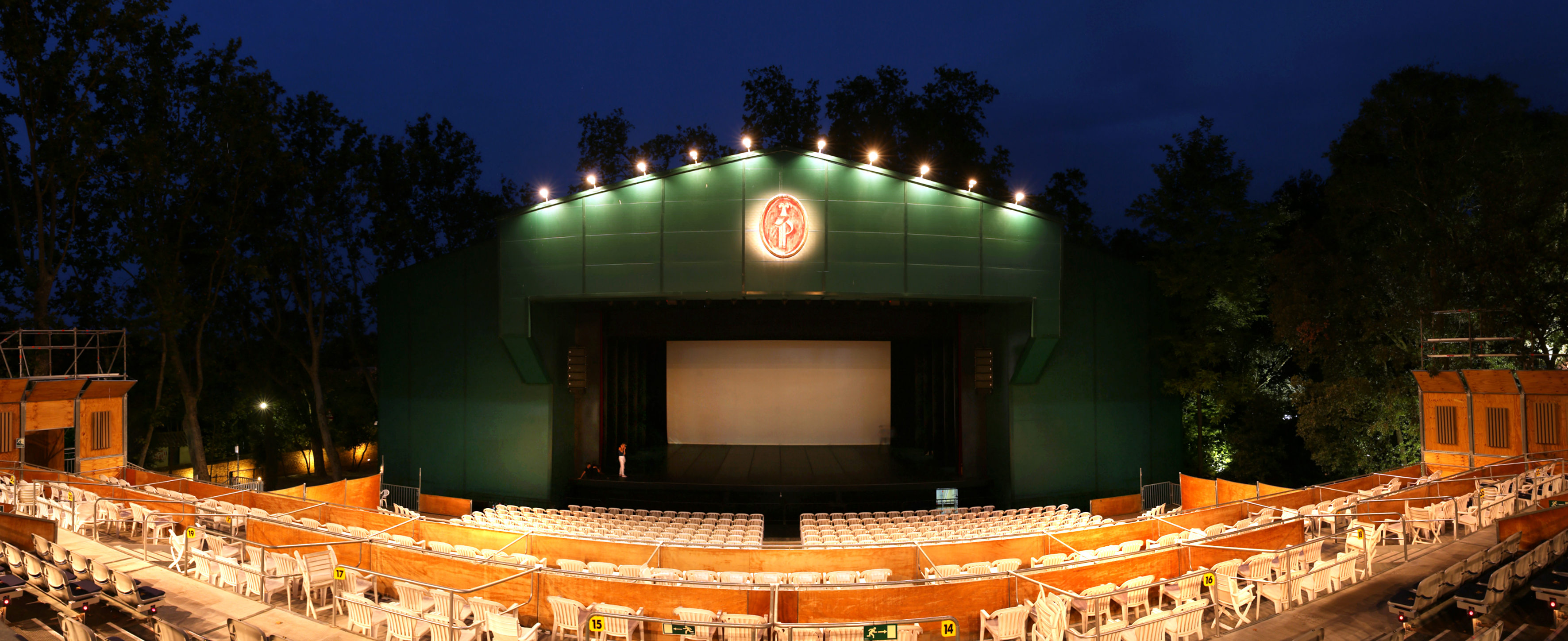
Auditorium du Parc du Château de Peralada

Entre les mois de juillet et d’août, les communes de Peralada et de Torroella de Montgrí accueillent d’excellentes propositions musicales et théâtrales qui réunissent des artistes mondialement connus. Ces deux communes font partie de l’Association européenne des festivals de musique. D’un côté, à Peralada, les jardins et l’église du château, ainsi que le cloître de Sant Domenec accueillent le Festival International de Musique qui porte le nom de la commune. Danse, opéra, théâtre et spectacles qui utilisent les dernières technologies musicales et audiovisuelles, et la présence de figures emblématiques du panorama artistique international sont parmi les ingrédients qui, une année après l’autre, font du Festival International Castell de Peralada, l’un des plus importants du mode lyrique.
De l’autre, le festival qui, depuis une vingtaine d’années, envahit de musique les étés de la commune de Torroella de Montgrí, combine les interprétations classiques et ce que l’on appelle les musiques du monde ou compositions ethniques aux racines populaires, et réunit d’importants interprètes mondialement connus. Le Festival international de Torroella de Montgrí est complété par une série de cours d’interprétation musicale.

## Transport
La situation et les caractéristiques géographiques des régions de Girona entraînent une grande diversité des vols et des systèmes de communication : transports routiers, maritimes, ferroviaires  et aériens.

### Transport aérien
L'aéroport de Gérone-Costa Brava ou aéroport de Gérone est un aéroport situé à Vilobí d'Onyar, à 12 km au sud de la ville de Gérone au nord-est de l'Espagne. Il s'agit de l'un des principaux aéroports en Catalogne, avec celui de Barcelone. 
L’aéroport est le centre d’une importante activité, tant du point de vue touristique que commerciales ou industriel ; il offre des lignes régulières vers diverses villes européennes et reçoit un important volume de trafic de vols charters.
Depuis l'aéroport, il est facile de se rendre dans les stations balnéaires de la Costa Brava. 
L’aéroport de Perpignan-Rivesaltes est un aéroport du département des Pyrénées-Orientales que pour sa proximité avec la frontière de l’Espagne, aussi offre un trafic de tourisme à la Costa Brava.
L’aérodrome d’Empuriabrava est consacré à l’aéronautique sportive et au parachutisme.

### Transport par chemin de fer
Les services ferroviaires de la Costa Brava se concentrent sur deux lignes conventionnelles et une moderne. L’une qui suit la côte sud, de Barcelone à Blanes et à Maçanet de la Selva, où elle rejoint la seconde ligne qui, provenant de Madrid et de Barcelone, traverse le territoire du sud au nord jusqu’à la frontière avec la France.
Depuis le 15 décembre 2013 est possible la connexion entre la Costa Brava et Europe grâce à la ligne de LGV Madrid-Barcelone-Figueras qui connecte Paris avec Madrid. Les stations près de la Costa Brava sont Figueres-Vilafant et Girona. 

### Transport routier
Des lignes régulières d’autobus desservent la presque totalité des localités du territoire et relient la côte à l’arrière-pays et aux régions de montagne. Les voyageurs disposent aussi, suivant leurs préférences, de services de taxi et de sociétés de location de véhicules sans chauffeur. 

### Transport maritime
Tout le long de la côte, il existe une offre de ports de plaisance, de pêche et de commerce. Autour d’eux s’est développée une multitude de services destinés à répondre à la demande touristique, particulièrement en ce qui concerne les croisières et les lignes régulières qui desservent les plages et les lieux les plus importants. 

## Galerie

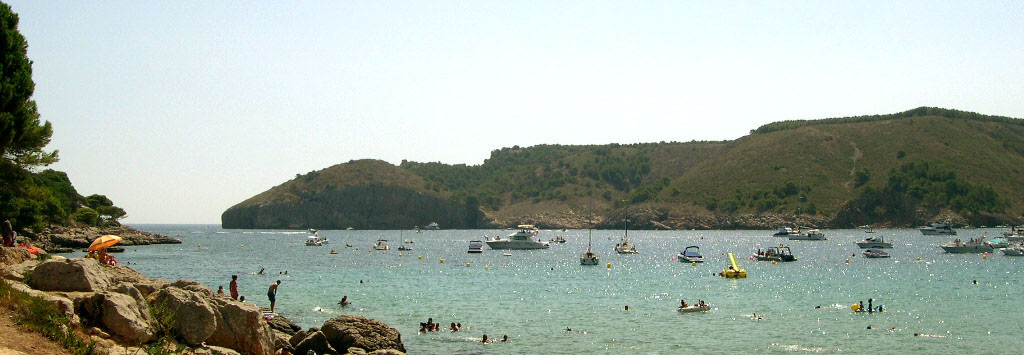
Torroella de Montgrí Crique de Montgó. (ca)
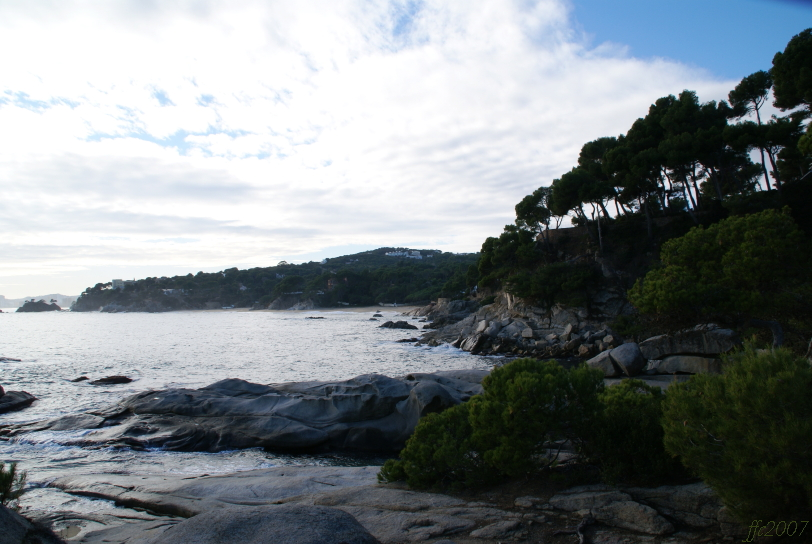
Calonge Crique de Roques Planes.
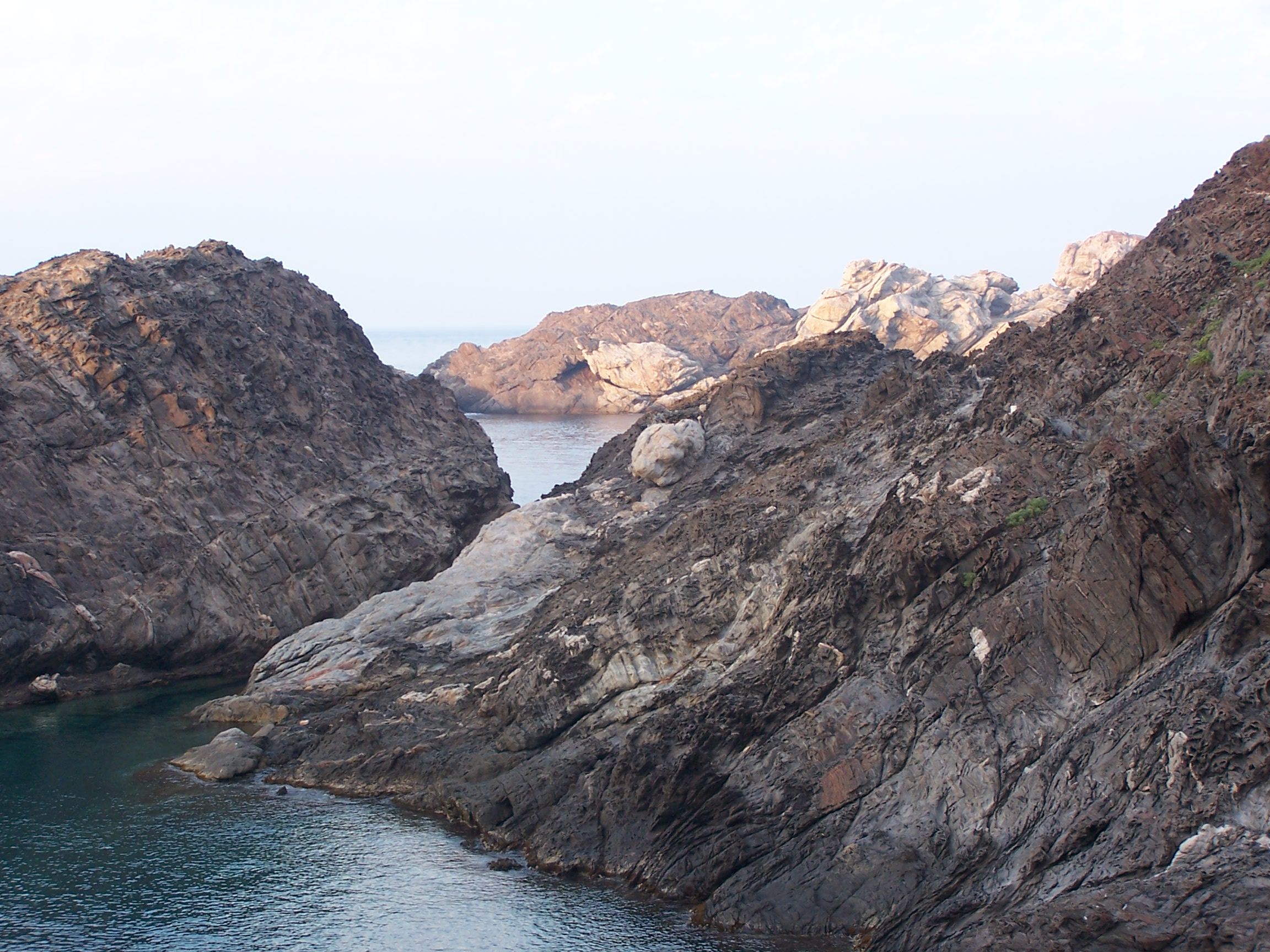
Cap de Creus
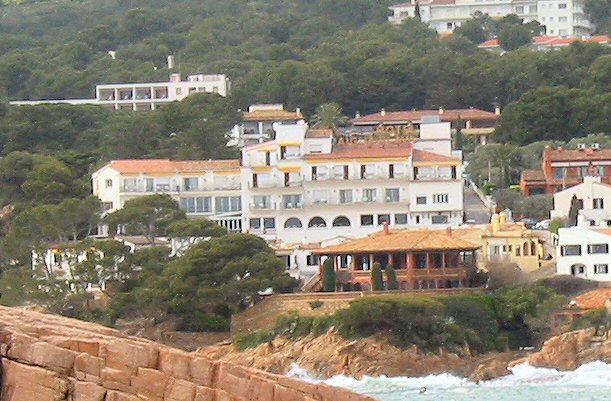
Aigua Blava Développement hôtelier.